# Église Saint-Vaast de Saint-Vaast-lès-Mello
Pour les articles homonymes, voir église Saint-Vaast.
L'église Saint-Vaast de Saint-Vaast-lès-Mello est une église catholique paroissiale située à Saint-Vaast-lès-Mello, commune de l'Oise. Sa courte nef fait partie d'une petite série qui ont été voûtées sur croisées d'ogives dès la fin de la période romane, au début des années 1140, alors que le voûtement d'ogives n'était connu en France qu'en Normandie et dans le Beauvaisis. Une disposition différente des premières et des secondes piles intermédiaires des grandes arcades permet de penser que la décision du voûtement n'a été prise qu'en cours de construction. Les chapiteaux sont encore assez archaïques, et un seul est historié. L'on trouve également des culs-de-lampe sous la forme de têtes grimaçantes. Le bas-côté sud est encore en partie roman, alors que le collatéral nord, aussi haut et aussi large que la nef, a connu deux campagnes de reconstruction. Certaines dispositions y suscitent des questions non encore résolues. Le transept et l'abside à cinq pans au plan outrepassé sont de style gothique primitif et datent de la première moitié du XIIIe siècle ; l'on y remarque les deux chapelles orientées encore voûtées en berceau. Sur une église dont l'architecture est globalement assez austère, les deux portails de la période romane tardive contrastent agréablement avec le reste. Ils sont tous les deux richement décorés, mais alors que celui de la façade reprend des dispositions très courantes dans la région à l'exception du tympan garni d'étranges dessins gravés, celui du sud adopte une curieuse forme en cintre surhaussé et possède un très rare décor d'arcatures plaquées. Les parties orientales se distinguent par la couverture en dalles de pierre calcaire de leurs toits. La petite église Saint-Vaast réunit ainsi plusieurs caractéristiques partagées avec peu d'autres églises, ce qui en fait un intéressant témoin de l'histoire de l'architecture de la région. Elle a été classée monument historique par arrêté du 11 septembre 1906. Mais son état n'a pas cessé de se dégrader depuis, et de sérieux problèmes de stabilité apparus dès 1937 attendent toujours une solution. Elle est affiliée à la paroisse Sainte-Claire de Mouy.

## Localisation
L'église Saint-Vaast se situe en France, en région Hauts-de-France et dans le département de l'Oise, dans la vallée du Thérain, sur la commune de Saint-Vaast-lès-Mello, en plein centre du village face à la mairie. L'église tout comme le centre du village surplombent la vallée et sont implantés sur son versant nord, ce qui assure un bon ensoleillement. Entre l'élévation méridionale de l'église et la pente escarpée qui descend vers la partie basse de la commune et la RD 123, il reste juste assez de place pour le passage de la rue Marcel-Dequevauviller, depuis laquelle l'on peut également voir le chevet. La façade occidentale donne sur la rue de la Paix, qui commence juste devant l'église puis monte vers le nord, en direction du cimetière. L'église n'a donc pas de parvis, mais de l'autre côté de la rue de la Paix, se situe la place de la Mairie qui est en même temps un parking. Depuis cette place, l'on peut contempler l'église dans son ensemble en prenant du recul, ce qui est impossible depuis le sud et surtout depuis le nord, où des maisons et des terrains privés sont directement contigus à l'église.

## Histoire
L'histoire de l'église n'a pas encore fait l'objet de recherches approfondies et demeure très mal connue. La littérature ne mentionne pas de lien avec l'abbaye Saint-Vaast d'Arras comme sa dédicace à saint Vaast d'Arras permettrait de le supposer. Le patronage de l'église appartenait aux chanoines du chapitre de Saint-Lucien de Bury, qui se considérait comme son curé primitif. Chacun des chanoines était donc théoriquement curé de Saint-Vaast-lès-Mello, mais dans la pratique, ils faisaient desservir l'église par un vicaire perpétuel à leur nomination.

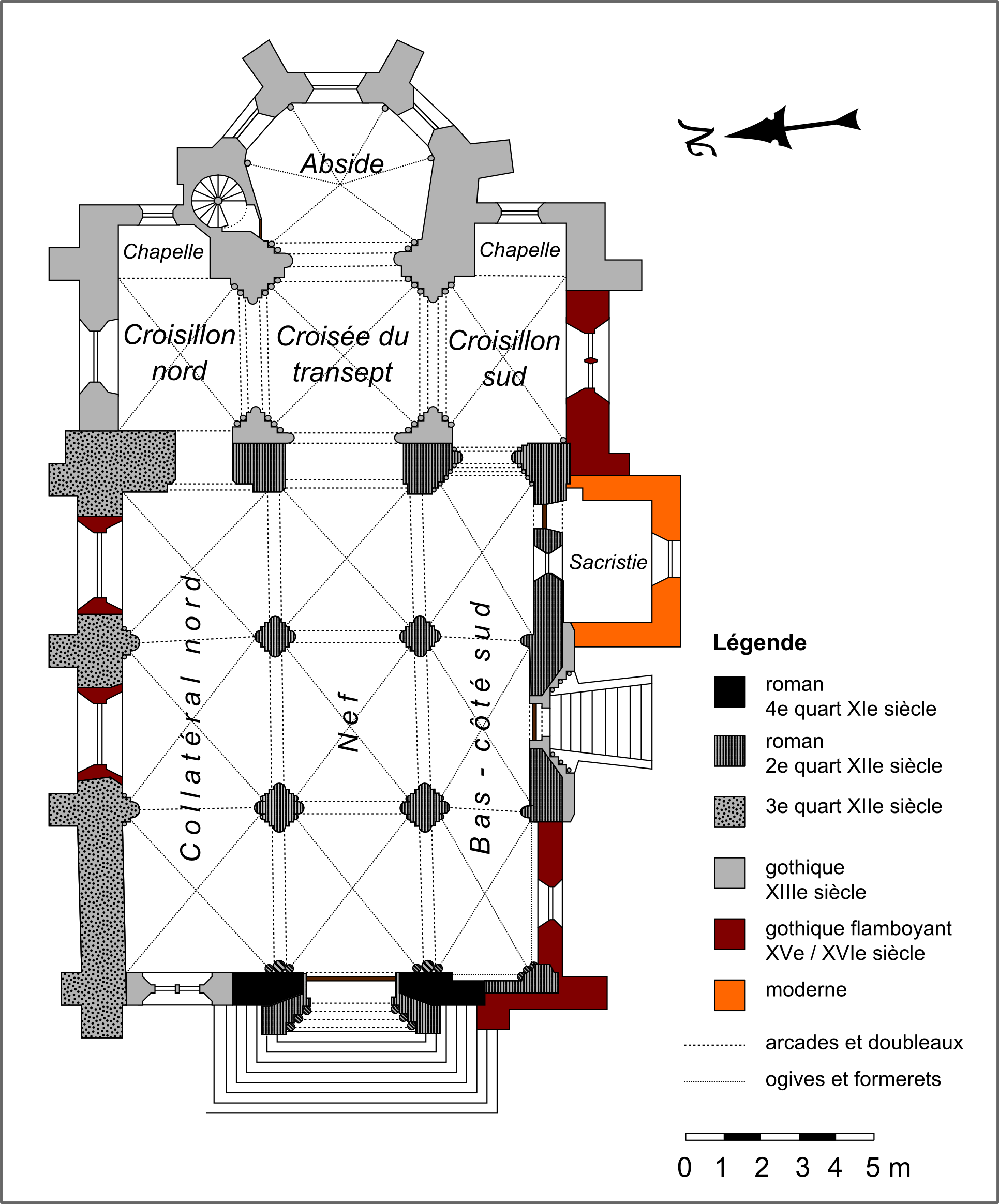
Plan de l'église.

Une église romane à nef unique existe dès la seconde moitié du XIe siècle, dont ne subsiste plus que son mur occidental avec sa petite fenêtre à simple ébrasement. Autour de 1140, la nef est reconstruite afin de la doter de bas-côtés. Cette reconstruction progresse de l'est vers l'ouest, et au début, un voûtement d'ogives n'est pas prévu, mais le projet est modifié alors que le chantier est encore en cours. Les piles entre la première et la seconde travée sont donc d'emblée cantonnées de colonnettes pour recevoir les ogives, et la troisième travée est voûtée après coup. Un nouveau portail roman est plaqué devant la façade occidentale. — Une seconde campagne de reconstruction intervient dans la première moitié du XIIIe siècle et porte sur le transept, le clocher et l'abside. Cette fois-ci, rien des structures romanes n'est laissé en place. La troisième campagne de reconstruction peut être située pendant la seconde moitié du XIIIe siècle grâce au dessin du remplage de la vaste baie gothique, qui est percée dans le mur occidental du collatéral nord. Celui-ci est rehaussé et porté à la même hauteur que le vaisseau central. Finalement, une quatrième campagne de construction pendant le dernier tiers du XVe siècle concerne les voûtes et les fenêtres du collatéral nord, qui d'après Dominique Vermand aurait toujours eu sa largeur actuelle, identique à celle de la nef. Collatéral et nef reçoivent un pignon commun côté est et sont recouverts par une toiture commune à deux rampants. Dans le cadre d'importants réparations au XVIe siècle, la première travée du bas-côté sud est percée d'une nouvelle fenêtre, et les voûtes de ce bas-côté sont remaniés.
L'église est classée monument historique par arrêté du 11 septembre 1906. Peu de travaux de restauration ont été entrepris depuis cette date. En 1937, un coffrage intérieur est mis en place dans la croisée du transept et de plus en plus d'arcades ont dû être étayées. Seulement les piles méridionales du clocher ont fait l'objet d'une restauration complète depuis cette date, travaux insuffisants pour pouvoir retirer le coffrage. Globalement l'édifice se trouve dans un état très fragilisé, comme la description ci-dessous le montrera.

## Description

### Aperçue général
Régulièrement orientée, l'église répond à un plan cruciforme et se compose d'une nef de trois travées accompagnée d'un collatéral nord de même hauteur et de même largeur, et d'un collatéral sud plus étroit ; d'un transept qui n'est plus débordant qu'au sud ; de deux petites chapelles orientées rectangulaires à l'est des croisillons ; d'un chœur à cinq pans au plan outrepassé ; d'un clocher en bâtière se dressant au-dessus de la croisée du transept ; et d'une sacristie moderne devant la troisième travée du bas-côté sud, dans l'angle avec le croisillon sud. L'église est de dimensions modestes, car la longueur interne n'est que de 24,00 m, et la largeur interne ne dépasse pas 10,50 m dans le transept. L'ensemble de l'église est voûté d'ogives, sauf les petites chapelles, qui sont voûtées en berceau brisé. La première travée de la nef est subdivisée verticalement par une tribune en bois de facture assez sommaire. L'on accède à l'église par le portail occidental de la nef ou le portail latéral dans la seconde travée du bas-côté sud. La structure des toitures est particulière, car le collatéral nord et la nef sont couverts ensemble par un haut toit à deux rampants, tandis que le bas-côté sud est couvert par un toit en appentis. Des tuiles plates ont été utilisées comme éléments de couverture. Conformément à l'usage, les croisillons possèdent des toits en bâtière de pierre, perpendiculaires à l'axe de l'édifice. Les toits en appentis des chapelles et le toit à croupes du chœur sont également réalisés en pierre.

### Intérieur

#### Nef

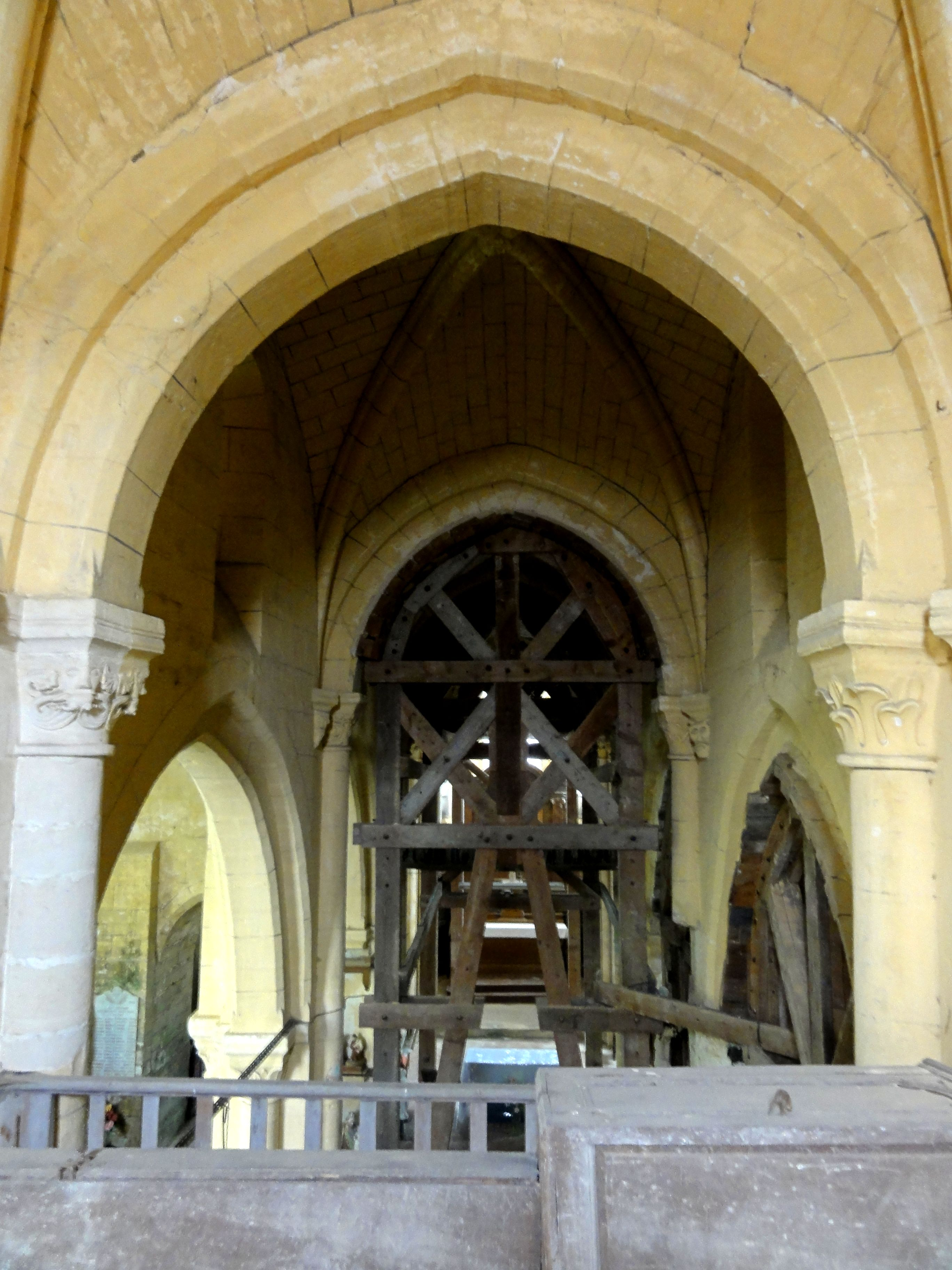
Nef, vue vers l'est.

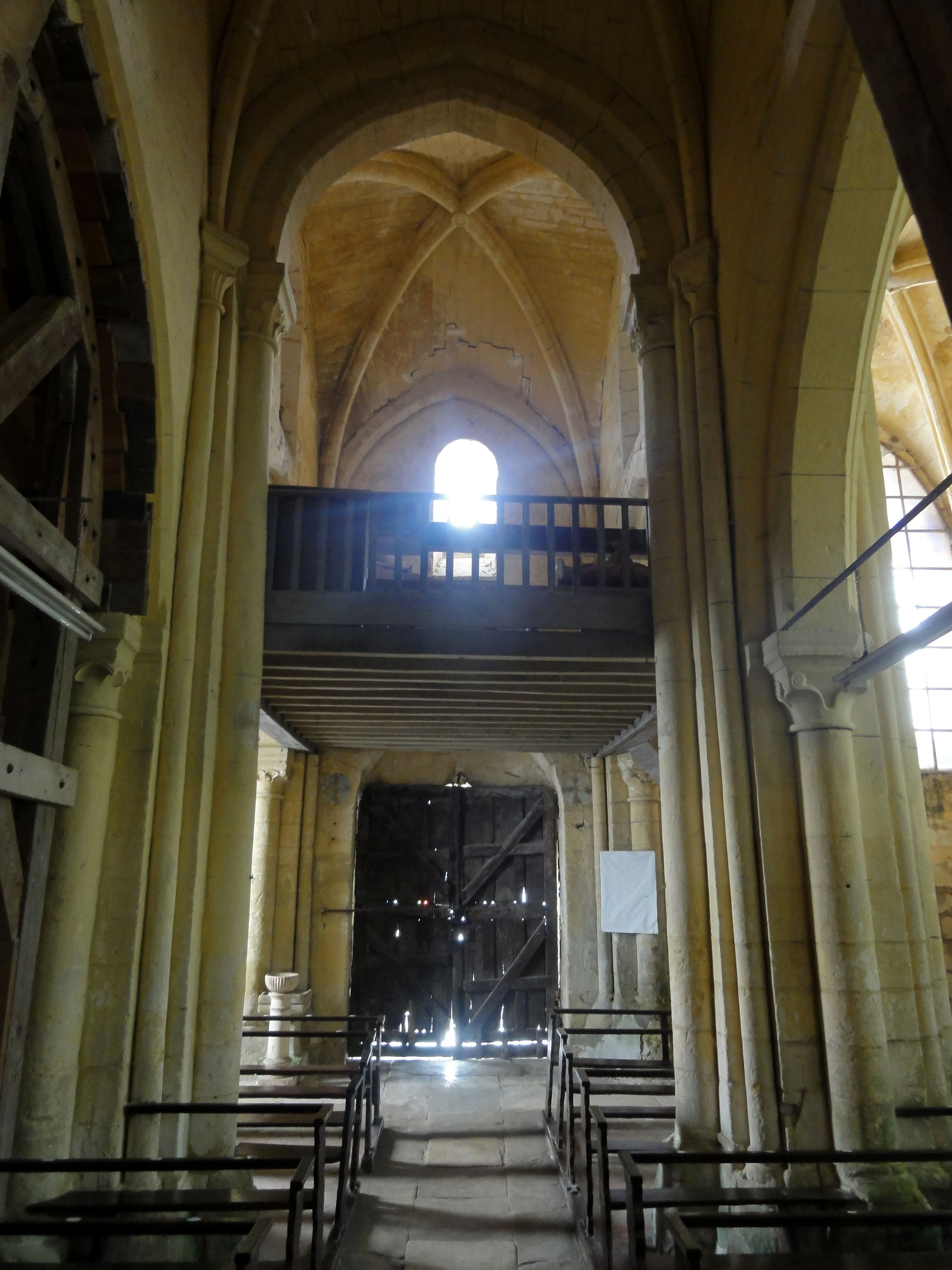
2e travée, vue vers l'ouest.

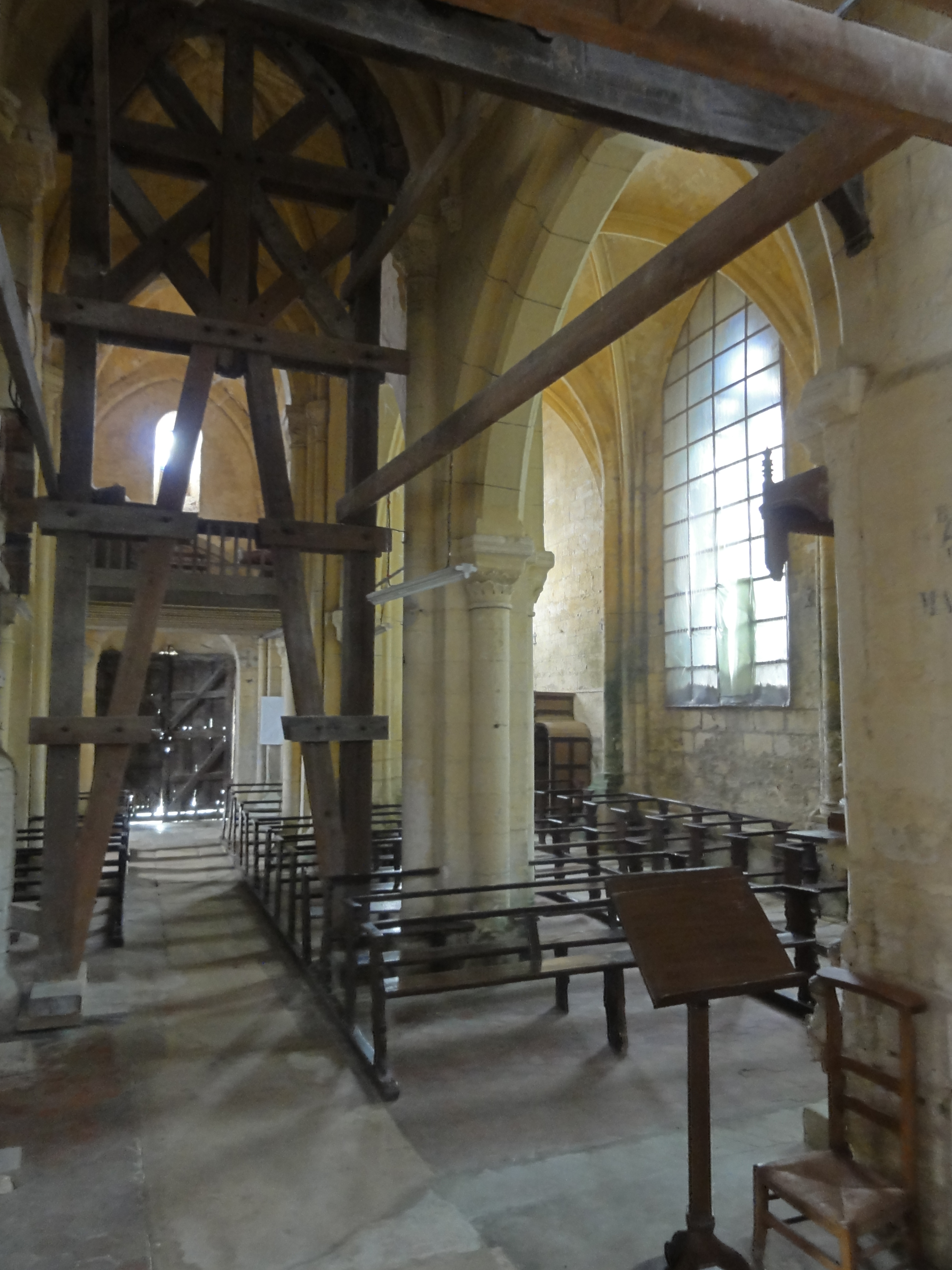
3e travée, vue vers l'ouest.

La nef possède une élévation à deux niveaux, à savoir l'étage des grandes arcades et l'étage des fenêtres hautes. Comme l'ensemble de l'église, elle est très sobre, l'ornementation se limitant aux chapiteaux. Jean Vergnet-Ruiz emploie les termes « sévère et presque nue ». Les grandes arcades, les perspectives qui s'ouvrent vers les parties attenantes et les supports des voûtes évitent en même temps toute monotonie. Mais depuis fort longtemps, le second et le troisième doubleau sont étayés (par erreur, Dominique Vermand parle de la seconde et de la troisième travée) ; déjà sur une photo publiée par Jean Vergnet-Ruiz en 1952, l'on voit ces étais. Ils affectent lourdement l'ambiance dans l'intérieur de l'église et sont surtout pénibles pour la célébration des offices, d'autant plus que l'arc triomphal est lui aussi étayé, de même que la seconde et la troisième grande arcade du sud, ainsi que les deux doubleaux du bas-côté sud, et l'arcade faisant communiquer celui-ci avec le croisillon sud, soit un total de huit arcades étayées. Parmi les trois vaisseaux de l'église, seul celui du nord reste pour le moment libre d'étais, mais seulement la première travée de la nef et les deux premières travées du collatéral nord ne jouxtent aucune arcade étayée. De surcroît, la tribune au-dessus de la première travée de la nef est du plus mauvais effet.
Plusieurs particularités rendent la nef assez singulière. D'abord, l'élévation nord n'a pas été modifiée à la suite de la reconstruction du collatéral nord au XVe siècle, qui atteint depuis la même hauteur que la nef. Les fenêtres hautes du nord donnent donc sur le collatéral. Elles ne sont bien entendu pas vitrées. Toujours en plein cintre, elles sont à double ébrasement et s'ouvrent au-dessus d'un long glacis fortement incliné. Au sud, les fenêtres hautes sont toutes bouchées depuis le rehaussement du toit du bas-côté sud. Deuxièmement, la nef est extrêmement étroite, sa largeur n'étant que de 3,15 m (Jean Vergnet-Ruiz ne précise pas si la mesure a été prise entre les murs ou entre les piliers). D'autres nefs de la région datant du second quart du XIIe siècle ont une largeur inférieure à 4,00 m, dont notamment Saint-Lucien de Bury, Saint-Étienne de Cambronne-lès-Clermont, Saint-Denis de Foulangues et Saint-Pierre-et-Saint-Paul de Santeuil (cette dernière étant située en Vexin français). Troisièmement, la nef présente des voûtes d'ogives très anciennes. Datant des années 1140 d'après les recherches les plus récentes de Dominique Vermand, l'on a longtemps cherché à savoir si elles datent d'origine ou pas. Eugène Lefèvre-Pontalis avait justement expliqué l'étroitesse de certaines nefs du Beauvaisis par le voûtement d'ogives à une période précoce, où l'on hésitait encore à jeter des voûtes au-dessus de larges travées. Les voûtes d'ogives antérieures à 1130 se trouvent effectivement dans les bas-côtés, les croisillons où le chœur, exception faite de voûtes de 7,00 m de portée dans l'église Saint-Lucien de Beauvais, détruite à la Révolution. Mais cette hypothèse se heurte à une autre, formulée par Louis Régnier et expliquant l'étroitesse des nefs par la nécessité de contrebuter efficacement les clochers centraux se dressant au-dessus de la croisée du transept. C'est peut-être l'explication valable pour Saint-Vaast, car tout porte à croire que le voûtement n'était pas encore prévu au début de la reconstruction, vers 1140,,.
Les grandes arcades sont en tiers-point, forme qui apparaît sur les grandes arcades pour la première fois dans le Beauvaisis dans la nef de l'église de Villers-Saint-Paul, pendant les années 1130. Ces arcades sont à double rouleau et non moulurées, mais les arêtes sont abattues. Le rang de claveaux inférieur repose sur les tailloirs carrés de chapiteaux encore résolument romans, supportés par des colonnes appareillées engagées dans les piles cruciformes. Au niveau des tailloirs, les piles comportent une imposte moulurée de la même façon que les tailloirs, mais seulement vers l'intrados des arcades. Vers les bas-côtés, l'on trouve des colonnes à chapiteaux identiques, alors que vers l'intérieur de la nef, les colonnes toujours du même diamètre ont leurs chapiteaux en haut des murs gouttereaux. Dominique Vermand suppose que la reconstruction de la nef s'est faite en commençant par la dernière travée, ce qui correspond à la façon la plus courante de progresser de l'est vers l'ouest quand les parties orientales préexistantes sont maintenues. Les chapiteaux du second ordre auraient d'abord supporté un arc diaphragme, comme au milieu de la nef de Villers-Saint-Paul, ou comme entre l'avant-dernière et la dernière travée de la nef à Deuil-la-Barre. Il n'y a, en effet, pas de colonnettes dédiées aux ogives, contrairement à la nef de Bury voûtée d'ogives dès l'origine, quelques années auparavant. Les ogives retombent donc sur des culs-de-lampe sculptés en masques. Cette disposition a toujours fait penser qu'à Saint-Vaast, le voûtement ne date pas d'origine (l'on parle dans ce contexte de voûtes secondaires), et si l'on n'a pas ajouté des colonnettes réservées aux ogives, c'est pour la raison évidente de ne pas encombrer davantage une nef déjà trop étroite. C'est pourtant ce que l'on a fait au niveau des premières piles, entre la seconde et la première travée, ainsi qu'au niveau des piles engagées dans la façade occidentale. L'occurrence d'une disposition différente au sein d'un édifice aussi petit a levé maintes interrogations, et les piles cantonnées parlent effectivement en faveur d'un voûtement dès l'origine. Ce semble être une contradiction avec les observations faites dans l'est de la nef, mais Dominique Vermand montre que l'explication est probablement très simple : l'on a pris la décision d'adopter un voûtement d'ogives en cours du chantier, alors que la troisième travée de la nef était déjà reconstruite et munie d'un plafond charpenté. Dès que la première et la seconde travée étaient voûtées, l'on a arraché le plafond de la troisième travée pour la voûter elle aussi,.
Le profil des ogives est d'un gros boudin posé sur un bandeau aux arêtes abattues. Dans les deux premières travées de la nef, le boudin est en forme d'amande. C'est un profil assez rare qui n'existe que dans une dizaine d'églises (dont Acy-en-Multien, Bury, Cambronne, Chars, Notre-Dame de Poissy), et qui cesse d'être employé peu après 1140. Les doubleaux en arc brisé sont simplement chanfreinés. La ligne de faîte est presque horizontale, et le profil reste proche du plein cintre. Les clés de voûte sont ornées d'une fleur piquée ou d'une petite rosace. La sculpture des chapiteaux se rapproche de l'église de Foulangues, mais elle est moins évoluée à Saint-Vaast. La plupart des chapiteaux sont simplement ornés de grosses feuilles stylisées qui se superposent parfois, et d'autres montrent des entrelacs très lâches, « sorte de passementeries épinglées sur la corbeille ». Un chapiteau qui existe également dans l'église de Monchy-Saint-Éloi montre, selon Jean Vergnet-Ruiz, deux têtes de damnés dont la langue est rongée par des reptiles. Eugène Müller parle d'un chapiteau « d'un faire lourd et caricatural où une personne à la tête en courge, allonge une langue démesurée, comme pour savourer d'avance une sorte de grenouille ou crapaud qu'il semble tenir de la main droite ». Les colonnes et les murs gardent encore les traces de peintures murales en faux appareil,,,.

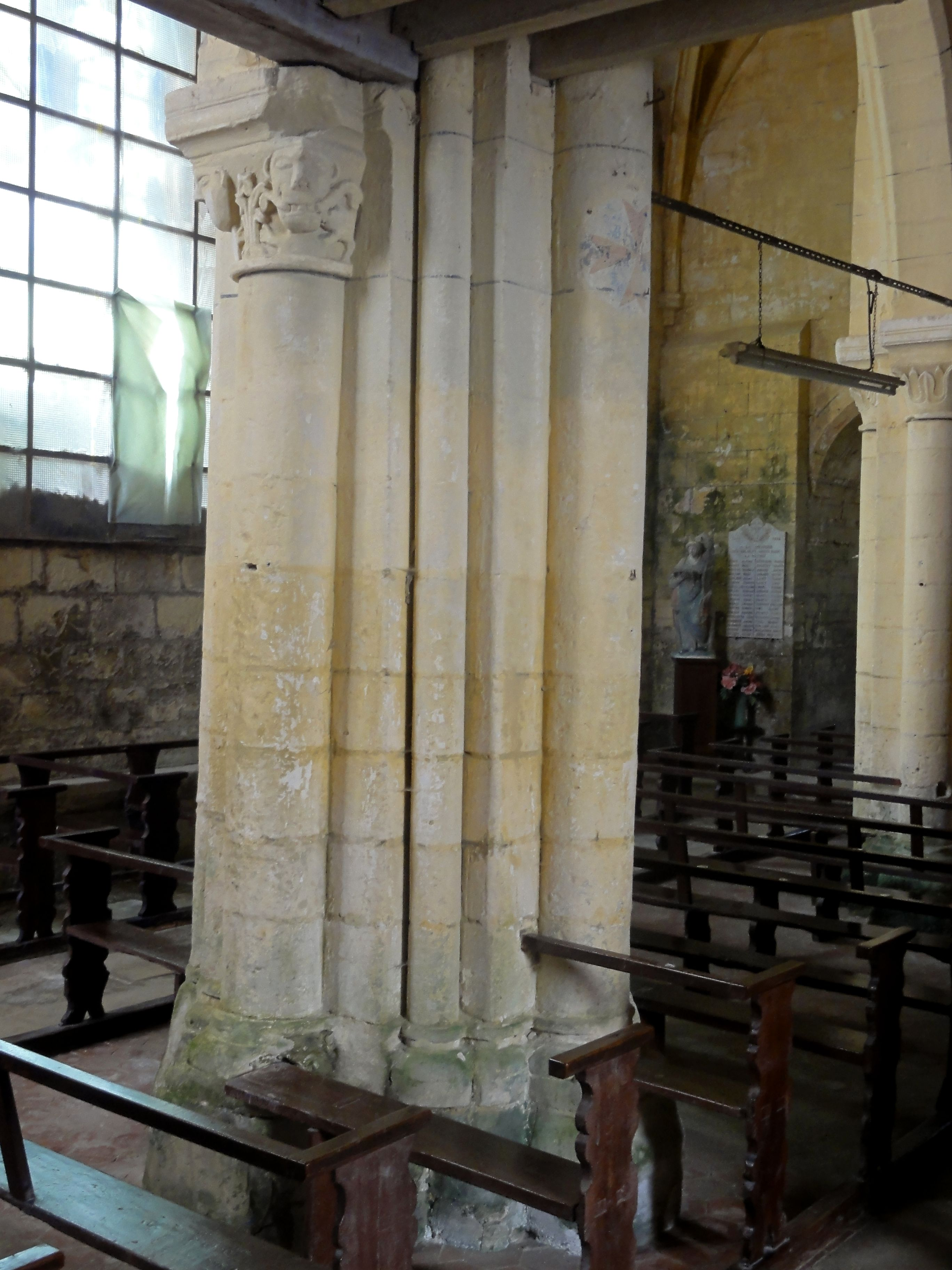
1er pilier du nord.
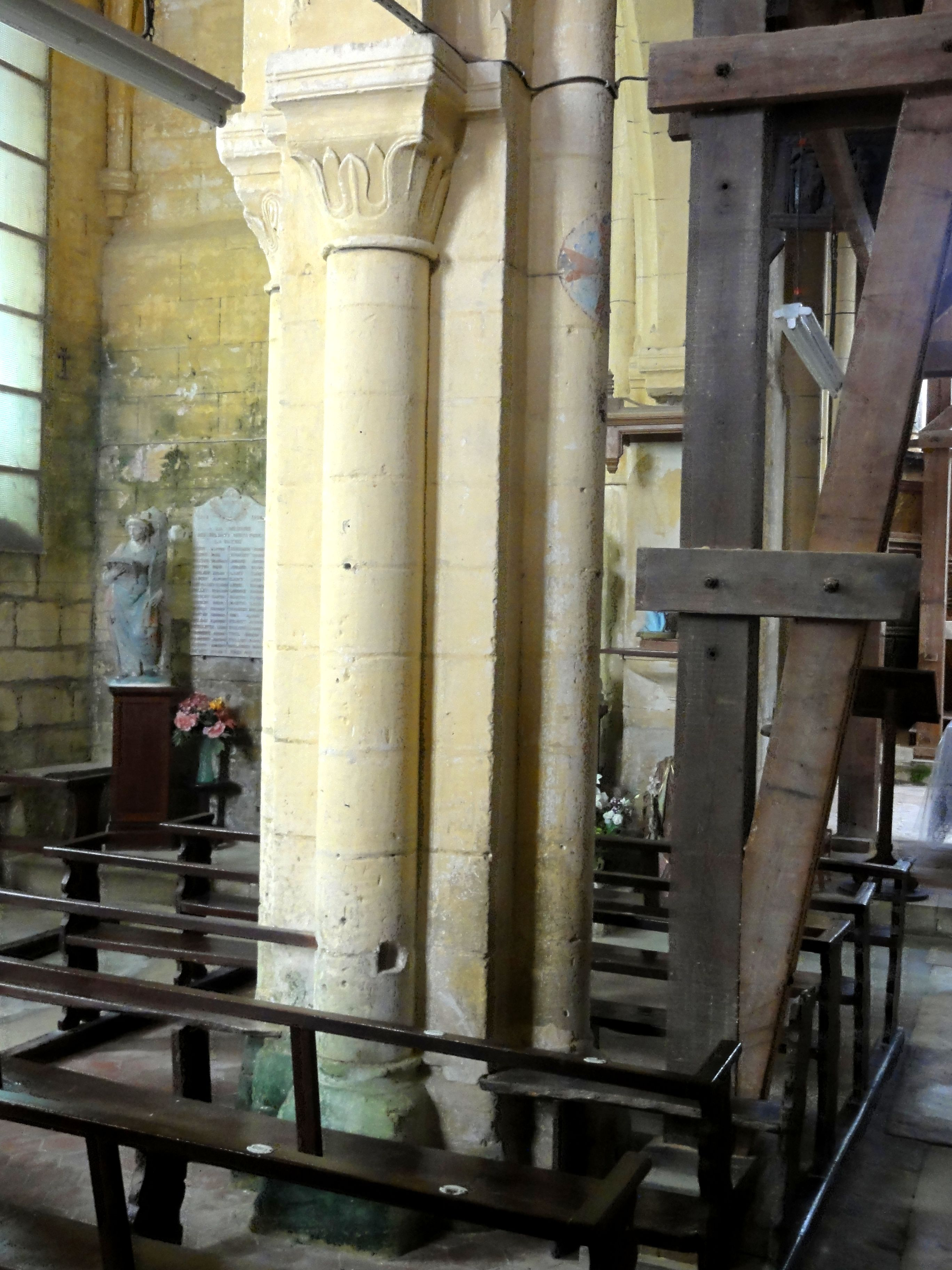
2e pilier du nord.
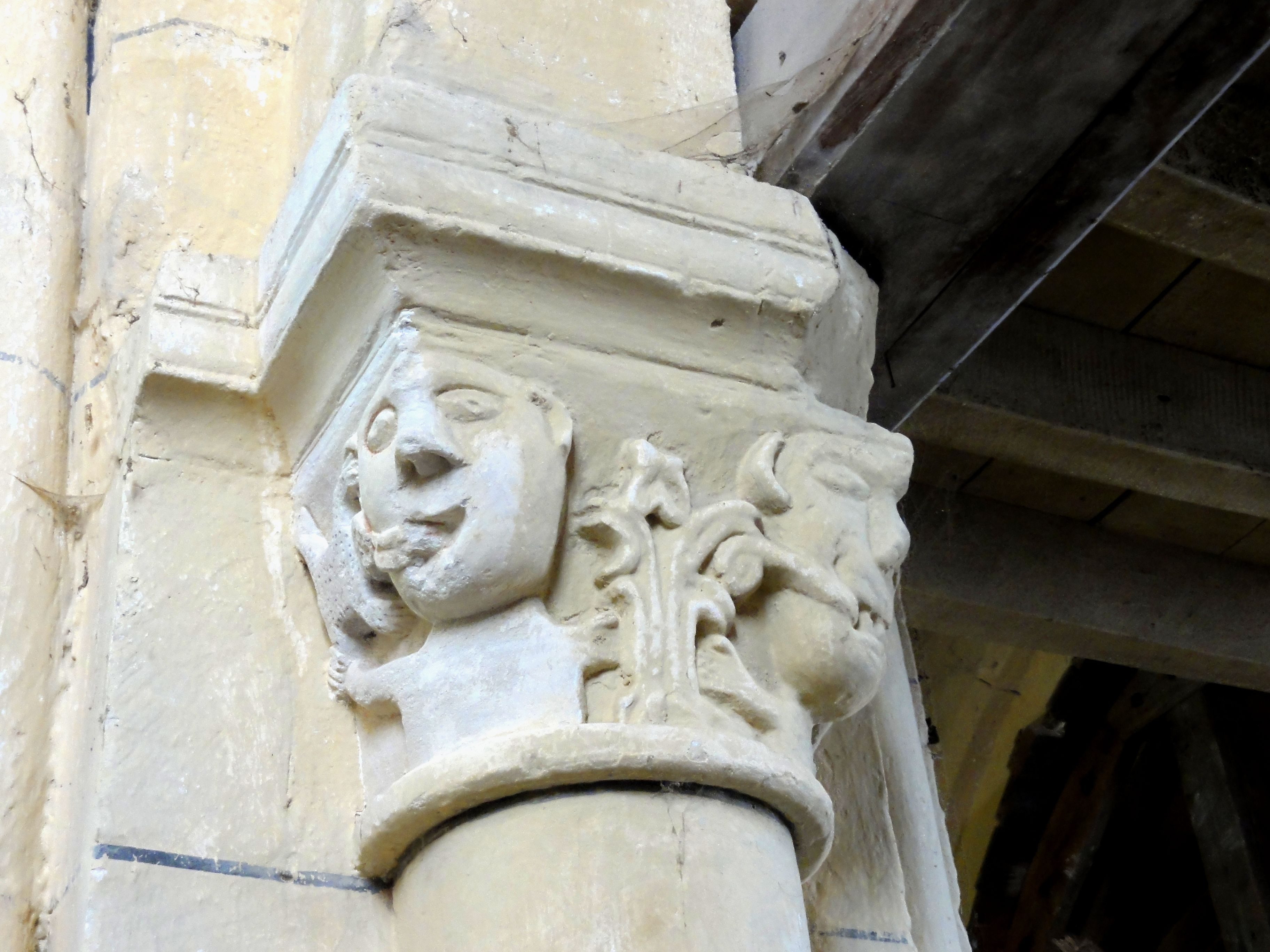
Chapiteau historié.
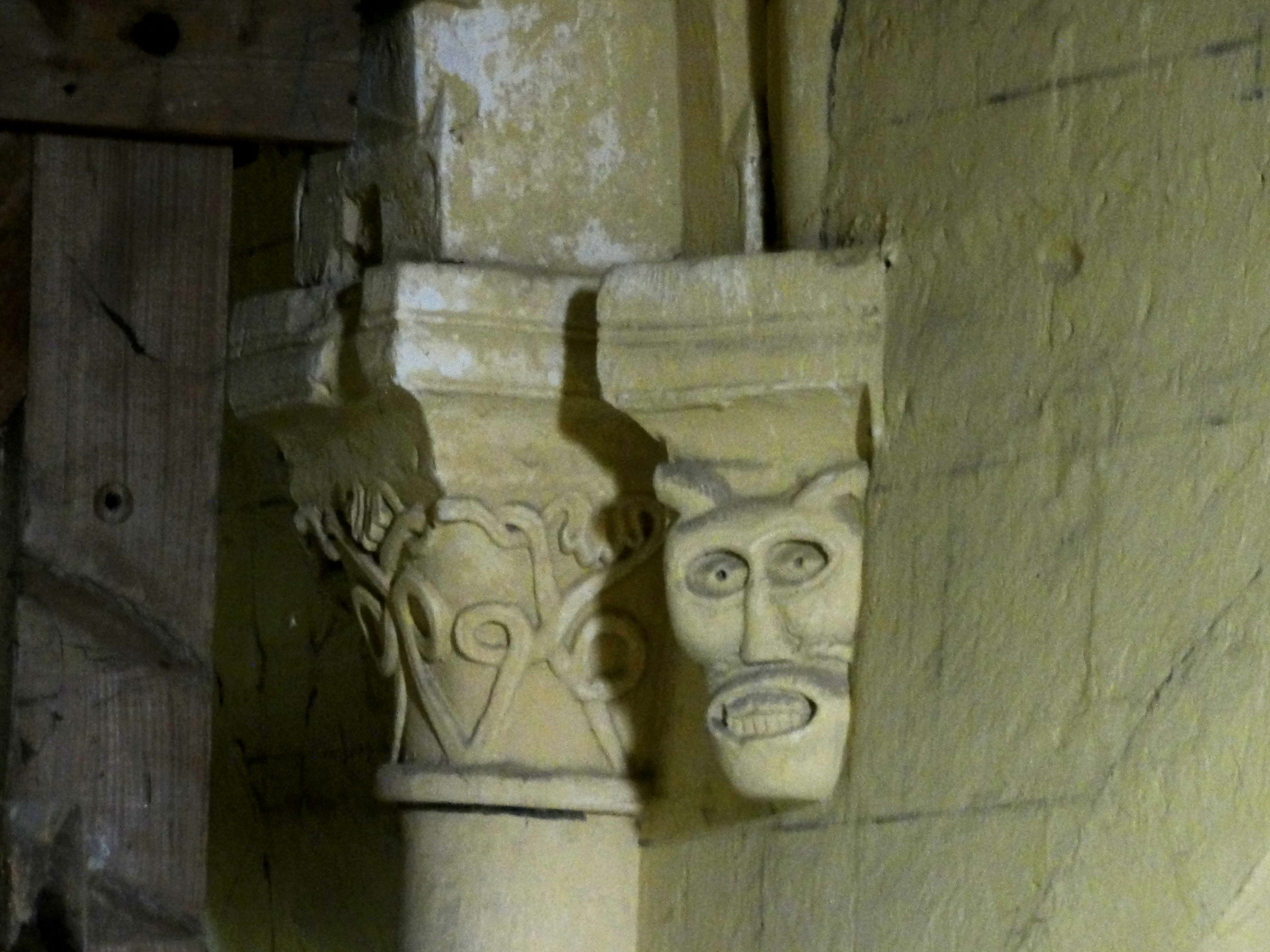
Chapiteaux du 2e doubleau.
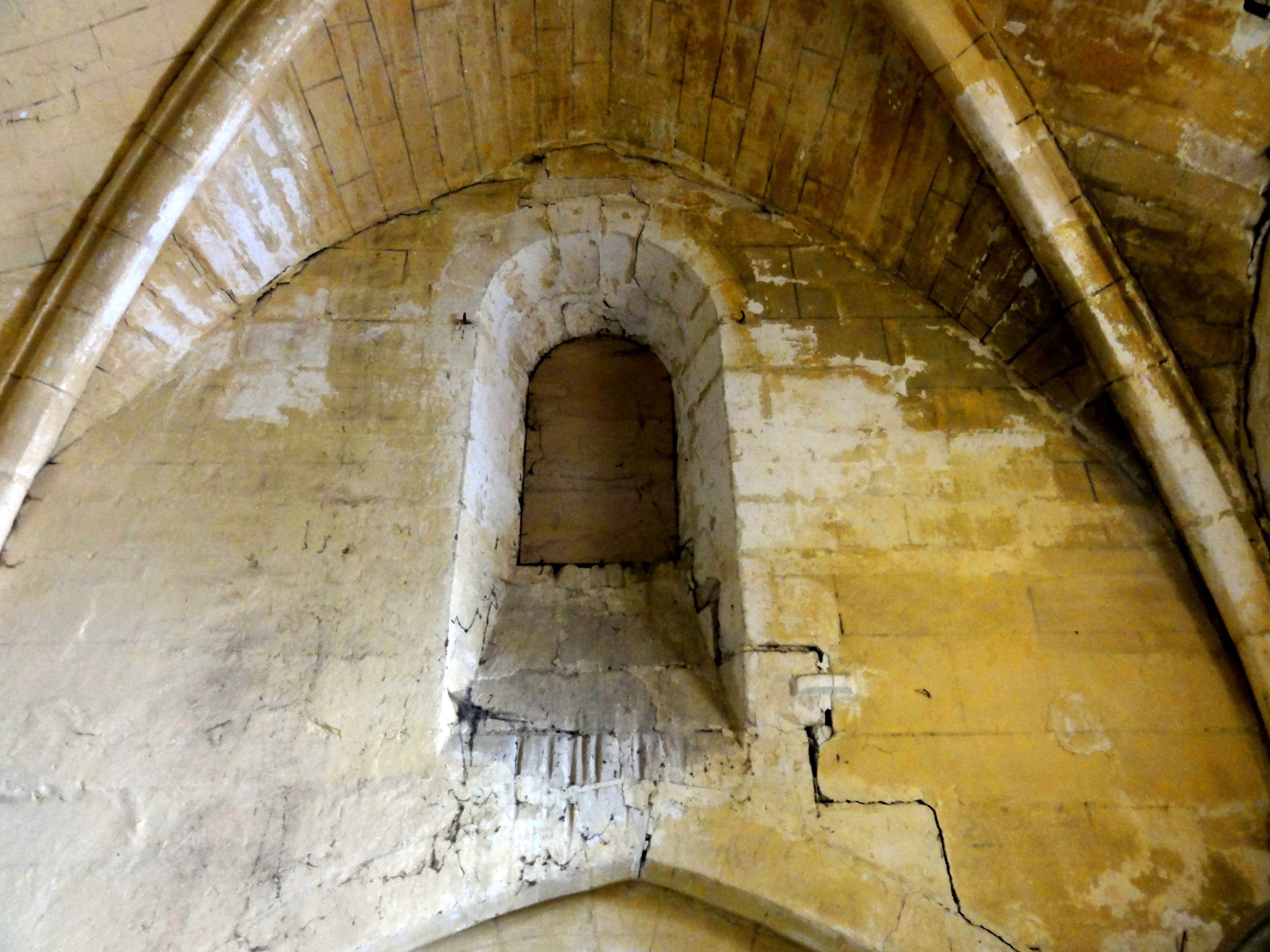
Fenêtre haute côté sud.
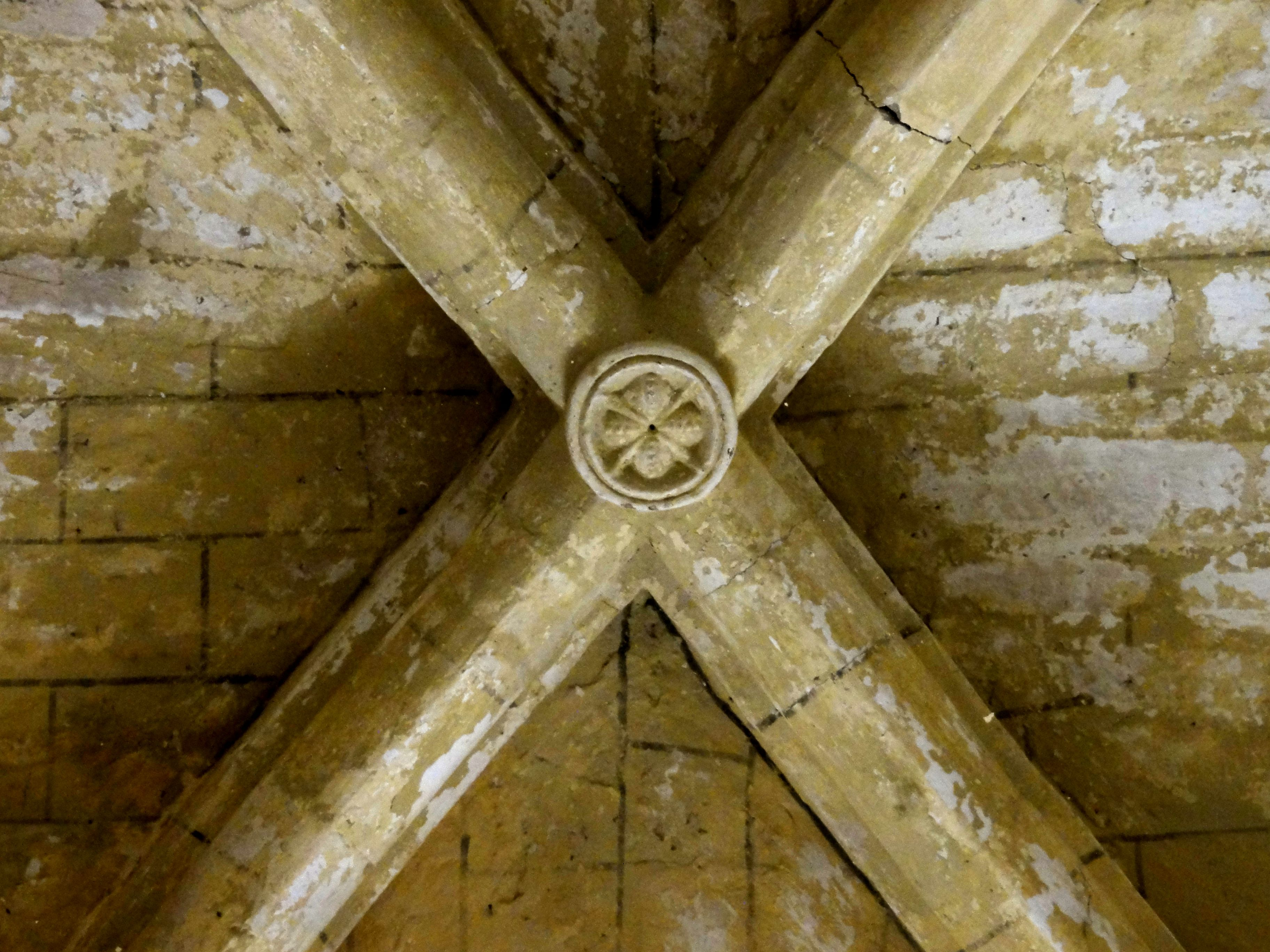
Clé de voûte de la 1re travée.

#### Bas-côté sud

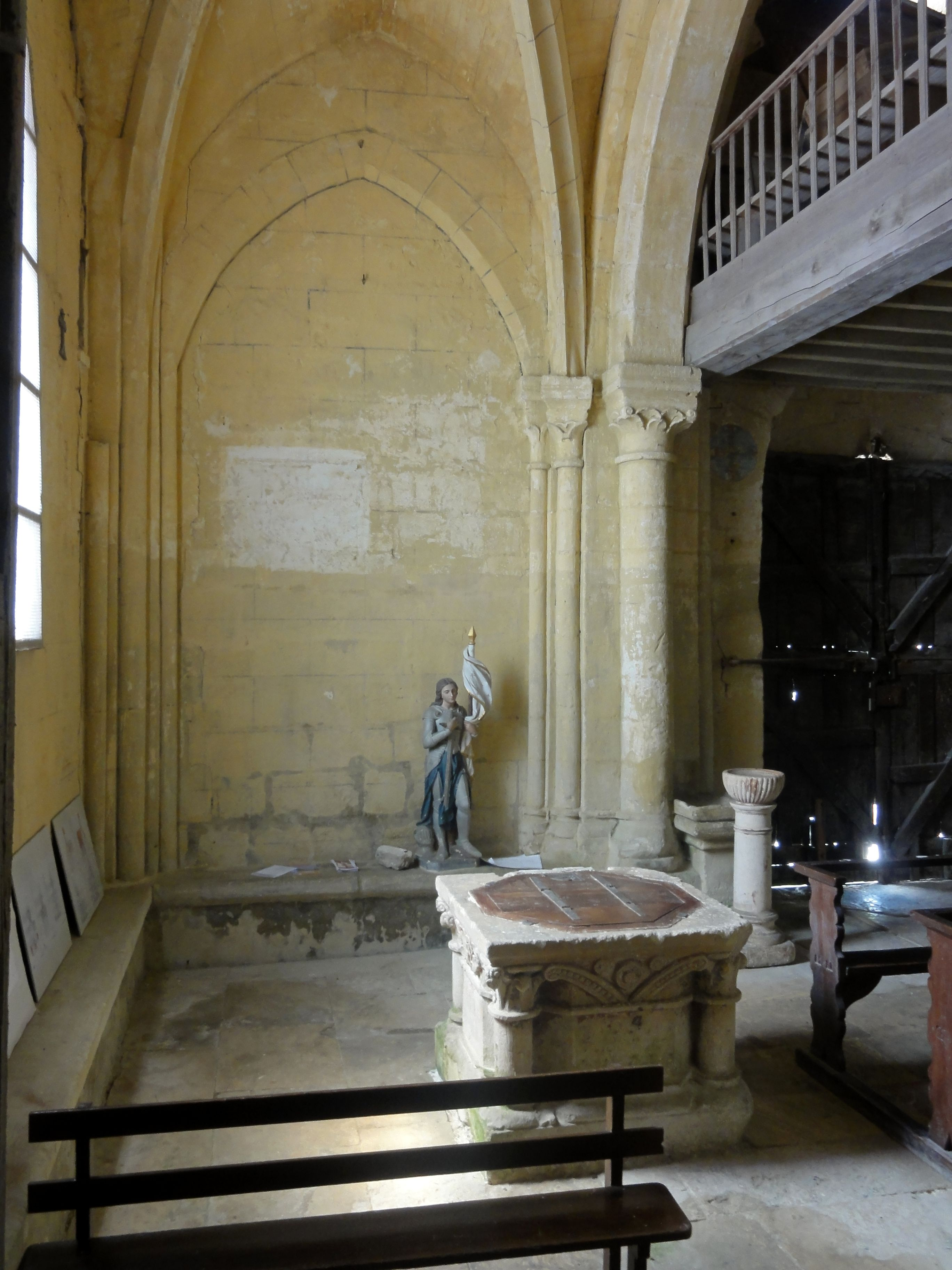
1ère travée, vue vers l'ouest.

Le bas-côté sud a été édifié lors de la reconstruction de la nef, vers 1140. Il garde en partie son caractère roman et les doubleaux sont semblables à ceux de la nef, mais la première travée a été remaniée au XVIe siècle et sa fenêtre date de cette époque. C'est l'unique fenêtre du bas-côté sud, qui est donc très insuffisamment éclairé : il n'y a pas de fenêtre occidentale ; la seconde travée comporte le portail latéral et la troisième travée jouxte la sacristie, dont la construction a conduit à l'obturation de la fenêtre. Les auteurs ne s'attardent pas sur le profil des ogives, qui est d'un bandeau doublement évasé et qui indique de toute évidence un remaniement postérieur. Près de la clé de voûte, deux masques se font face. Peut-être que les voûtes n'ont été lancées que plusieurs siècles après la fin du chantier du bas-côté, puisque l'on ne trouve aucun chapiteau du côté du mur méridional (pas plus que du côté septentrional dans le collatéral nord). Il peut s'agir d'un signe d'inachèvement, car aucun des chapiteaux des grandes arcades n'a été supprimé lors du revoûtement du collatéral nord au XVe siècle, quand les chapiteaux ne sont pourtant plus d'usage. — Chaque angle d'une travée abrite deux ou trois fines colonnettes, dont seulement celles recevant les ogives ont une réelle utilité. Les autres devaient supporter les formerets, dont il reste incertain s'ils n’ont jamais été construits : la nef en est dépourvue. Les colonnettes sans emploi s'arrêtent net ou pénètrent dans les voûtes.
Une particularité est à signaler à l'extrémité orientale du bas-côté, où l'arcade ouvrant dans le croisillon sud est à triple rouleau vers le bas-côté, mais à double rouleau vers le croisillon. Il peut s'agir d'une précaution pour mieux contrebuter le clocher, précaution toutefois insuffisante comme le prouve l'étayage aujourd'hui en place. Les demi-colonnes à chapiteaux supportant le rang de claveaux inférieur s'apparentent à celles des grandes arcades. En différence avec ces dernières, les rangs de claveaux supérieurs reposent sur de fines colonnettes à chapiteaux et non sur de simples impostes. Jean Vergnet-Ruiz n'a pas su expliquer pourquoi sur une même arcade, les chapiteaux sont situés à un niveau plus bas du côté sud que du côté nord. À ces colonnettes, s'ajoutent les colonnettes des ogives, curieusement dépourvues de chapiteaux, et à la fin des grandes arcades du sud, même une quatrième colonnette sans doute prévue pour un doubleau secondaire. Puisque les autres piles ne comportent pas de supports correspondant à des doubleaux secondaires, ils n'ont apparemment jamais été réalisés, mais la question du premier voûtement du bas-côté n'est pour autant pas résolu. Une autre particularité existe au revers de la façade occidentale, où un rang de claveaux engagé dans le mur suggère une arcade bouchée. Cette arcade naît à la même hauteur que la lunette de la voûte actuelle : il doit donc s'agir du formeret primitif, utilisé ou non avant le lancement des voûtes actuelles. Des bancs de pierre sont disposés en bas des murs autour des fonts baptismaux, comme dans la chapelle baptismale de l'église Saint-Martin de Rousseloy.

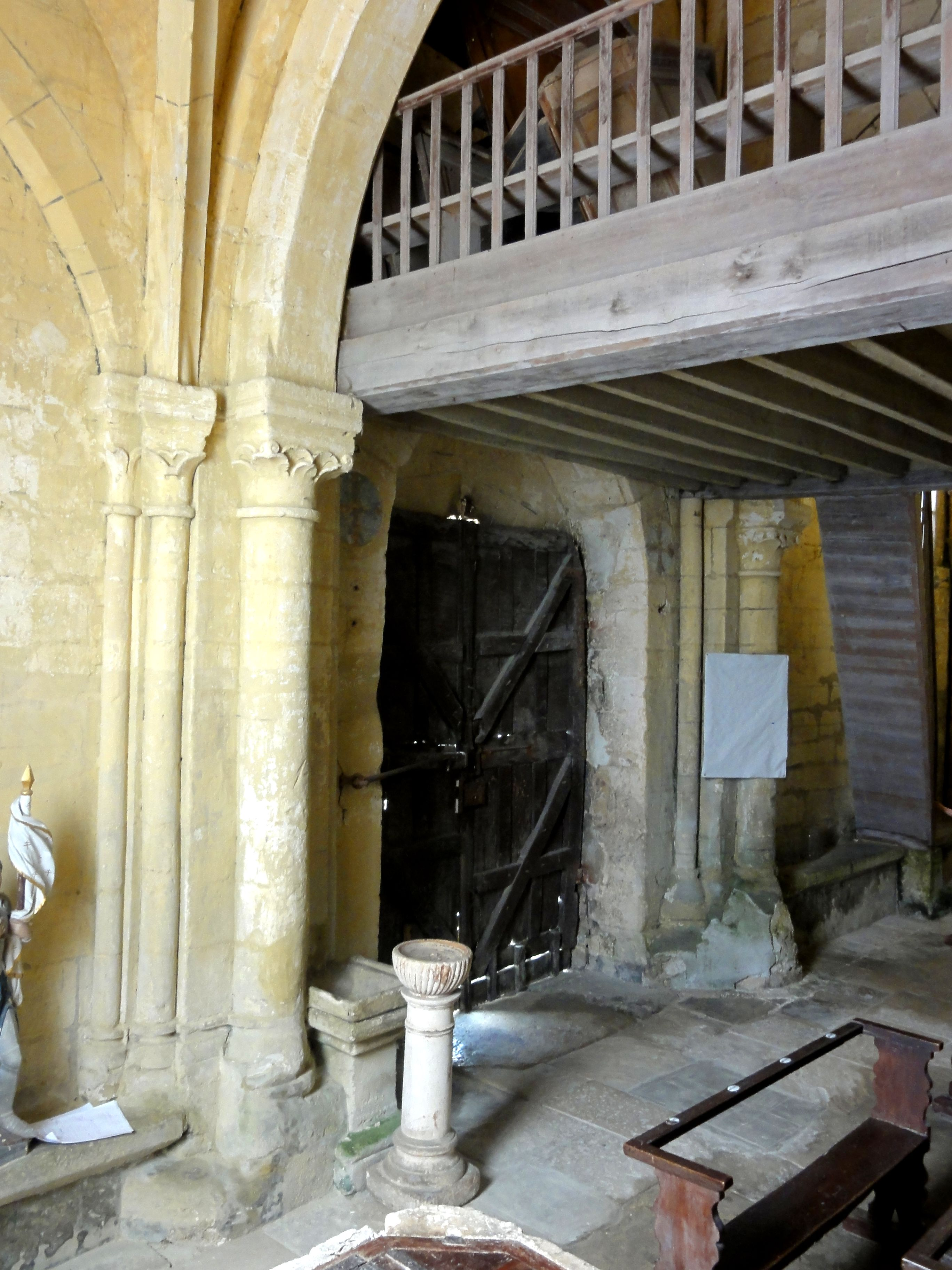
1re grande arcade du sud, vue vers le nord-ouest.
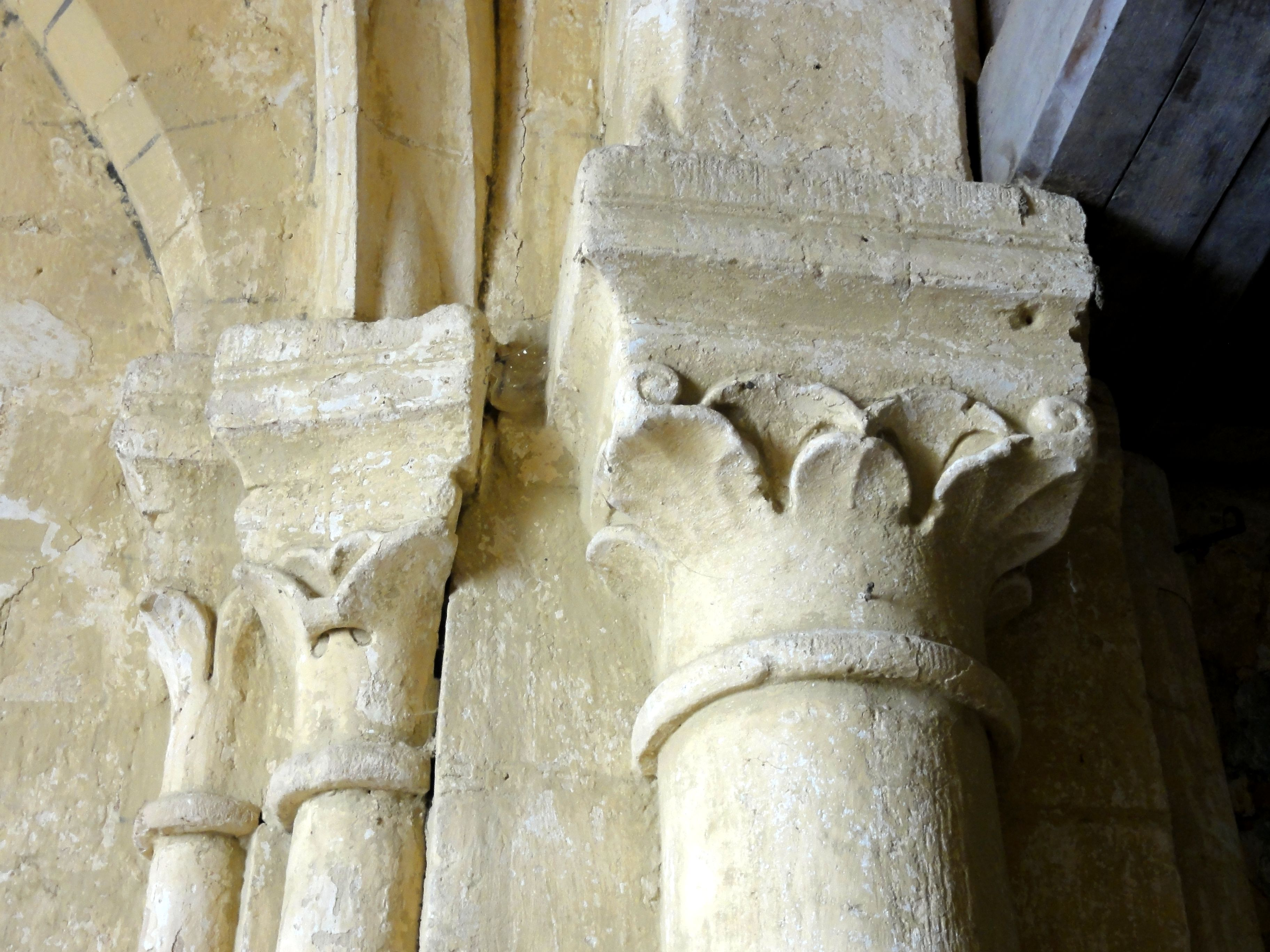
Chapiteaux à l'ouest de cette arcade.
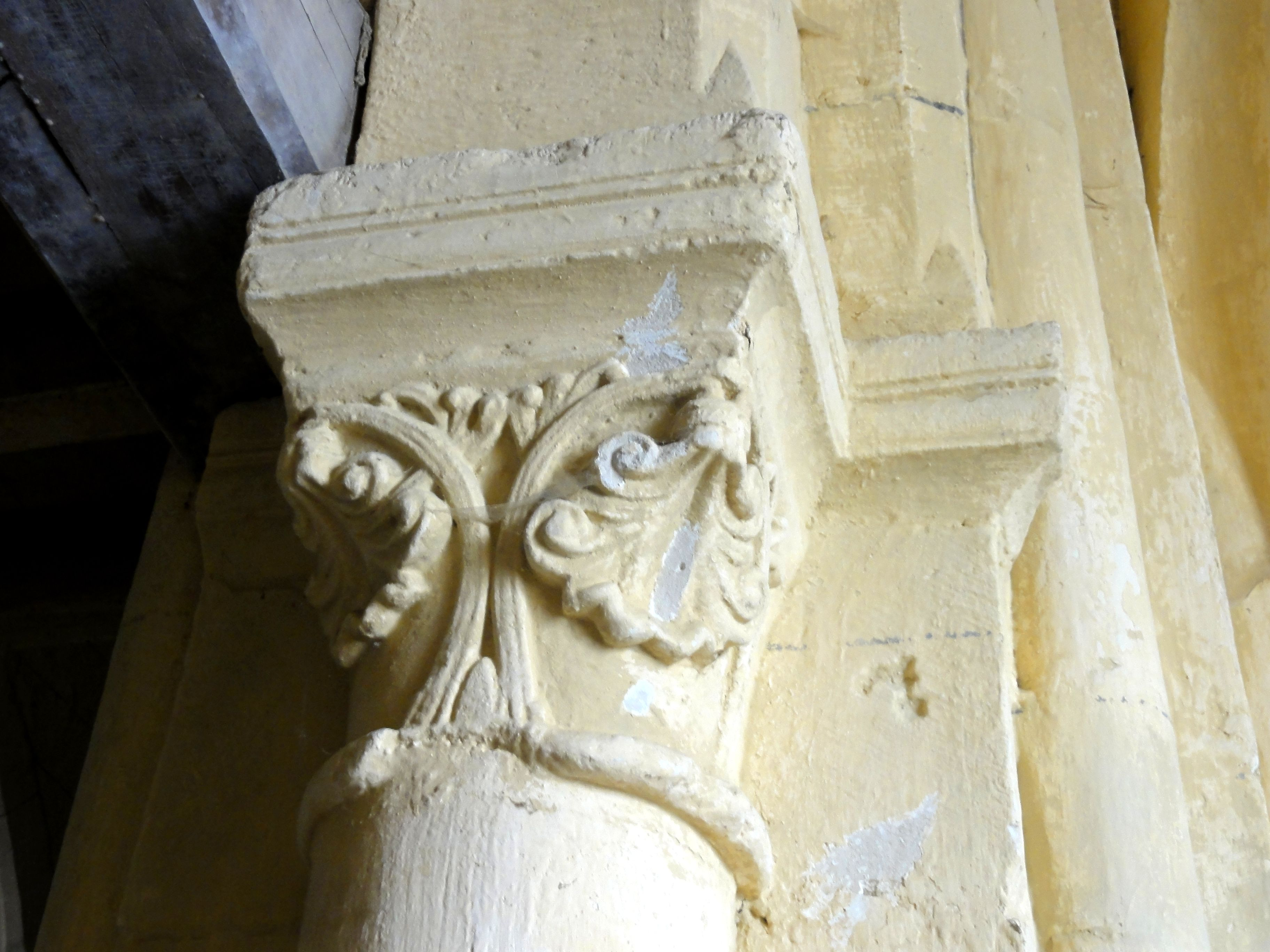
Chapiteaux à l'est de cette arcade.
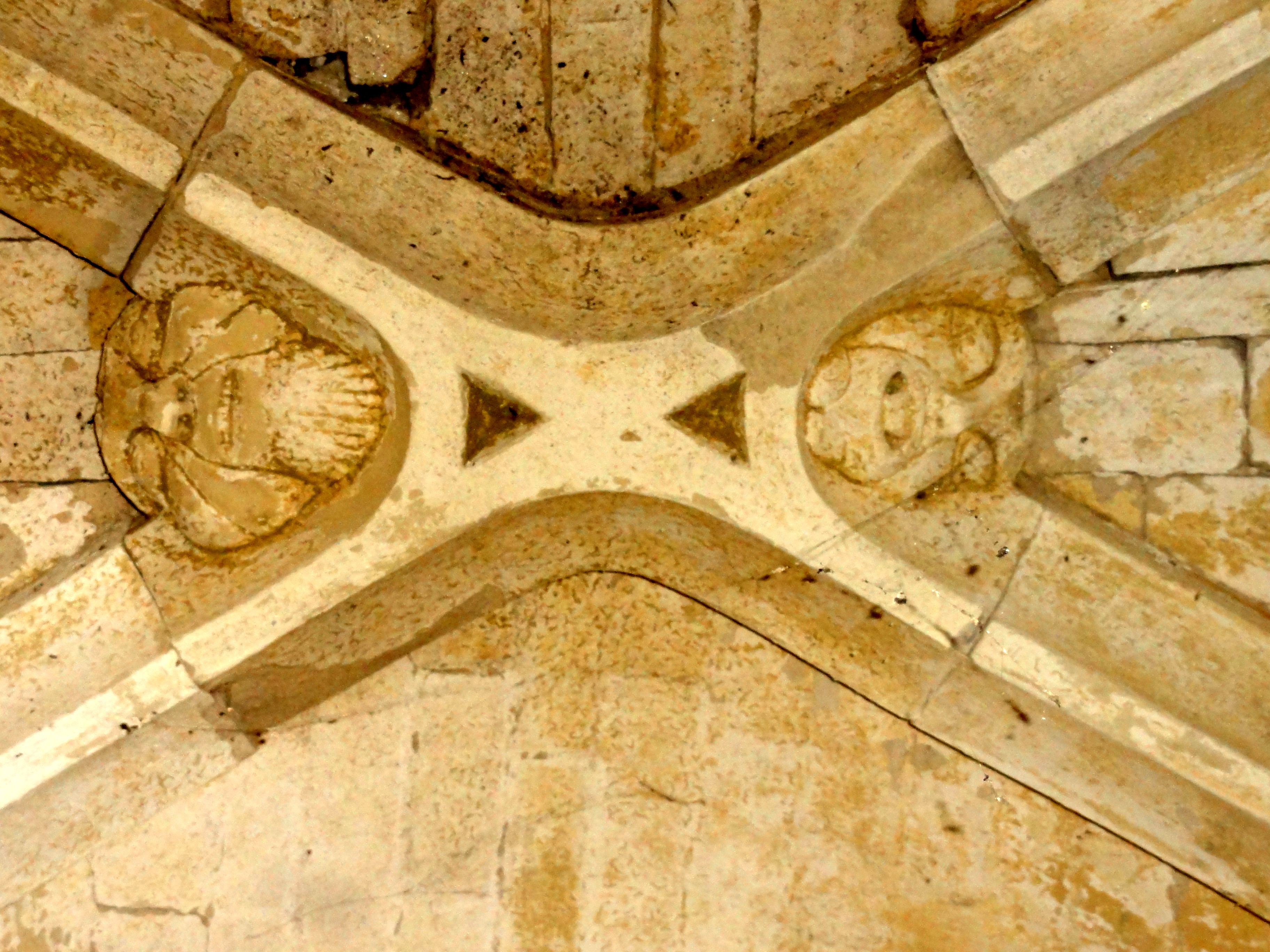
3e travée, clé de voûte.
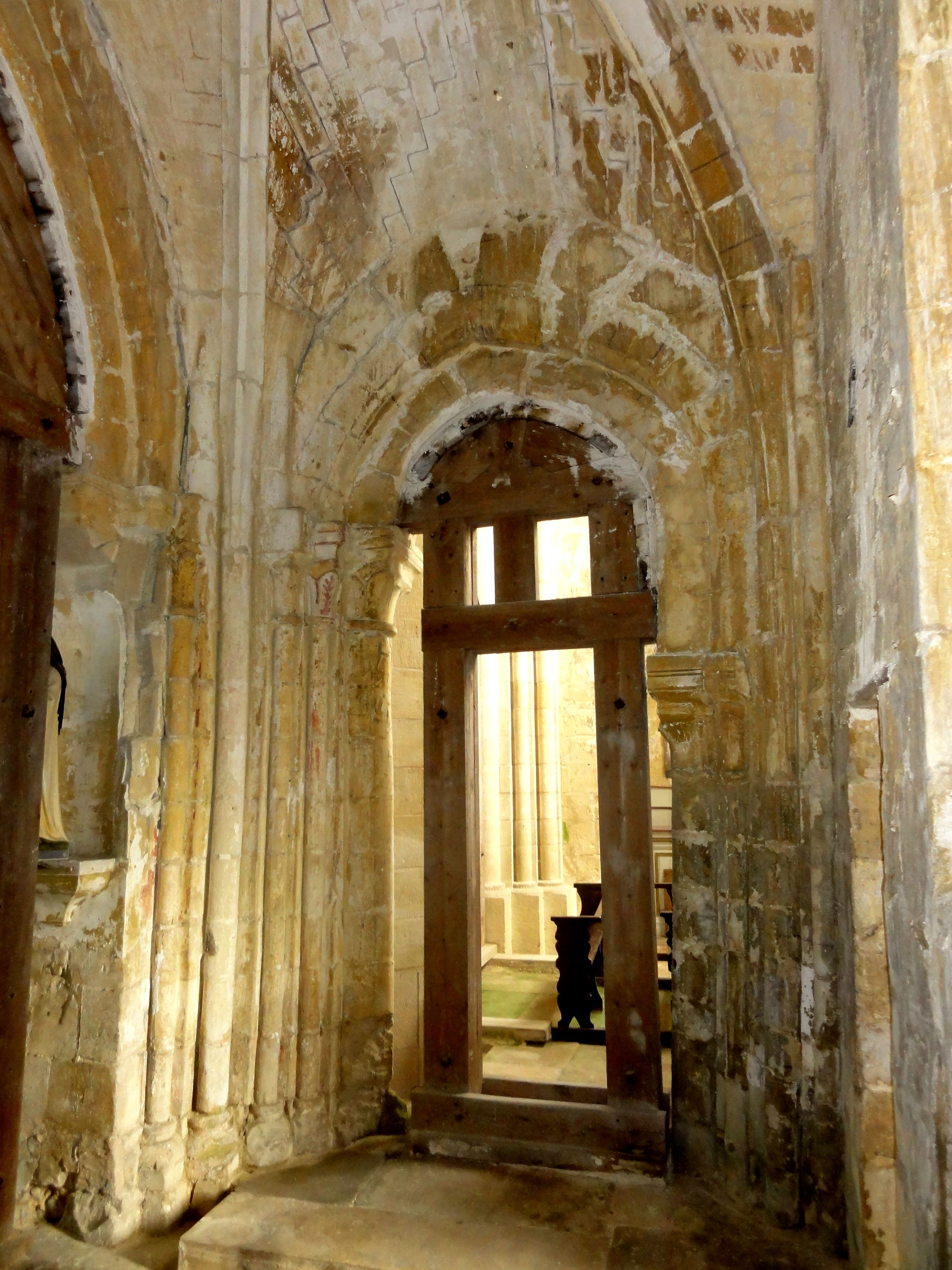
3e travée, arcade vers le croisillon sud.
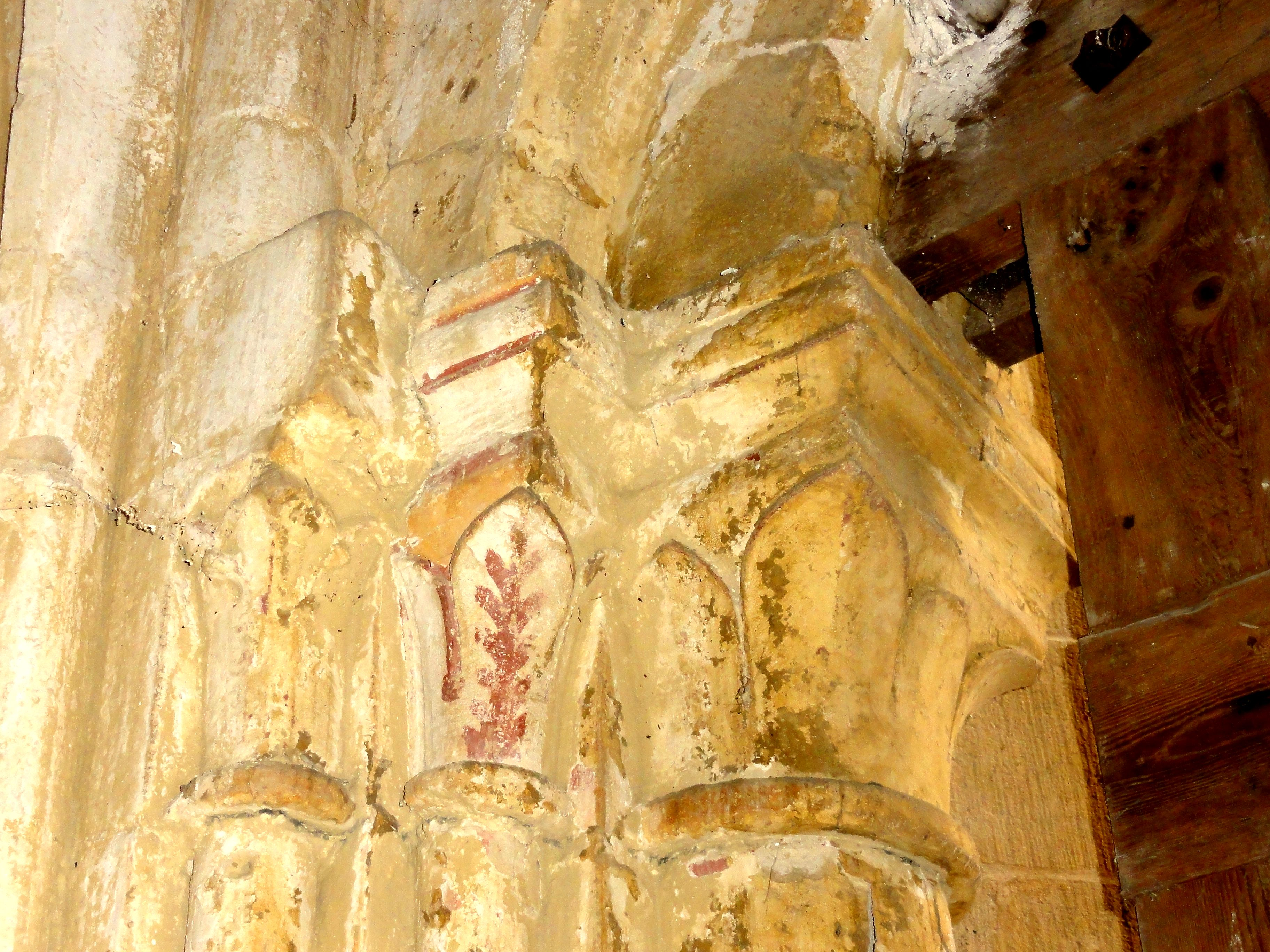
Chapiteaux au nord de cette arcade.

#### Collatéral nord

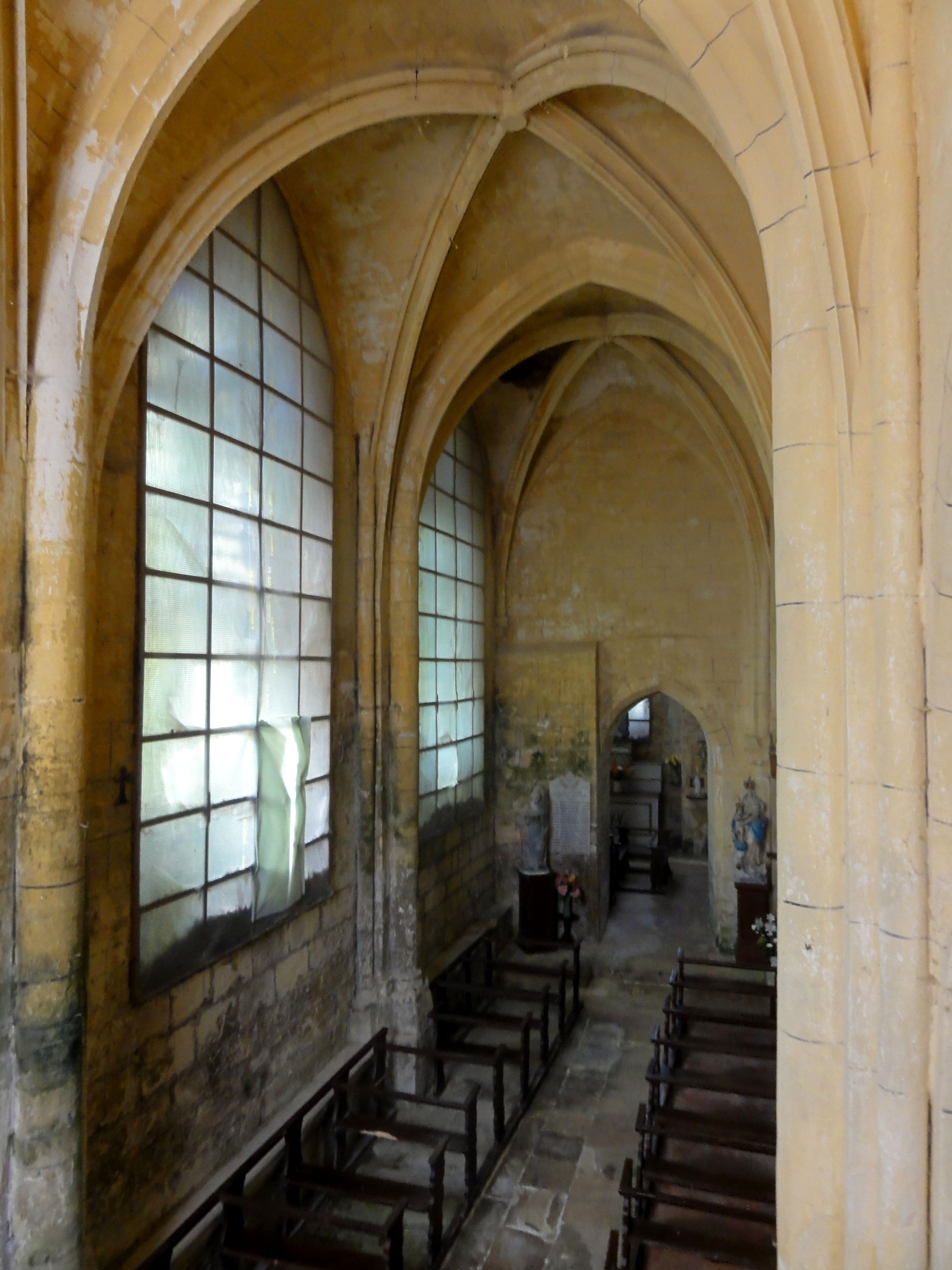
Collatéral nord, vue vers l'est.

Le collatéral nord ne garde de la période romane que les grandes arcades et les parties basses des murs. Les grandes arcades reprennent les mêmes dispositions que du côté de la nef, c'est-à-dire que la pile entre la troisième et la seconde travée n'est flanquée que d'une unique colonne engagée à chapiteau côté nord, alors que plus à l'ouest, des colonnettes réservées aux ogives s'y ajoutent. Au-dessus des grandes arcades, l'on voit le côté extérieur des anciennes fenêtres hautes : l'ébrasement est moins profond, et le fort glacis sous le seuil manque. La campagne de reconstruction de la seconde moitié du XIIIe siècle intervient quand le bas-côté roman tardif n'est achevé que depuis un peu plus qu'un siècle. La hauteur de la nouvelle baie occidentale prouve bien qu'un rehaussement a lieu dès à présent, aspect négligé par tous les auteurs mais qui explique la hauteur des colonnettes sans emploi qui seront décrites ci-après. La baie gothique possède un remplage de deux lancettes à tête tréflée, surmontées par un quatre-feuilles s'inscrivant dans un cercle. Le revoûtement du collatéral a lieu à la période gothique flamboyante, quand les nervures des voûtes pénètrent directement dans les supports sans interposition de chapiteaux. En même temps, les colonnettes engagées dans les piliers se fondent dans ceux-ci et deviennent de simples renflements ou ondulations, souvent marqués par des listels dans un premier temps. À Saint-Vaast, l'on n'a pas pris la peine de retailler les supports du XIIe siècle, contrairement à l'église Notre-Dame de Saint-Clair-sur-Epte à la même époque, où les grandes arcades du sud connurent une transformation flamboyante.
L'on a réutilisé de différentes façons les supports anciens au XIIe siècle et apparemment aussi au XIIIe siècle. Dans l'angle sud-ouest, la colonnette prévue à cet effet reçoit effectivement l'ogive du XVe siècle. Sur la première pile intermédiaire des grandes arcades, le doubleau se fond dans la demi-colonne du XIIe siècle qui n'a pas, ou plus, de chapiteau. Les ogives pénètrent directement dans la pile, qui est nettement plus large que la colonne. Les colonnettes du XIIe siècle restent donc sans emploi, mais montent quand même jusqu'à la voûte qu'elles semblent transpercer : pour quel motif de colonnettes aussi hautes est-ce qu'elles ont été construites au XIIe siècle, ou pourquoi est-ce qu'on les aurait prolongées au XVe siècle plutôt que de les supprimer carrément ? Les auteurs ne se sont pas encore penchés sur cette question. Sur la seconde pile intermédiaire qui n'a jamais été cantonnée de colonnettes, les ogives se fondent directement dans la pile, mais sans laisser de place au doubleau, qui doit donc rejoindre la pile un peu en dessus. En ce qui concerne le mur gouttereau nord, l'on y retrouve la même disposition que sur la première pile intermédiaire, et une fois de plus se pose la question des colonnettes inutiles. Le long du mur, elles auraient pu correspondre à des formerets, mais de telles colonnettes n'étaient plus usuelles au XVe siècle. Comme déjà évoqué, l'explication ne peut être qu'un rehaussement dès le XIIIe siècle, allant de pair avec la préparation d'un revoûtement. Puisqu'aucun chapiteau gothique n'existe dans le collatéral, il n'a certainement pas été mené à terme. La dimension des fenêtres est remarquable, car elles occupent toute la largeur disponible, et vont en haut jusqu'à la lunette des voûtes. Le remplage et même le vitrage ont disparu. Jean Vergnet-Ruiz a dû encore voir le remplage, car il dit que les fenêtres dateraient plutôt du XVIe siècle.
Le mur oriental et l'arcade vers le croisillon nord n'ont pas la complexité observée au sud. L'arcade est à un seul rang de claveaux et dépourvue de chapiteaux et de colonnettes. Elle est aussi petite que son homologue au sud, et le rehaussement du collatéral n'a donc pas été mis à profit pour un agrandissement : l'on avait peut-être crainte pour la stabilité du clocher. Dans l'angle sud-est, les nervures des voûtes descendent jusqu'au sol, et dans l'angle nord-est, l'ogive retombe sur un culot. Sous la réserve de réseaux flamboyants complexes qui ont pu exister dans les fenêtres du nord, il faut conclure que la reconstruction du collatéral s'est fait d'une manière économique, sans concept réellement cohérent et en faisant des compromis pour limiter les coûts.

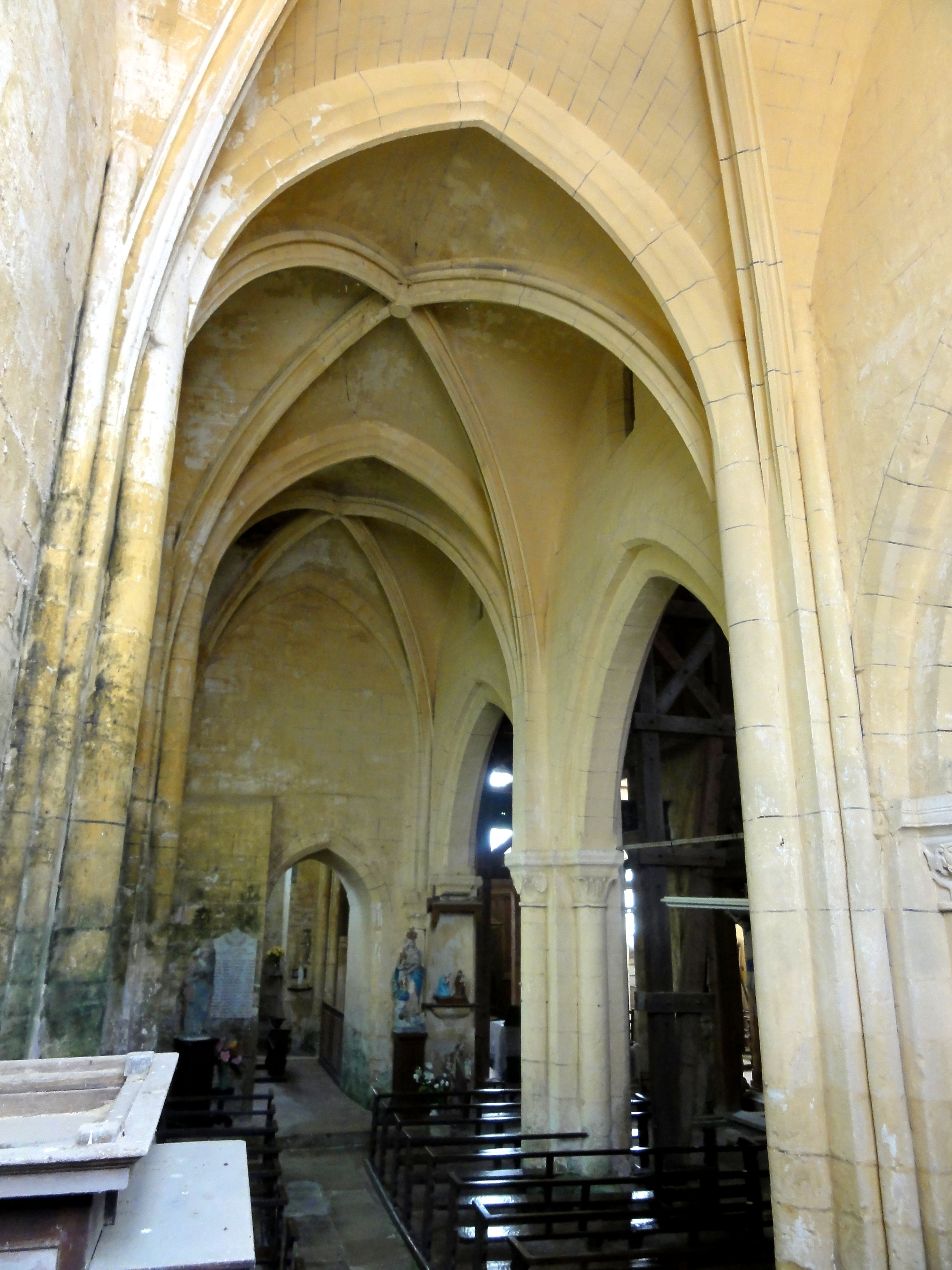
Vue vers l'est.
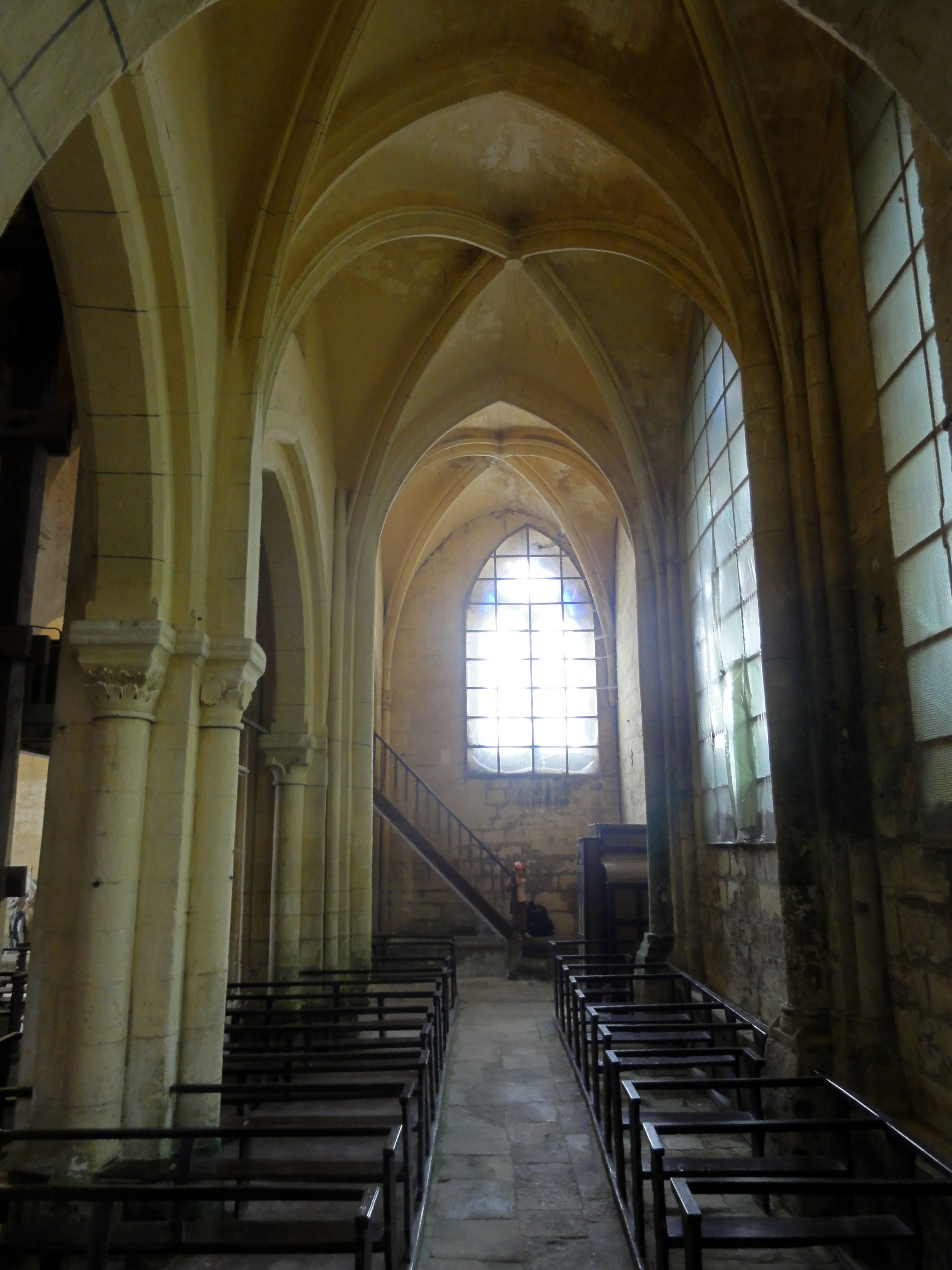
Vue vers l'ouest.
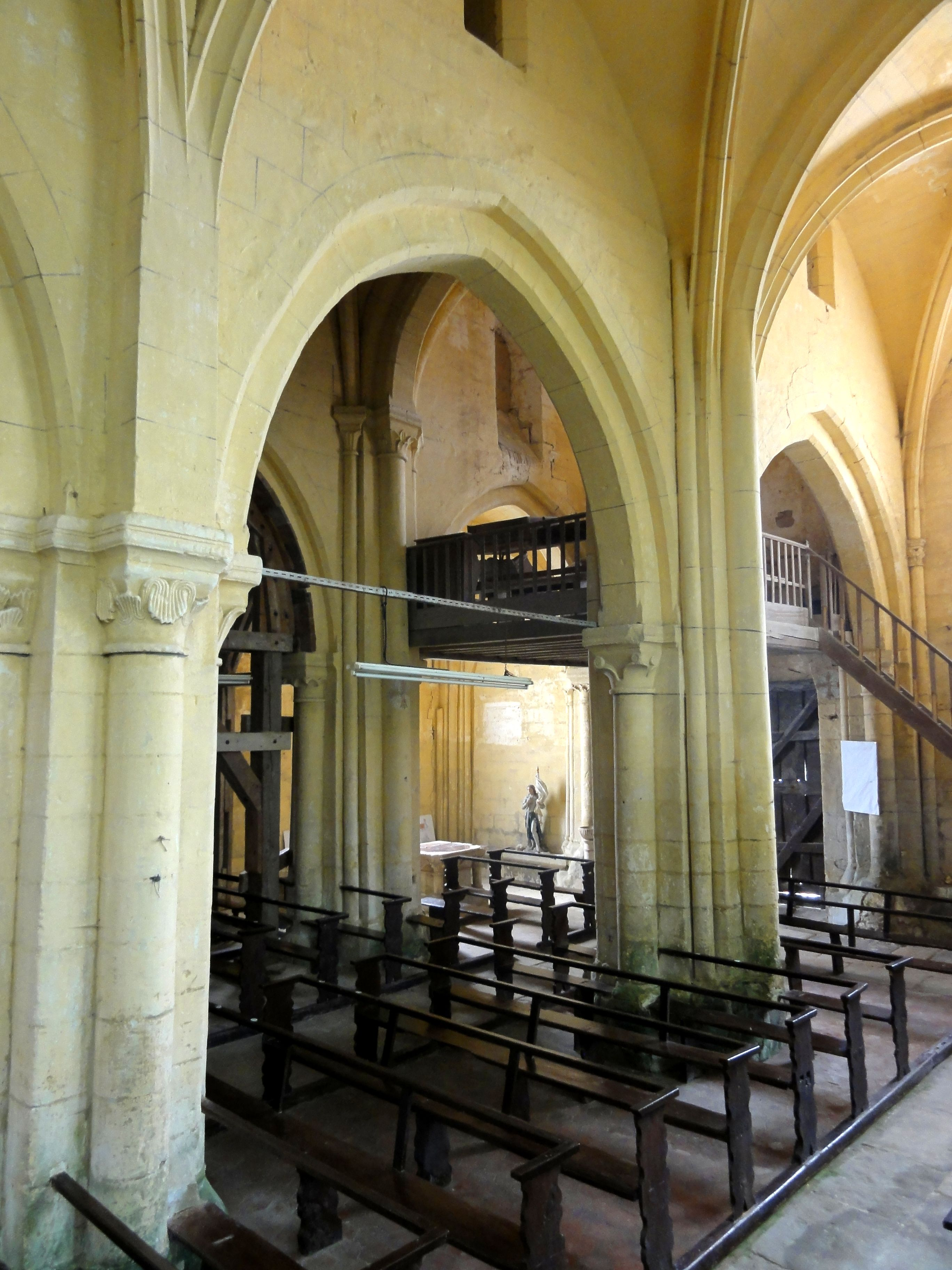
Grandes arcades.
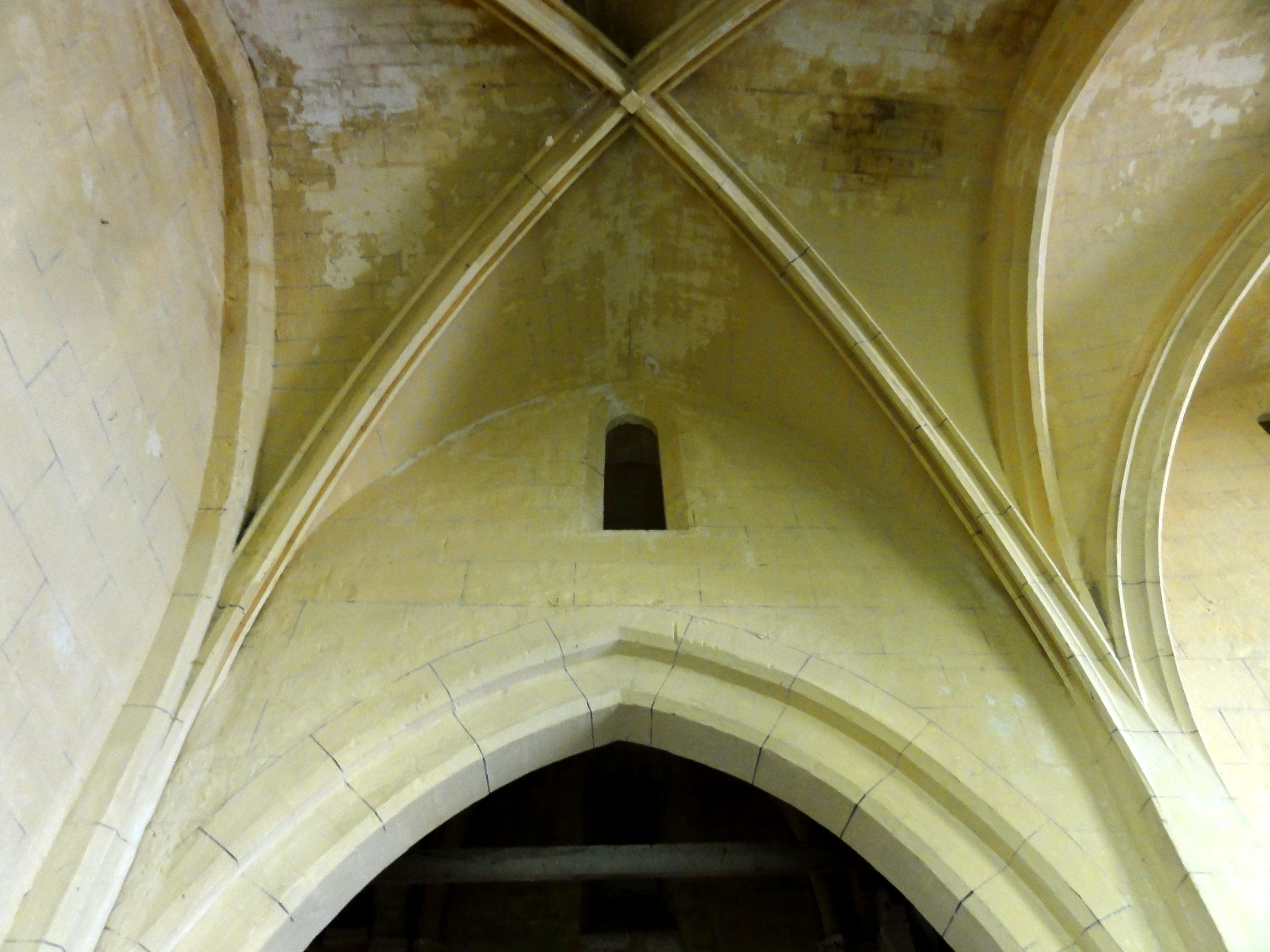
Voûte de la 3e travée.
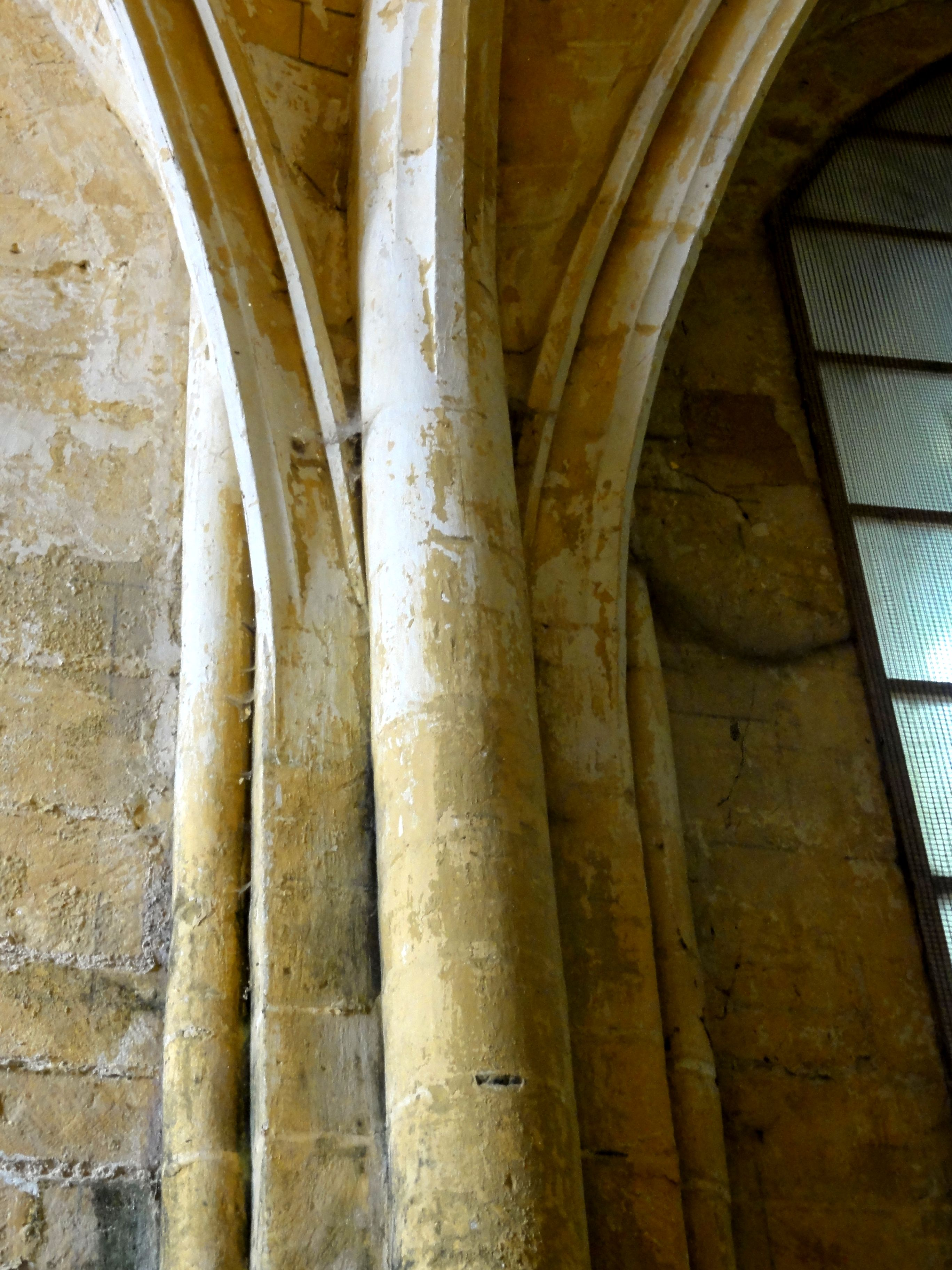
Supports contre le mur nord.
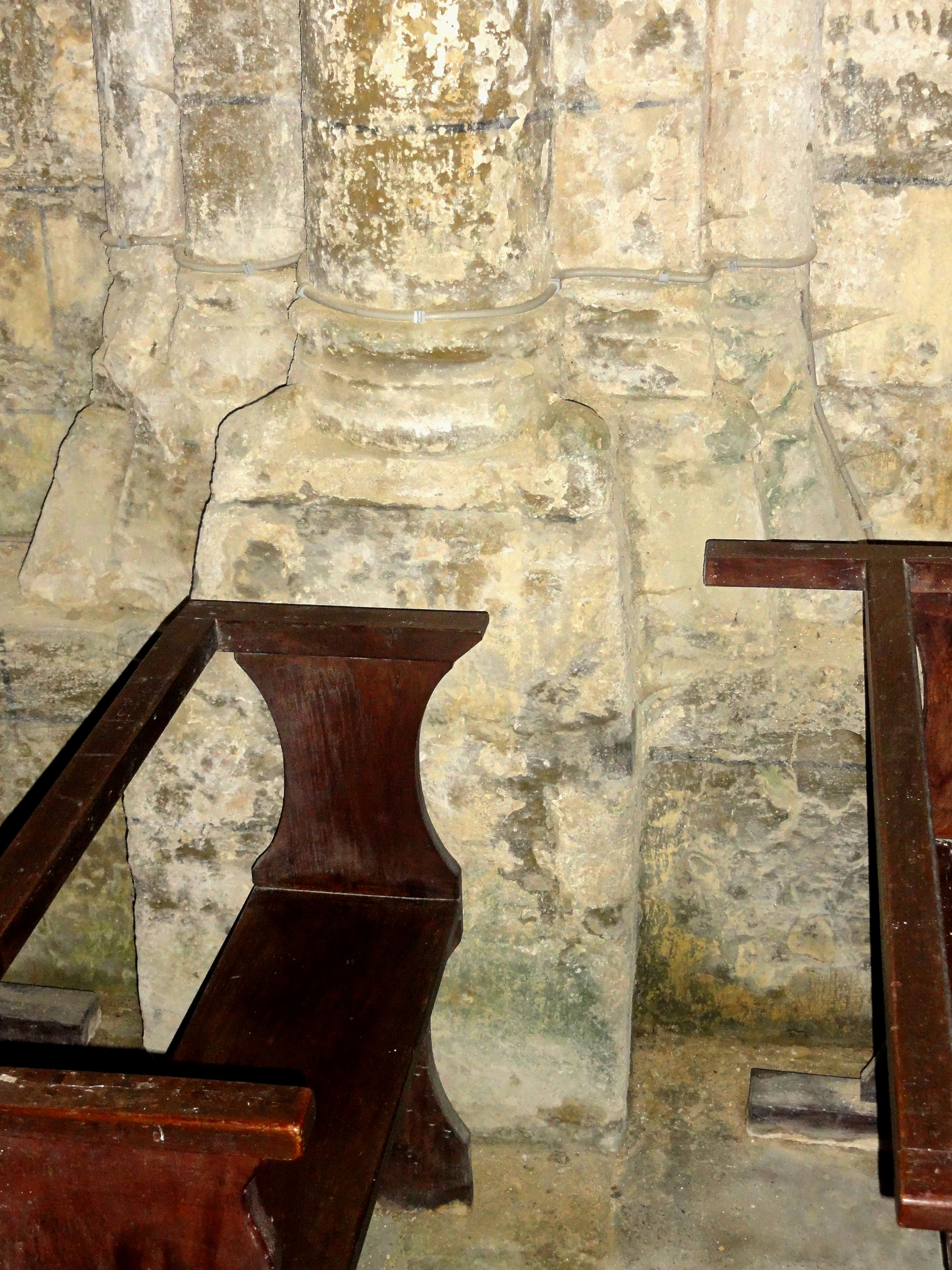
Bases contre le mur nord.

#### Transept

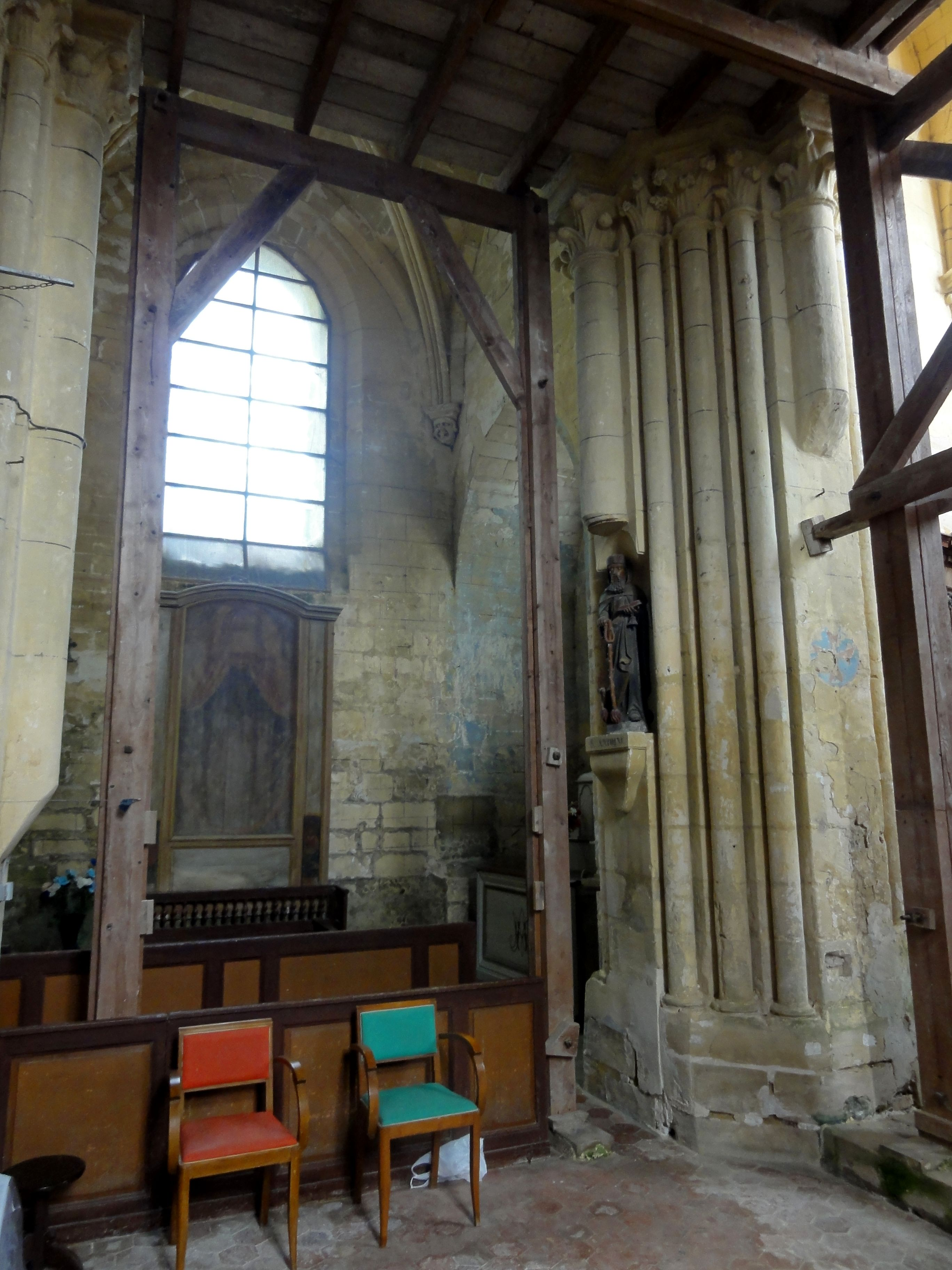
Vue dans le croisillon sud.

Le transept, dont la croisée supporte le clocher, forme une entité homogène avec l'abside. Construites avec soin pendant la première moitié du XIIIe siècle, les parties orientales affichent un conservatisme marqué. L'abside semble inspirée par le chœur de l'église Saint-Nicolas d'Angy construit environ vingt-cinq ans plus tôt. La croisée du transept présente dans chaque angle un faisceau de trois colonnettes aux chapiteaux de crochets presque tous identiques. Celui au centre est placé de biais et les trois chapiteaux se partagent un même tailloir. Le coffrage en place depuis plus de soixante-quinze ans s'appuie en partie sur les tailloirs des chapiteaux, ce qui permet de penser que la voûte n'est plus complète. Les colonnes des arcades vers le croisillon nord et l'abside ne descendent plus jusqu'au sol. Vers l'abside, elles ont été coupées à environ 1,50 m en dessous des chapiteaux, sans doute pour améliorer la visibilité de l'autel depuis la nef, comme cela s'est fait dans de nombreuses églises. À l'ouest de l'arcade vers le croisillon nord, il paraît moins évident pourquoi la colonne a été coupée assez près du sol. À l'est de la même arcade, elle a été coupée à environ 2,00 m en dessous des chapiteaux, et une niche à statue a été creusée dans la pile nord-est du clocher. Au moins depuis leur restauration, les supports autour des deux piles méridionales du clocher sont complets,.
Les croisillons sont tous les deux largement identiques, à l'exception des arcades vers les bas-côtés déjà décrites. Les ogives ont un profil composé de deux tores séparés par une arête, qui a déjà été utilisé dans le chœur de Morienval vers 1130. La clé de voûte assez originale du croisillon nord est une petite tête sculptée, alors qu'il n'y a pas de clé de voûte apparente au sud. Du côté des murs-pignons, les ogives retombent sur des têtes grimaçantes. Curieusement, une colonnette mutilée existe toutefois dans l'angle sud-ouest du croisillon sud : vraisemblablement, les culs-de-lampe n'étaient initialement pas prévus. Le changement de parti peut s'expliquer par les petites chapelles orientées, dont les murs s'alignent sur les murs d'extrémité des croisillons, de sorte qu'une colonnette aurait encombré l'entrée de la chapelle et provoqué une dissymétrie. Il n'y a pas de formerets à proprement parler, mais des rangs de claveaux légèrement saillants sous la lunette de la voûte côté nord, sud et ouest. Près des piles du clocher, des paires de deux colonnettes sont logées dans les angles, destinées à recevoir les ogives et les doubleaux secondaires des arcades vers la croisée. Rien n'est à dire à propos des chapelles, qui sont dépourvues de toute ornementation. Dominique Vermand relève le voûtement en berceau brisé, inhabituel au XIIIe siècle mais utilisé parfois encore pour les niches, bien que même des enfeus se trouvent souvent voûtés d'ogives. Des chapelles semblables se trouvent à Santeuil et Séry-Magneval,,.

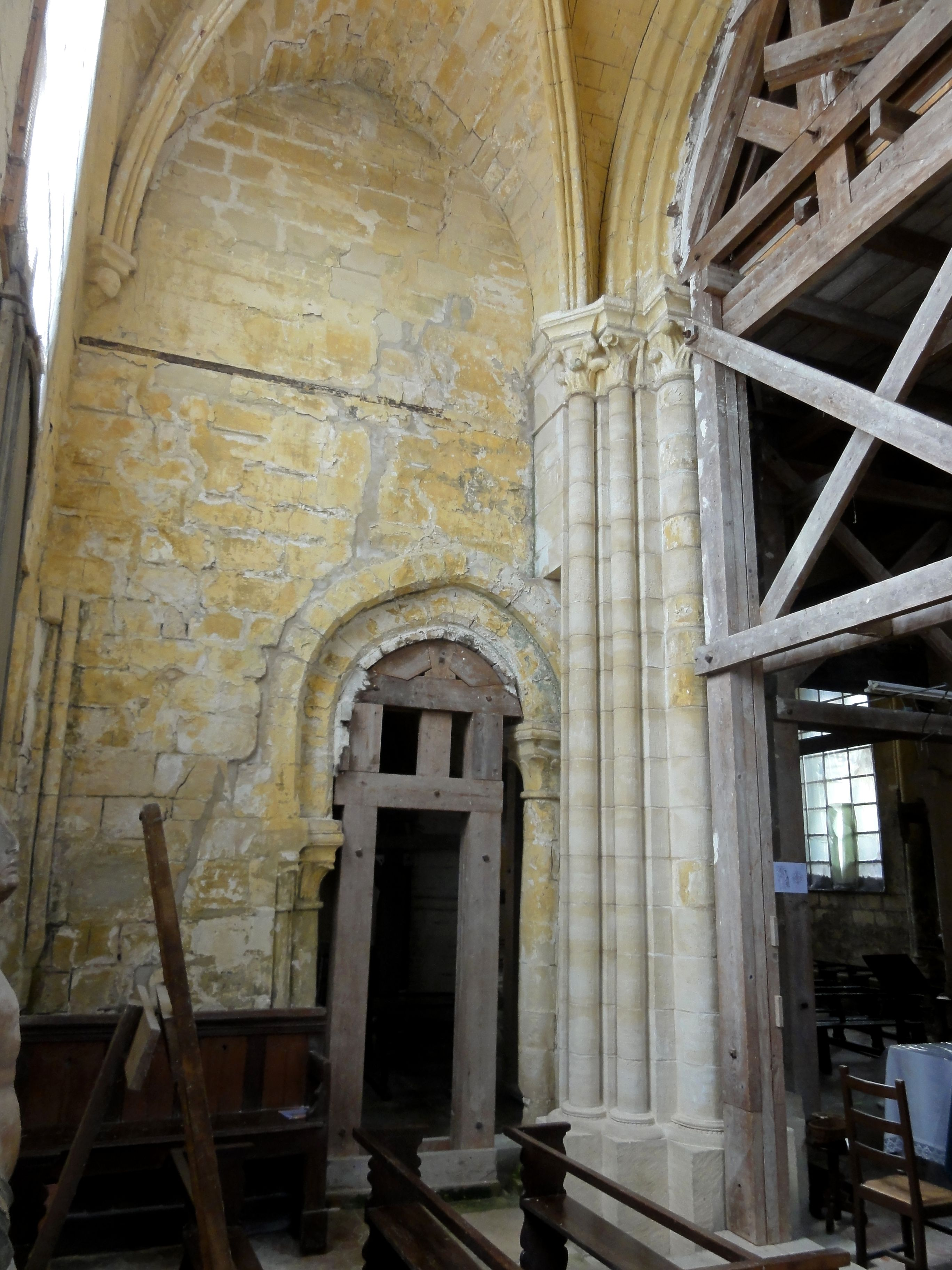
Croisillon sud, côté ouest.
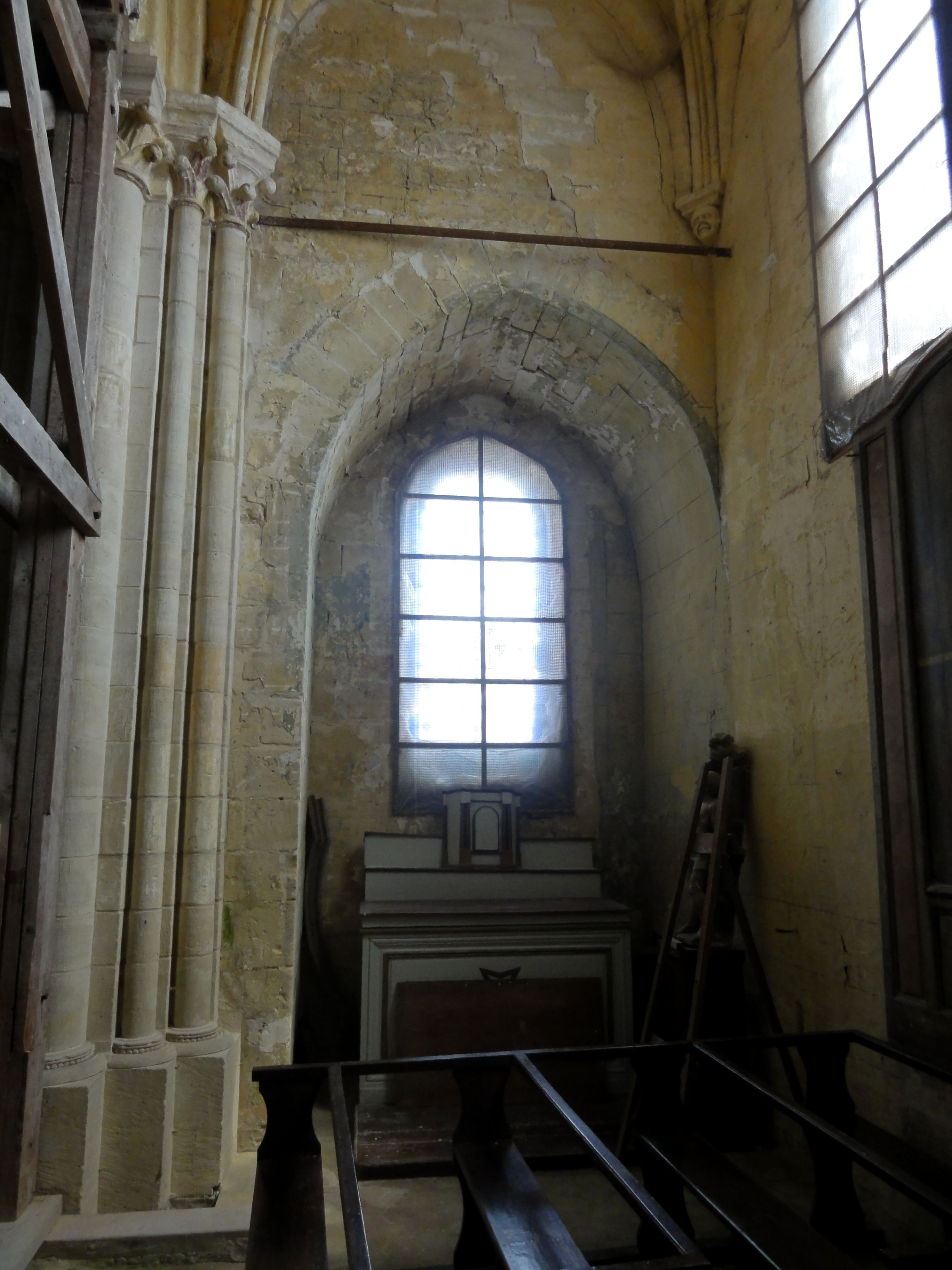
Croisillon sud, chapelle.
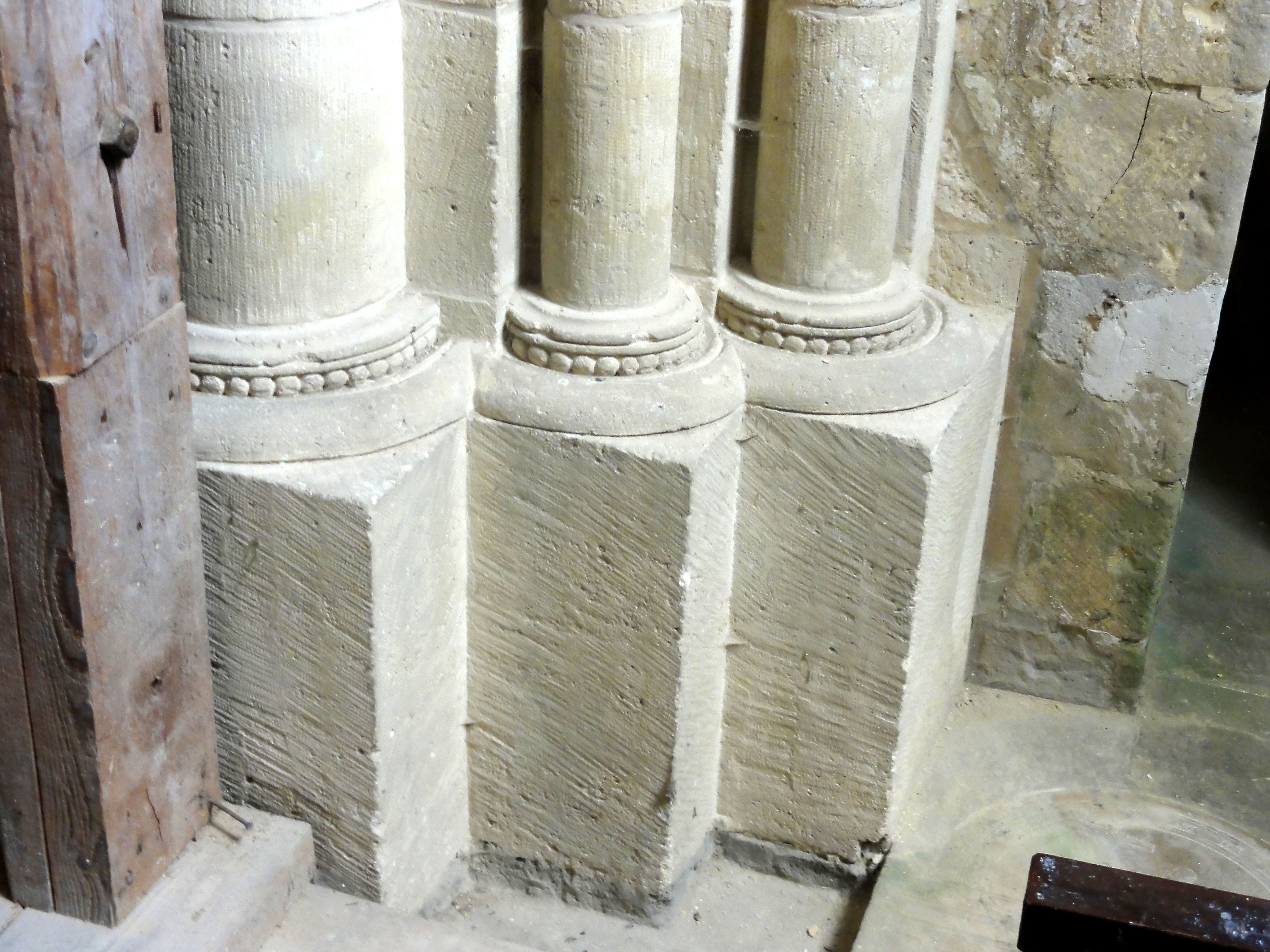
Bases restaurées au sud.
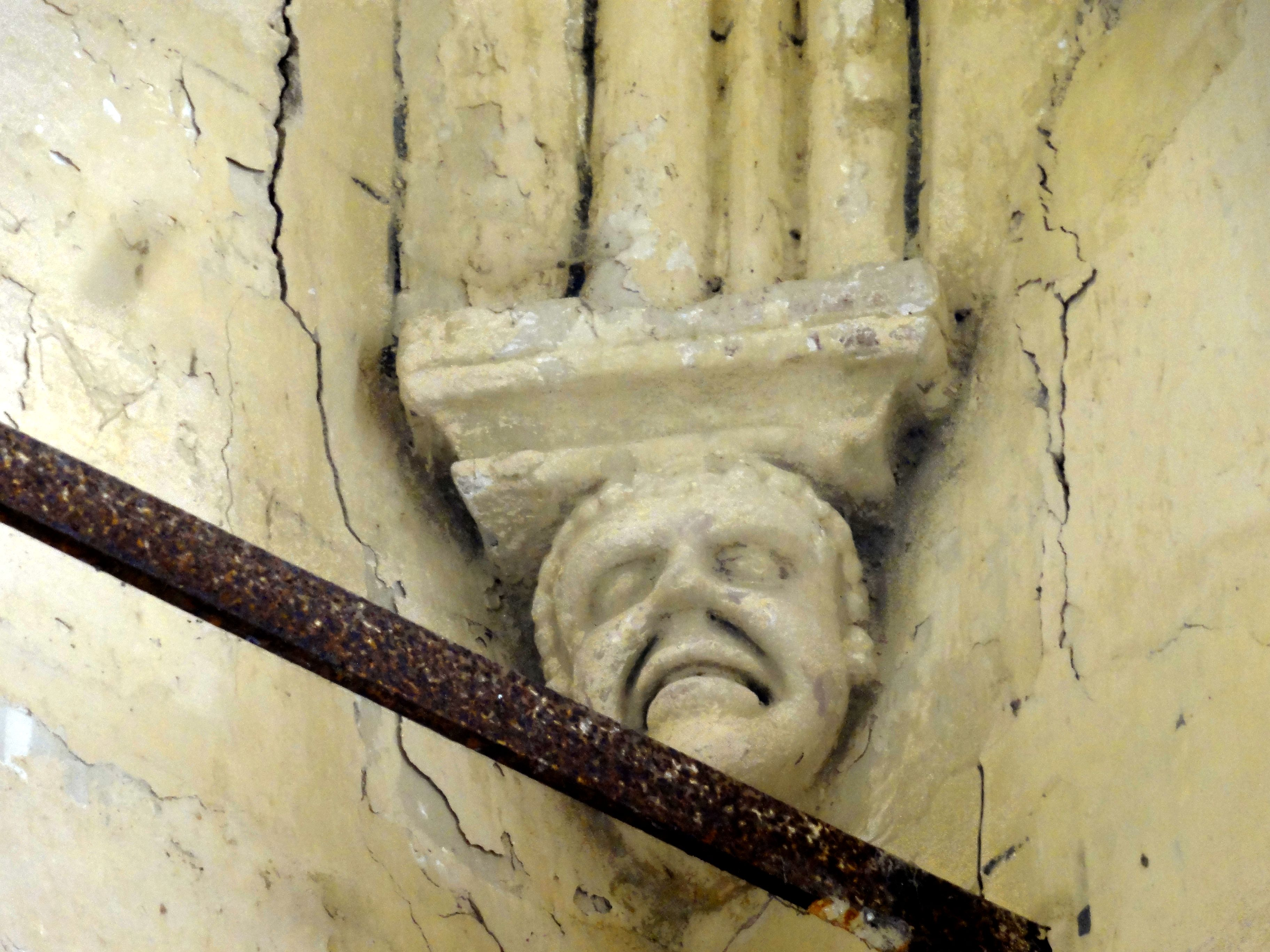
Croisillon sud, cul-de-lampe.
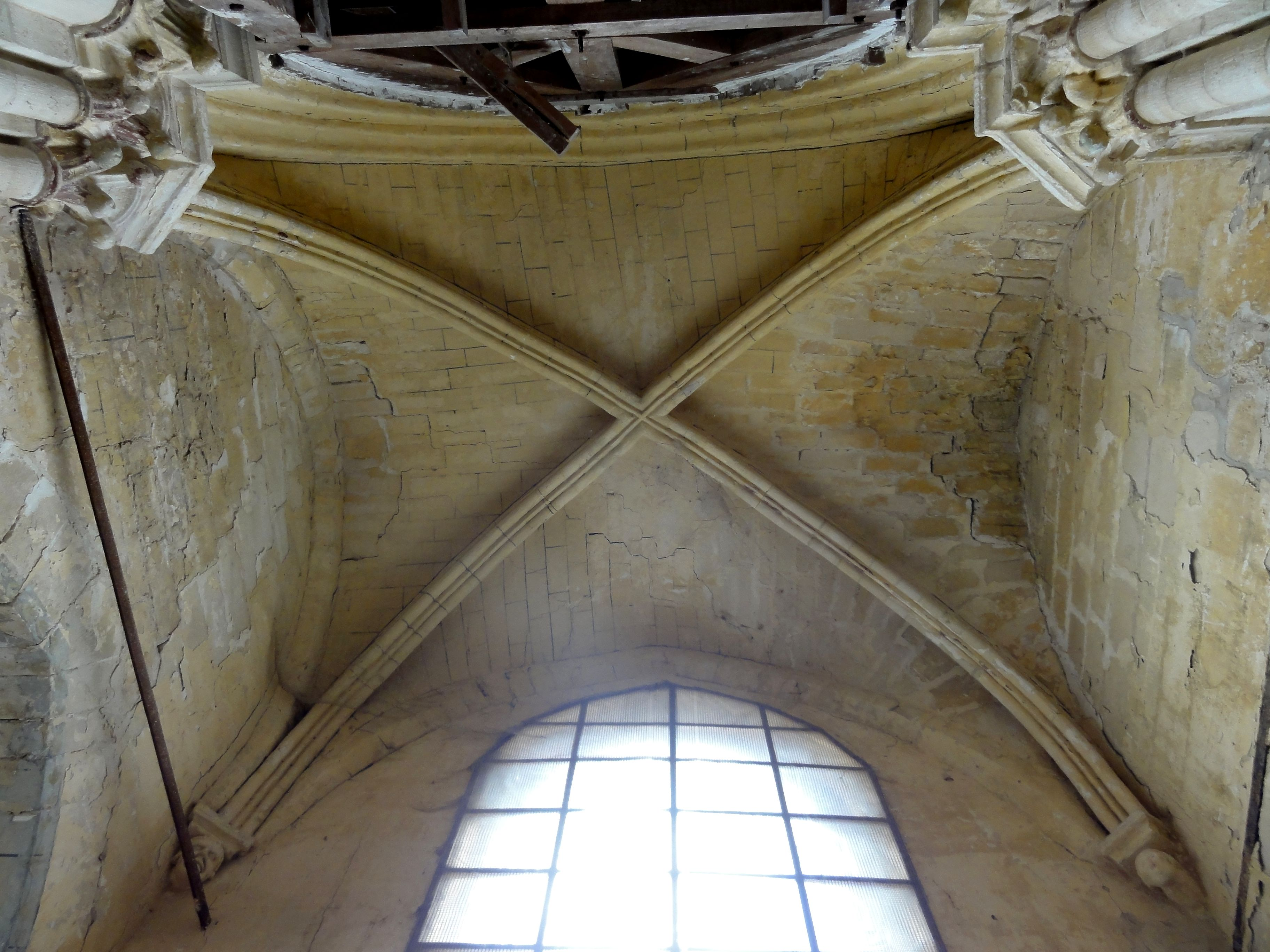
Croisillon sud, voûte.
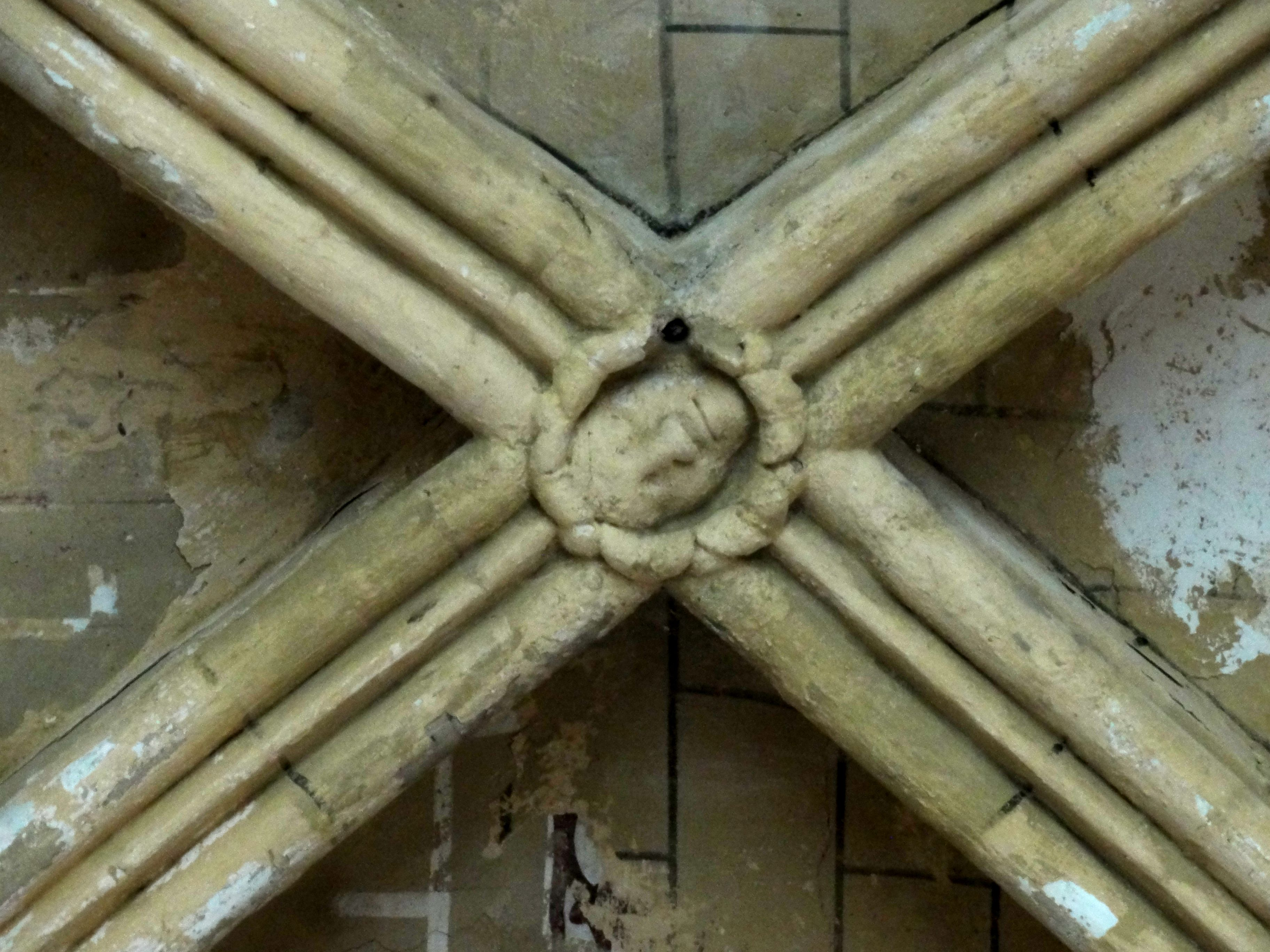
Croisillon nord, clé de voûte.

#### Chœur

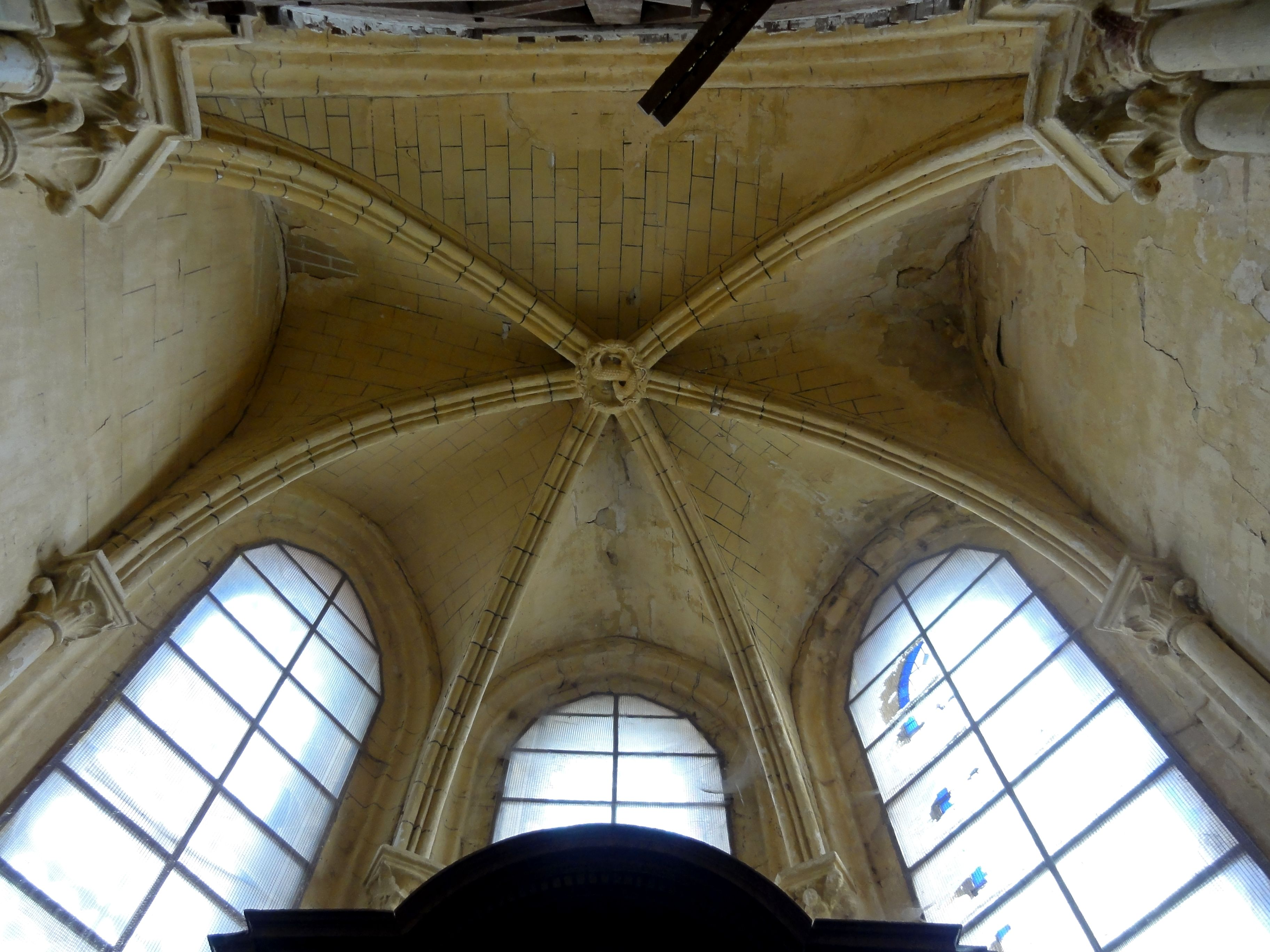
Voûte de l'abside.

Le chœur se compose uniquement de l'abside à cinq pans, dont le plan outrepassé est destiné à racheter l'étroitesse de l'arc triomphal, imposé par les dimensions de la croisée du transept et de la nef. Un tel plan outrepassé, mais moins prononcé, se trouve également dans le chœur de l'église Saint-Clair d'Hérouville. L'étaiement de l'arc triomphal se justifie amplement par l'importante inclinaison vers le sud, visible à l'œil nu depuis l'extérieur. Le premier pan au nord et au sud est aveugle en raison de la présence des petites chapelles. L'on peut y observer les restes de peintures murales anciennes. Les six ogives de la voûte rayonnent autour d'une clé de voûte centrale décorée d'un agneau pascal. Le profil des ogives est le même que dans les croisillons, et les paires de deux colonnettes près des piles orientales du clocher sont aussi analogues à celles des croisillons. Il n'y a pas non plus de formerets. Les trois fenêtres occupent presque toute la largeur et toute la hauteur des trois pans du chevet. Elles sont encadrées par les fines colonnettes aux chapiteaux de crochets qui supportent les autres ogives. Le maître d'œuvre a renoncé à des colonnettes et chapiteaux supplémentaires pour décorer les fenêtres. Les soubassement sont revêtus de boiseries du XVIIIe siècle d'une belle facture, qui comportent des tableaux représentant deux saint évêques, dont l'un est probablement saint Vaast d'Arras, patron du village. Le retable du maître-autel est du même style classique sobre ; l'on y retrouve les pilastres ioniques et les frises de denticules qui agrémentent les boiseries. Le retable lui-même est un simple panneau arborant une croix en bas-relief. Seulement le Tabernacle bénéficie d'une ornementation plus riche, avec un calice représenté sur sa porte et des épis et des grappes de vigne sur ses piédroits, devant évoquer le pain et le vin et donc le Corps et le sang du Christ,.

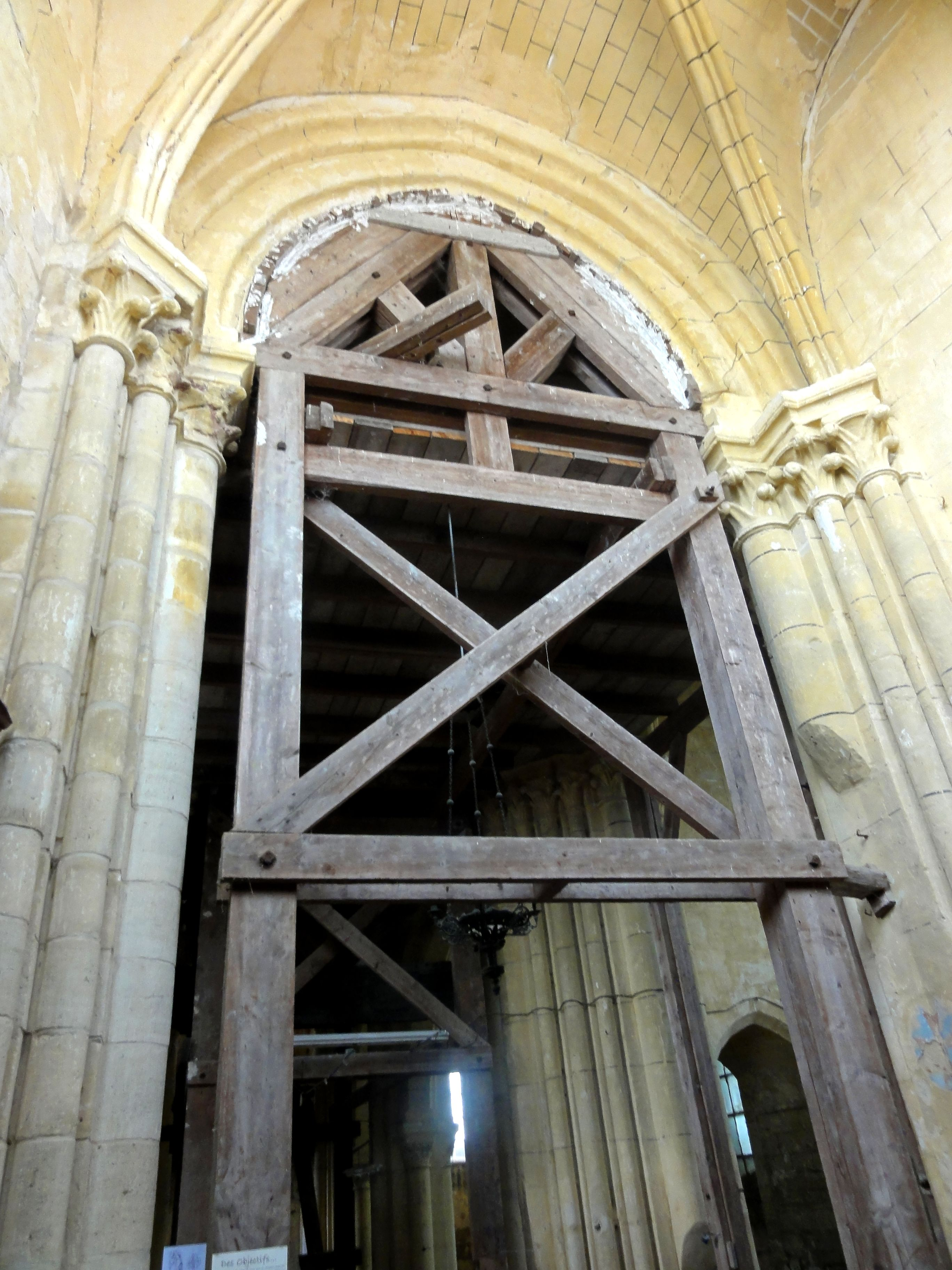
Abside, arc triomphal.
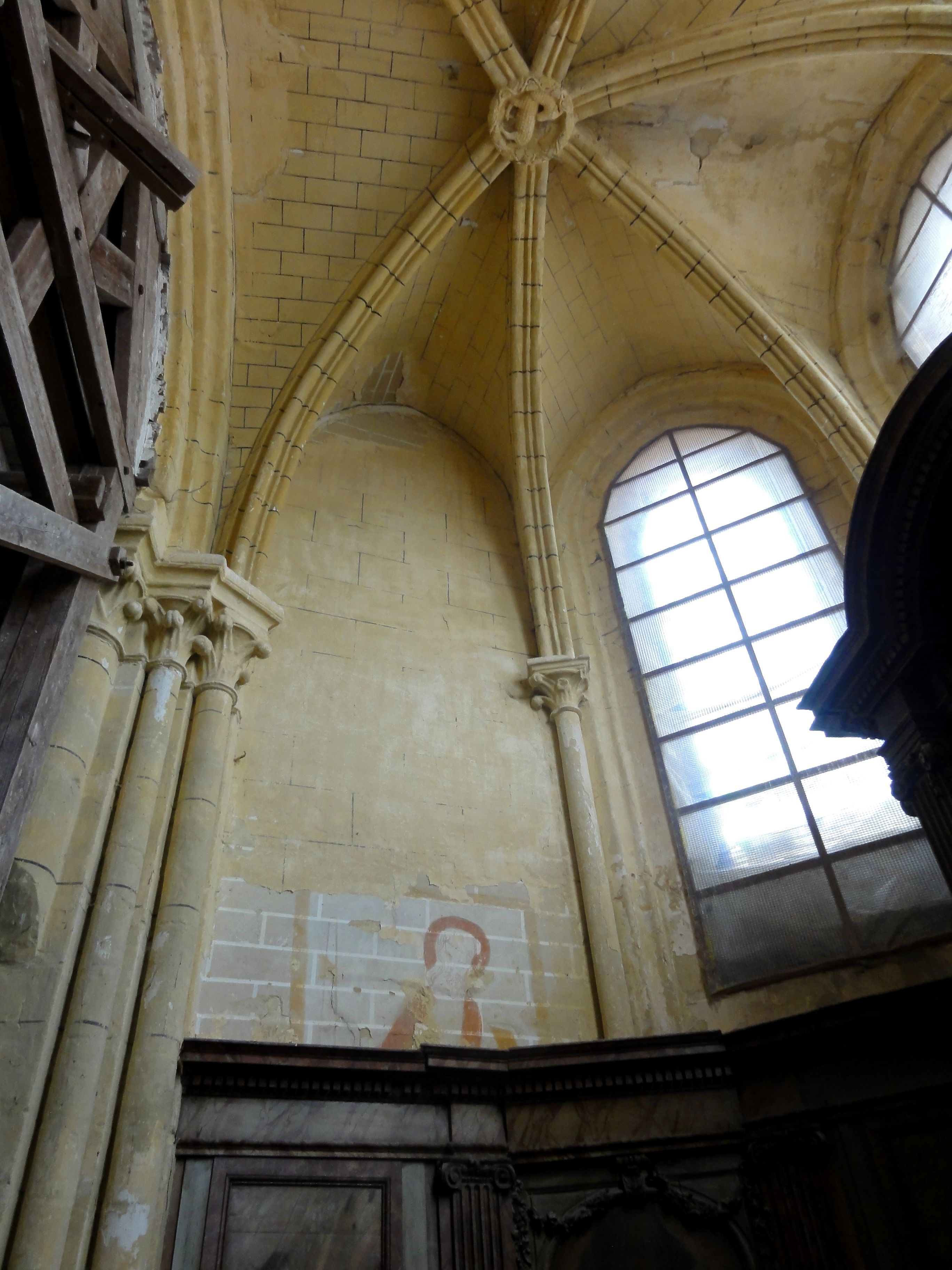
Abside, côté nord.
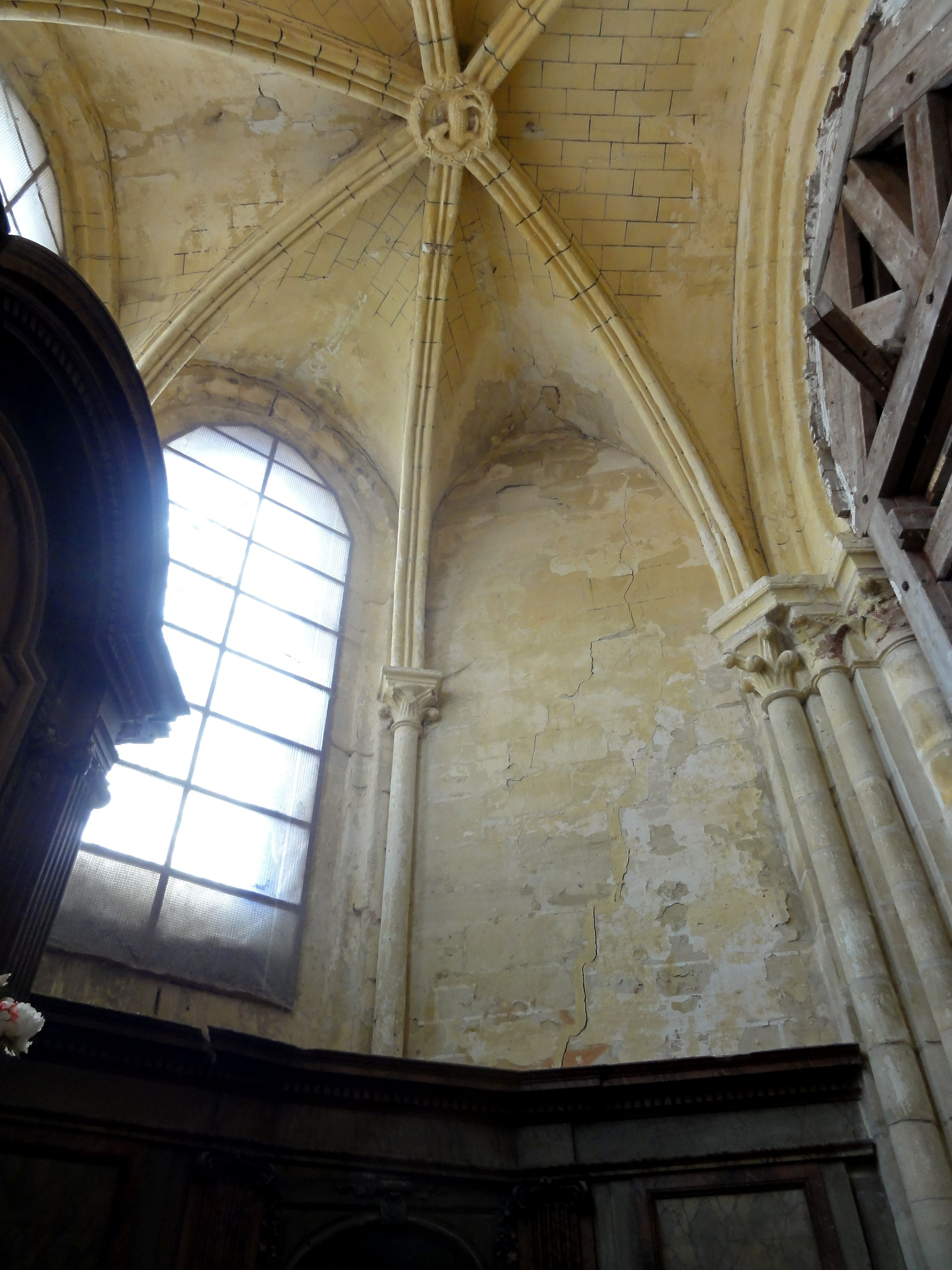
Abside, côté sud.
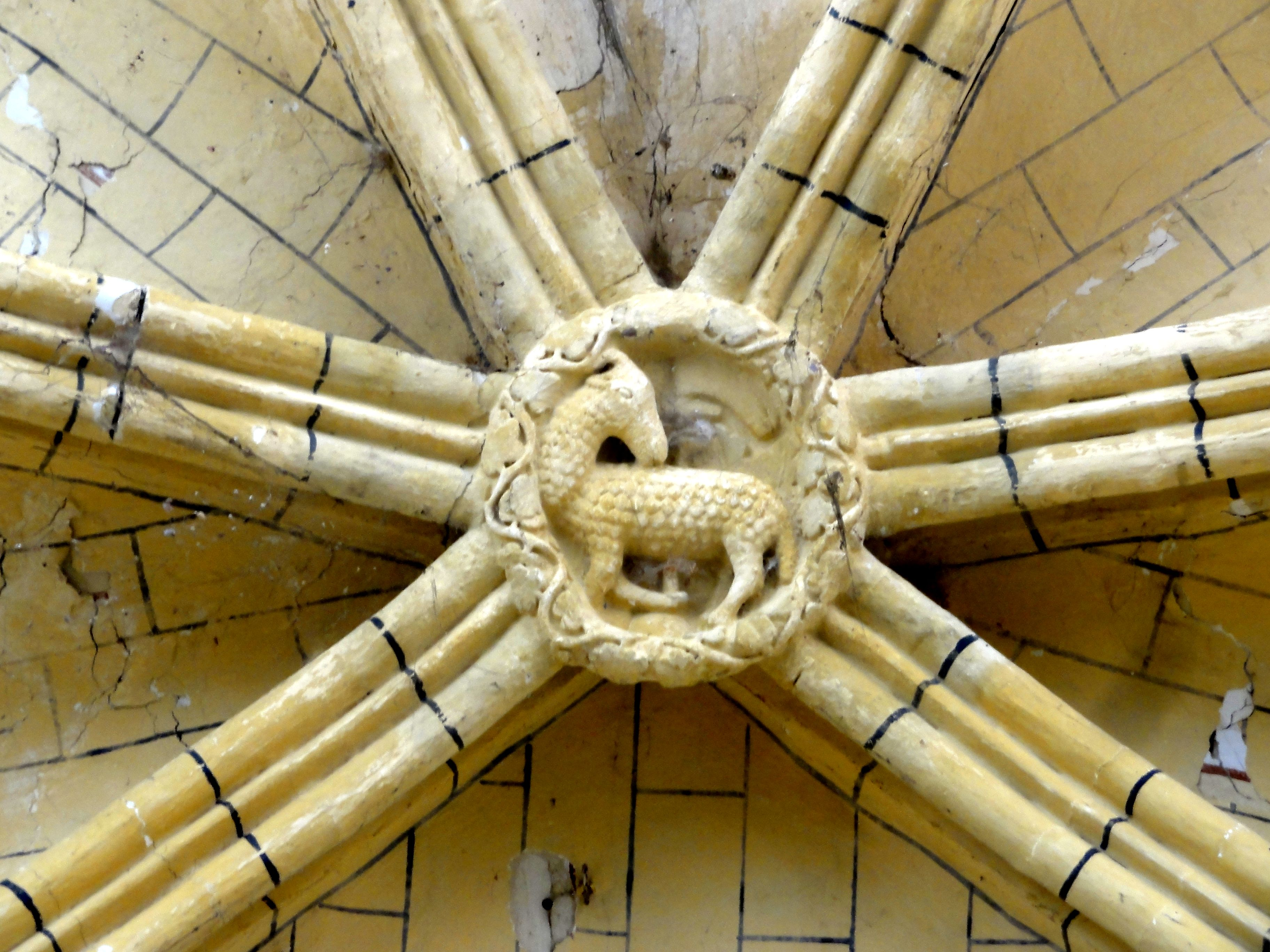
Clé de voûte.
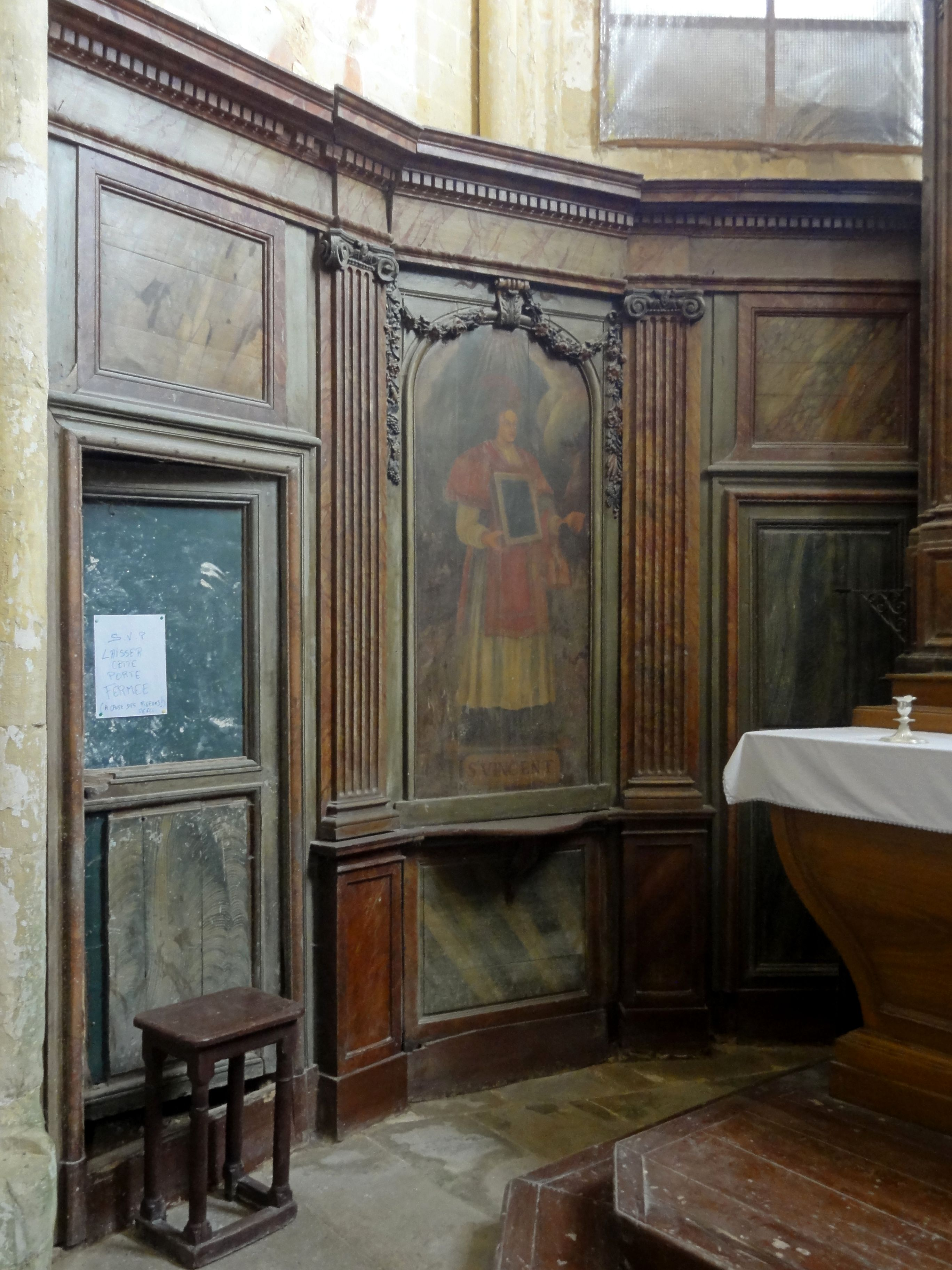
Boiseries, côté nord.
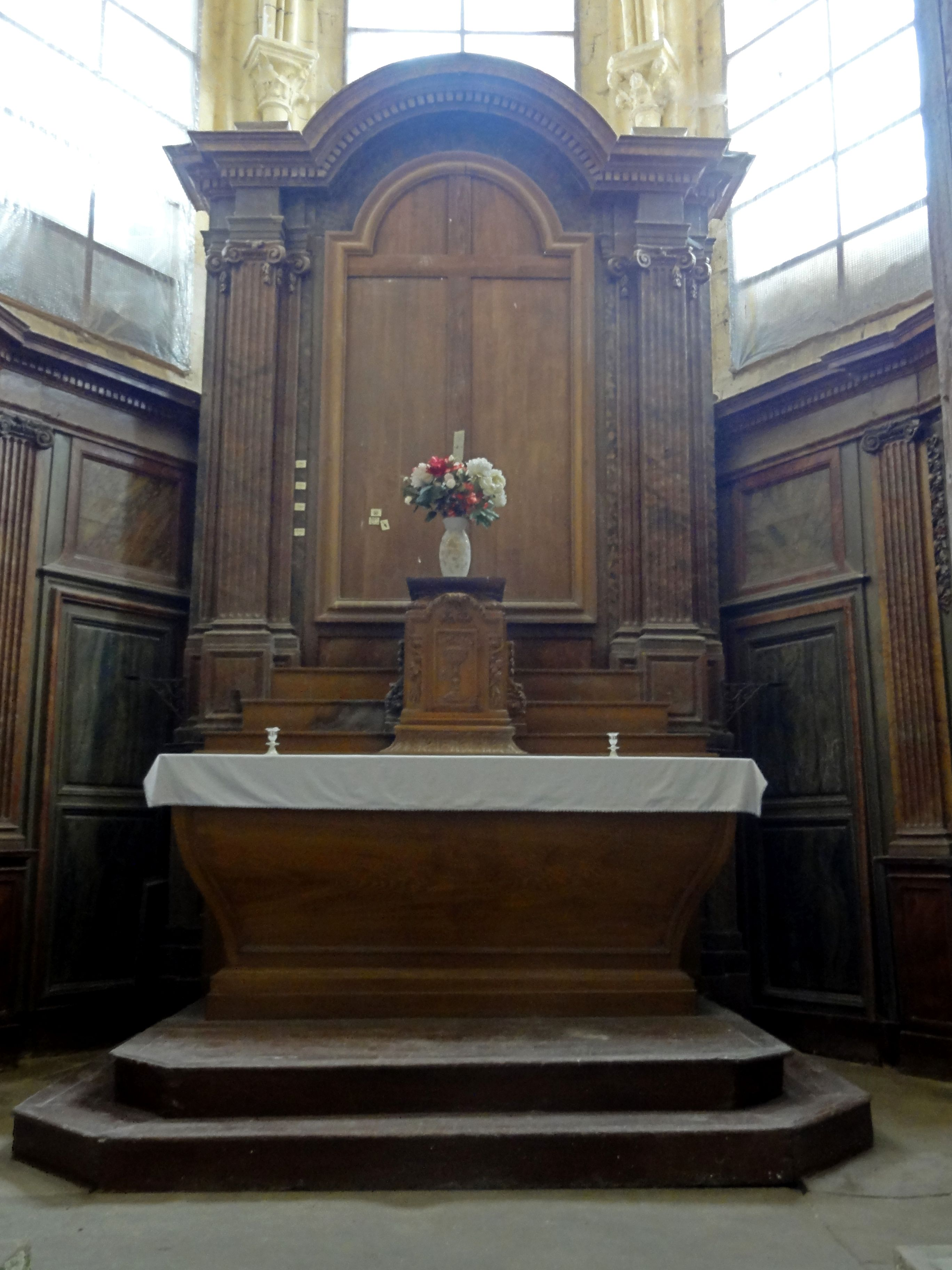
Retable et maître-autel.

### Extérieur

#### Façade occidentale

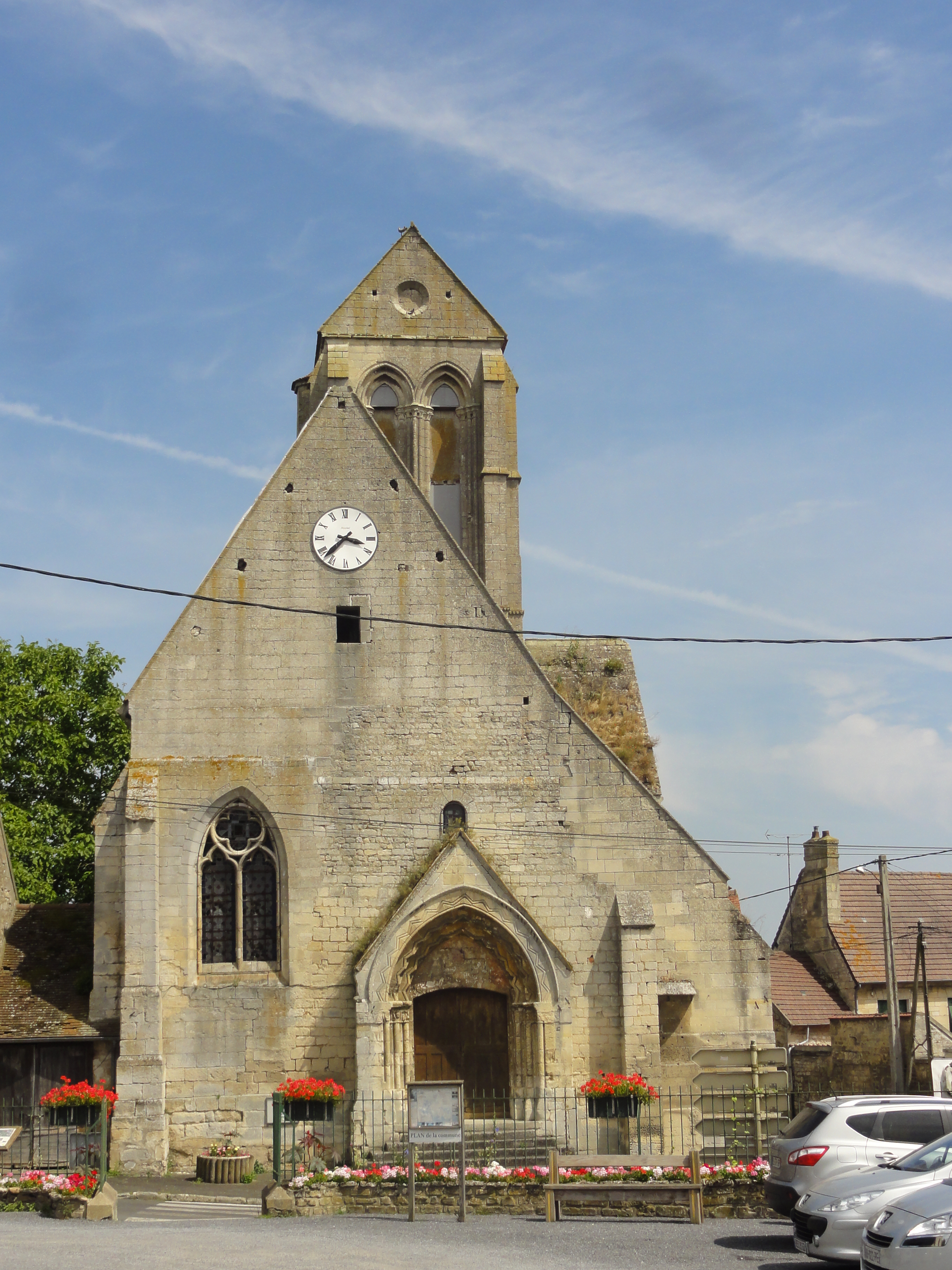
Façade occidentale.

Il est facile de constater que la façade occidentale n'est pas homogène, mais la datation exacte des différentes parties est moins évidente. Pour Dominique Vermand, la fenêtre haute de la nef, qui est la dernière fenêtre romane encore visible à l'extérieur, indique que le mur occidental de la nef date du XIe siècle, alors que Jean Vergnet-Ruiz l'assimile au reste de la nef romane. Ce mur est constitué de pierres d'appareil jusqu'à mi-hauteur, puis des moellons alternent avec des assises de pierres d'appareil. Le portail occidental à gâble est pour Dominique Vermand contemporain de la reconstruction de la nef pendant le second quart du XIIe siècle, alors que Jean Vergnet-Ruiz estime qu'il aurait été ajouté après coup, avant le milieu du XIIe siècle. Cette différence de datation n'est pas considérable, et en tout cas, il ne fait pas de doute que le portail est plus jeune que le mur occidental de la nef. Le gâble est très aigu, et ses rampants sont gravés de fleurs de violette inscrites dans des losanges, décor souvent faussement interprété comme des étoiles. En dessous, la triple archivolte en arc brisé fait largement saillie devant la façade. Elle se dégage du gâble par une frise très délicate constituée de trois lignes ondulées ou méandres et de petits points, mais curieusement, trois autres motifs apparaissent sur de courtes sections, en haut à gauche. L'archivolte supérieure est décorée de bâtons brisés seulement gravés, et des bâtons brisés clairement profilés décorent les archivoltes inférieures. Le tympan n'est nu qu'au premier regard. En réalité, il arbore un décor figuré gravé dans la pierre, accompagné de traces de polychromie. L'on distingue un loup, un coq, une colombe, mais aussi des dessins symboliques dont la signification reste à trouver. La porte s'ouvre sous un linteau en anse de panier, entre deux groupes de trois colonnettes appareillées, dont les chapiteaux romans fortement érodés devaient représenter des masques et des monstres, comme à Villers-Saint-Paul. Déjà à la fin du XIXe siècle quand Eugène Müller visite l'église, il peut seulement les qualifier de « bizarres »,.
La partie gauche de la façade avec la fenêtre au remplage gothique rayonnant de la seconde moitié du XIIIe siècle est bâtie en pierre de taille et ne montre aucune rupture dans l'appareil, ce qui devrait confirmer le rehaussement du collatéral nord dès cette époque (explication pour les hautes colonnettes sans emploi qui semblent transpercer les voûtes). Mais un léger décrochement en hauteur et le contrefort qui s'arrête à ce niveau indiquent qu'un second rehaussement moins important et la construction du pignon commun du collatéral nord et de la nef sont intervenus plus tard. Cette modification est difficilement datable si l'on considère que l'appareil est identique sur le mur de la seconde moitié du XIIIe siècle, et sur le mur occidental du bas-côté sud dont Jean Vergnet-Ruiz suppose qu'elle a été refaite au XVe siècle ou au XVIe siècle. Depuis cette réparation, un contrefort se substitue à la fenêtre occidentale que le bas-côté devait posséder à l'origine,.

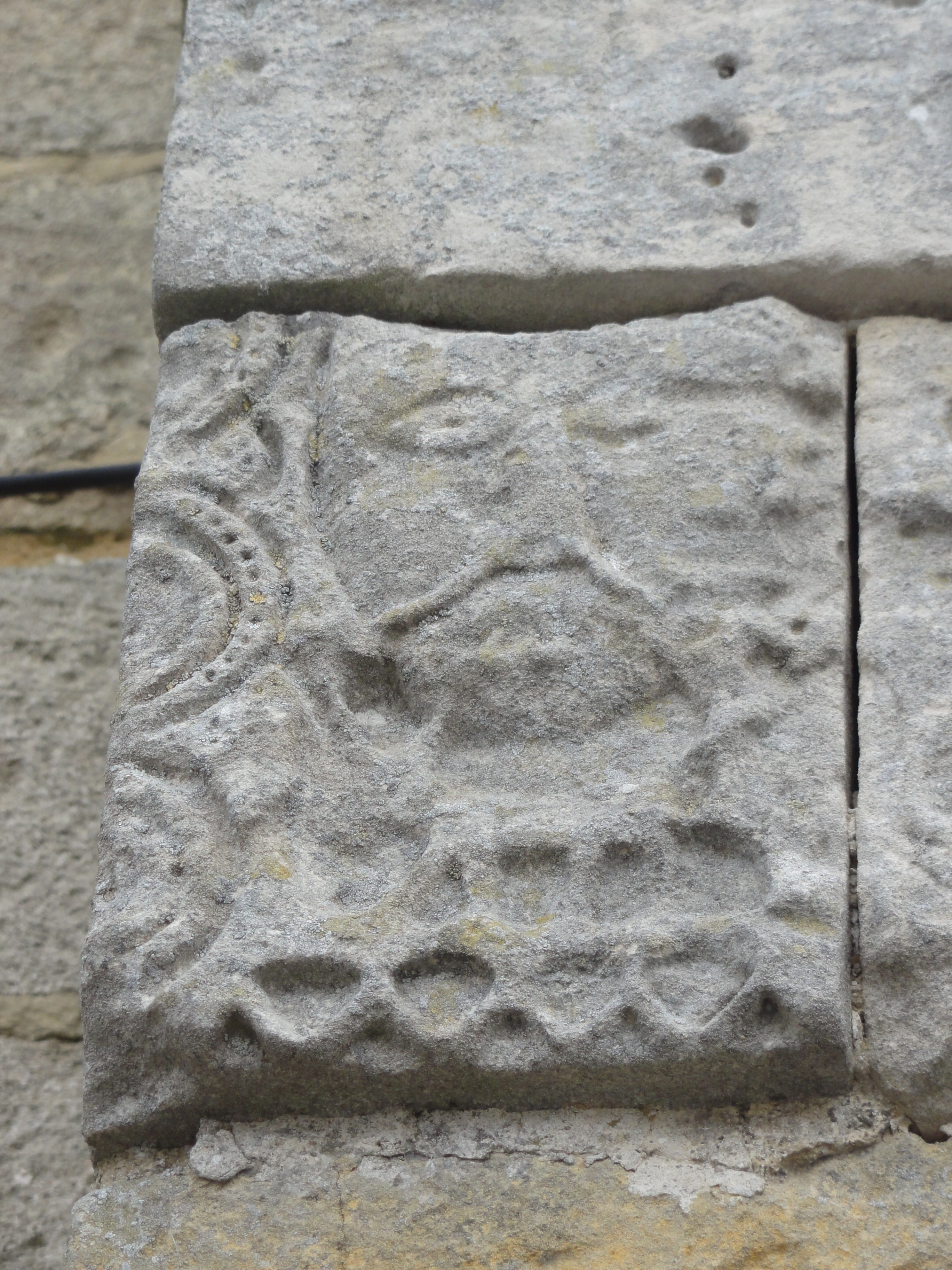
Modillon à gauche de l'avant-corps du portail.
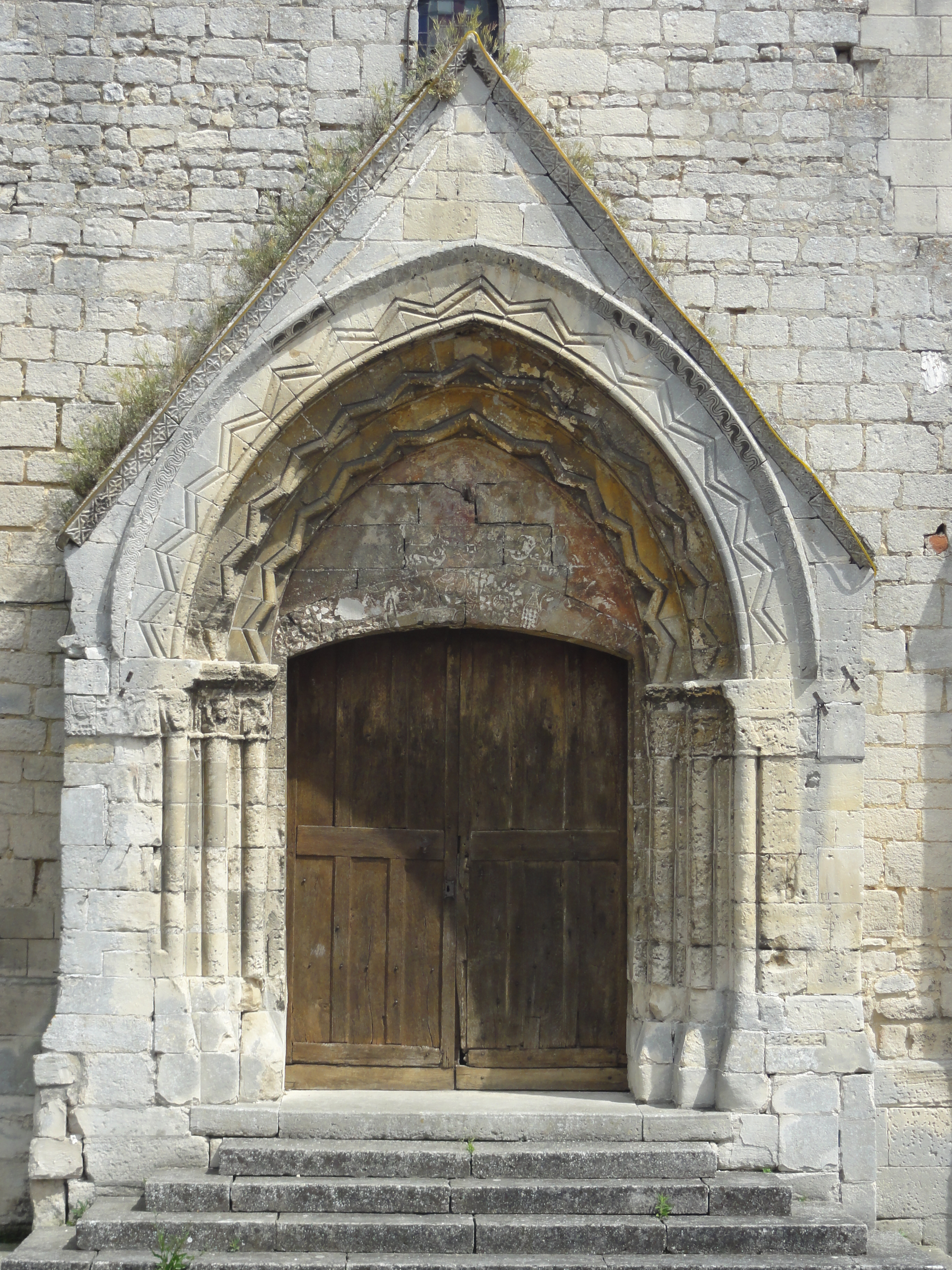
Portail occidental.
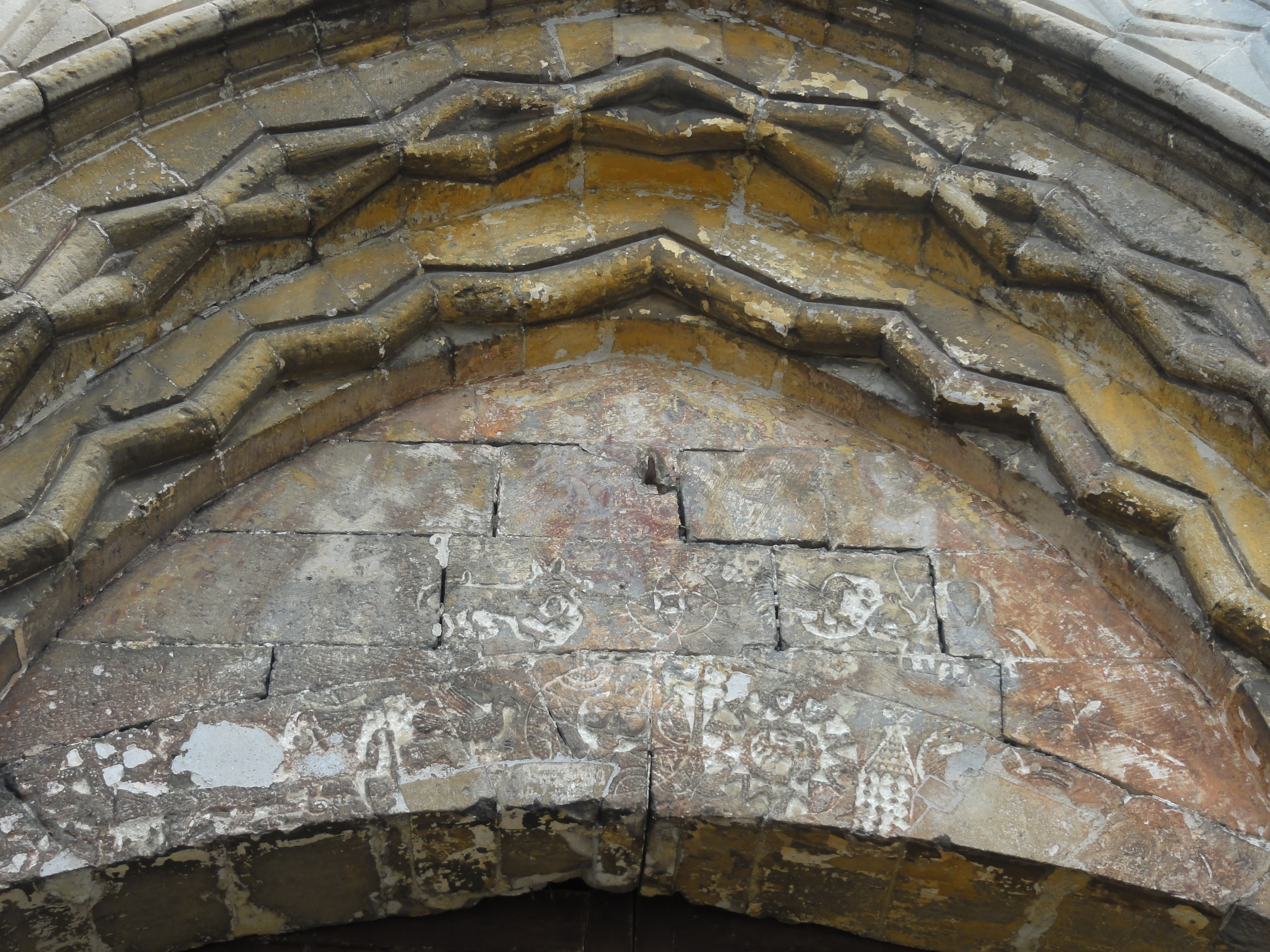
Archivoltes de bâtons brisés et tympan sculpté.
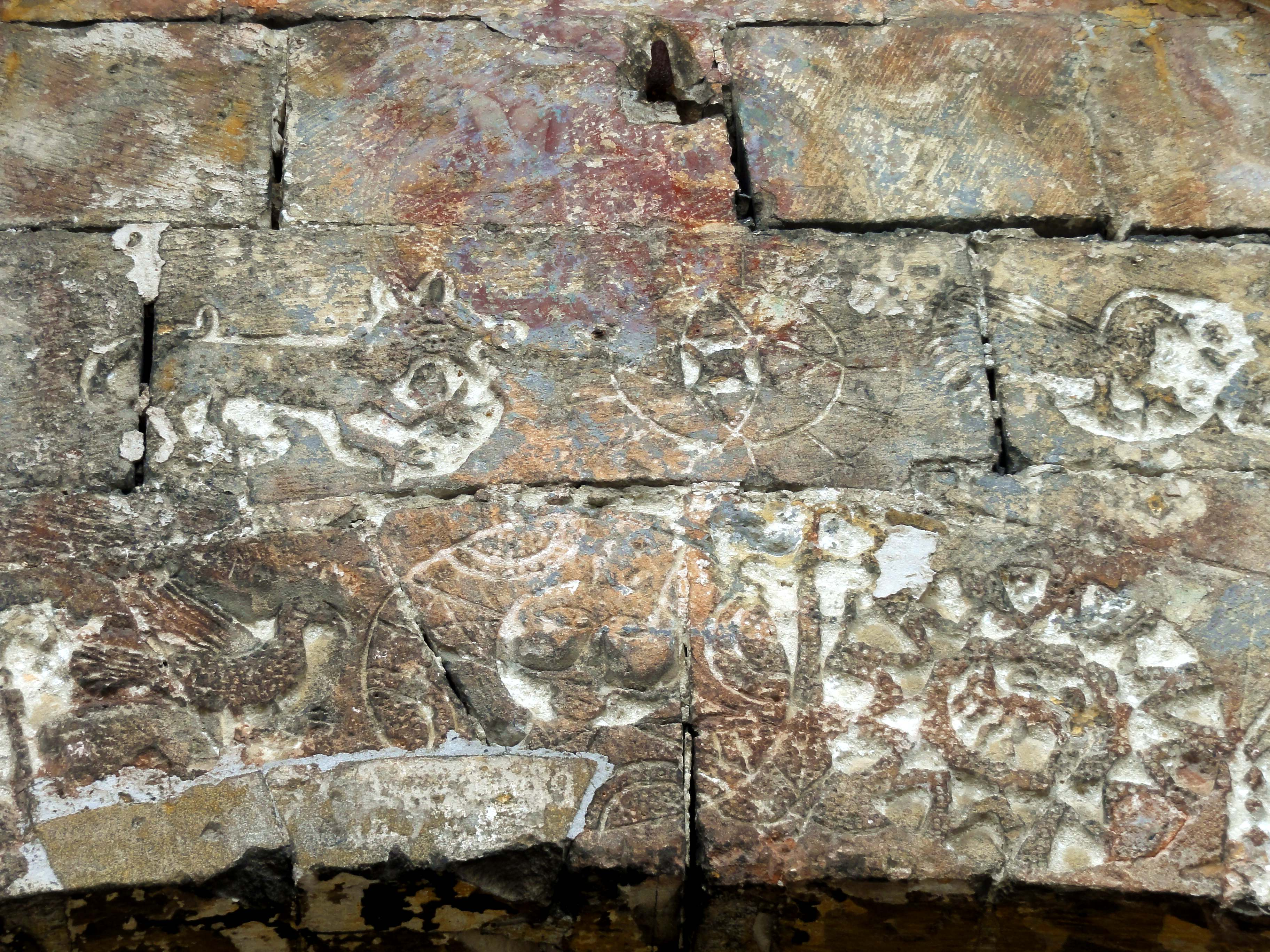
Partie centrale du tympan.
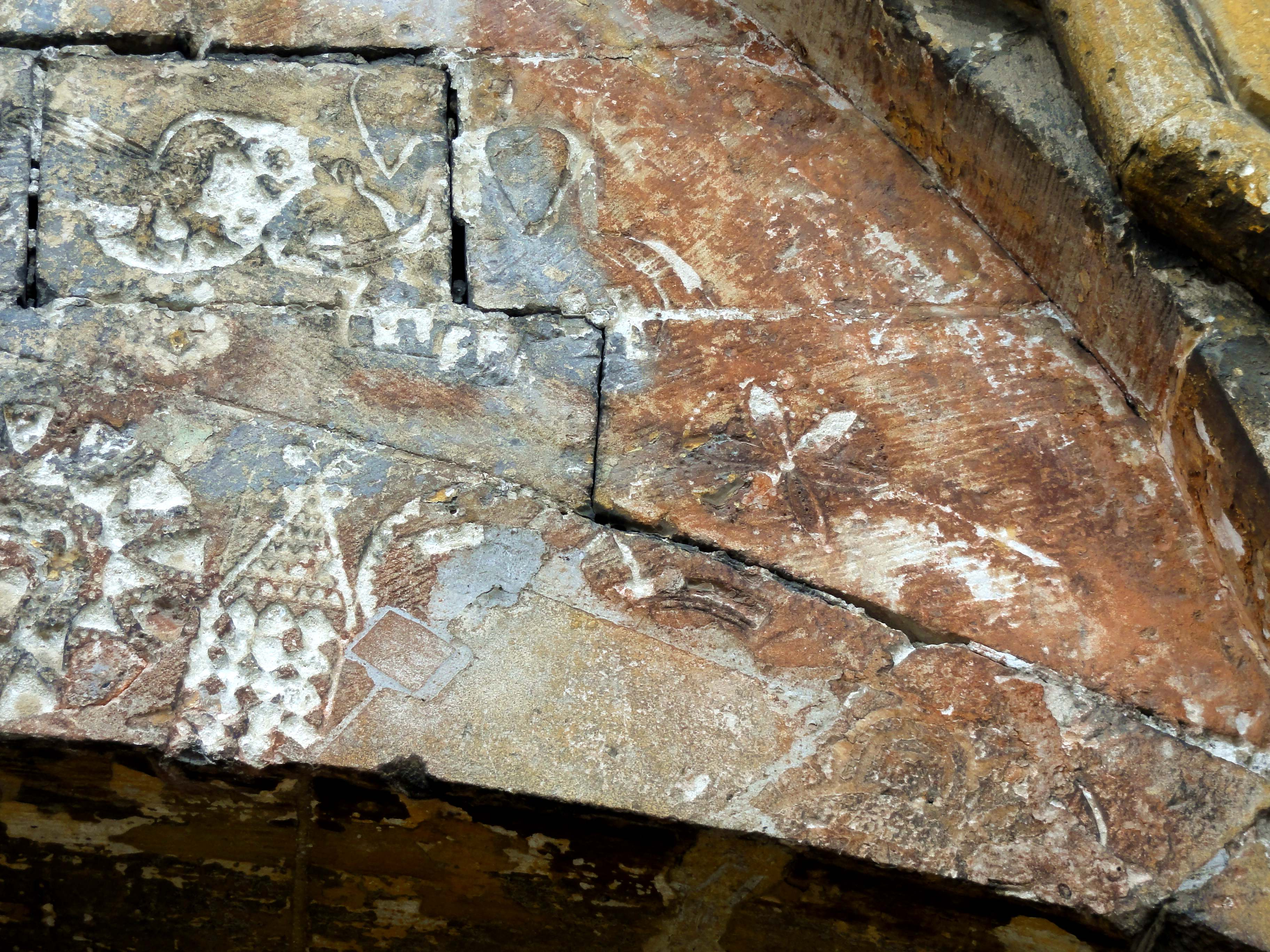
Partie de gauche du tympan.
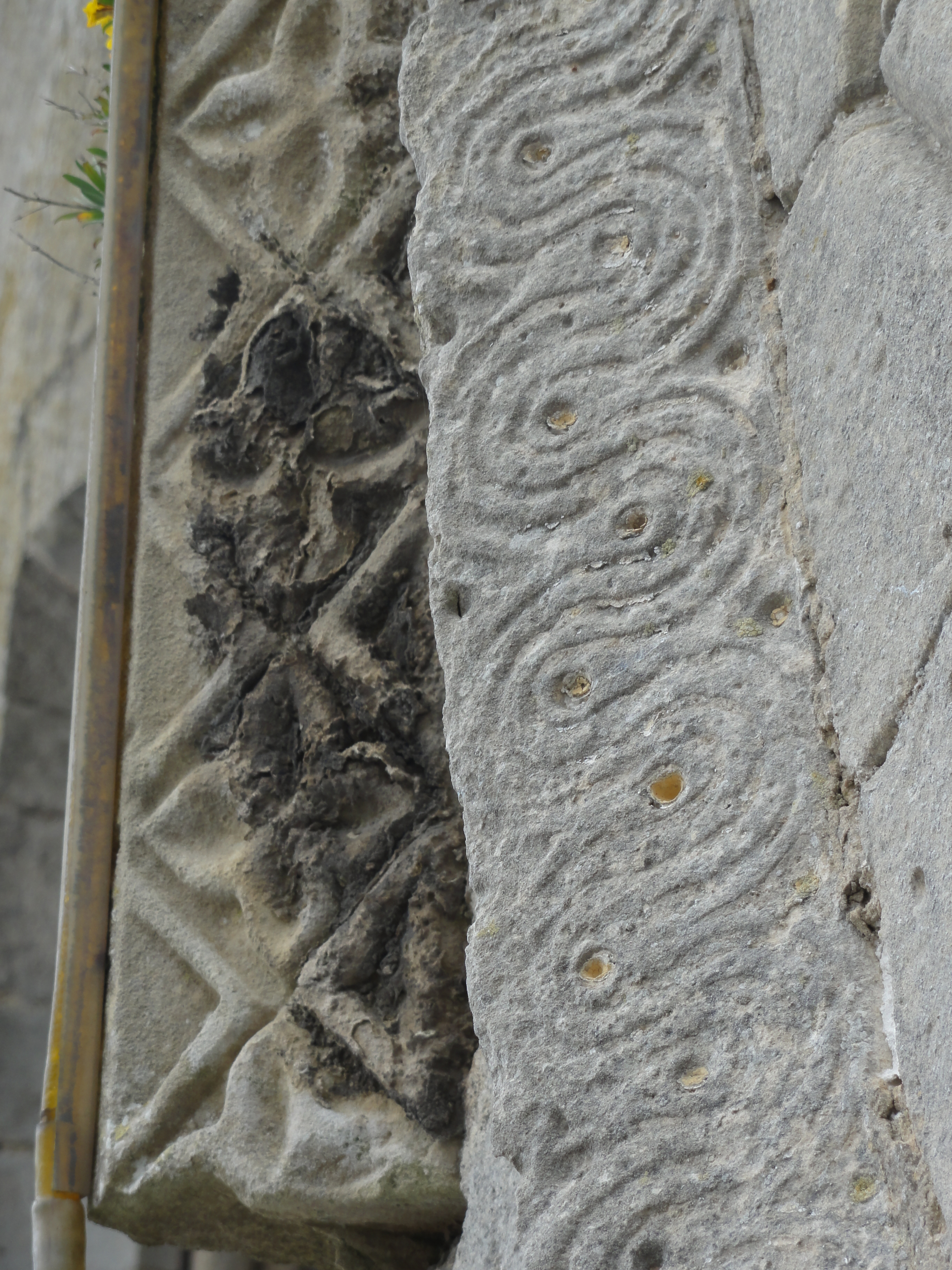
Frises de fleurs de violette et de méandres.

#### Élévations latérales et chevet

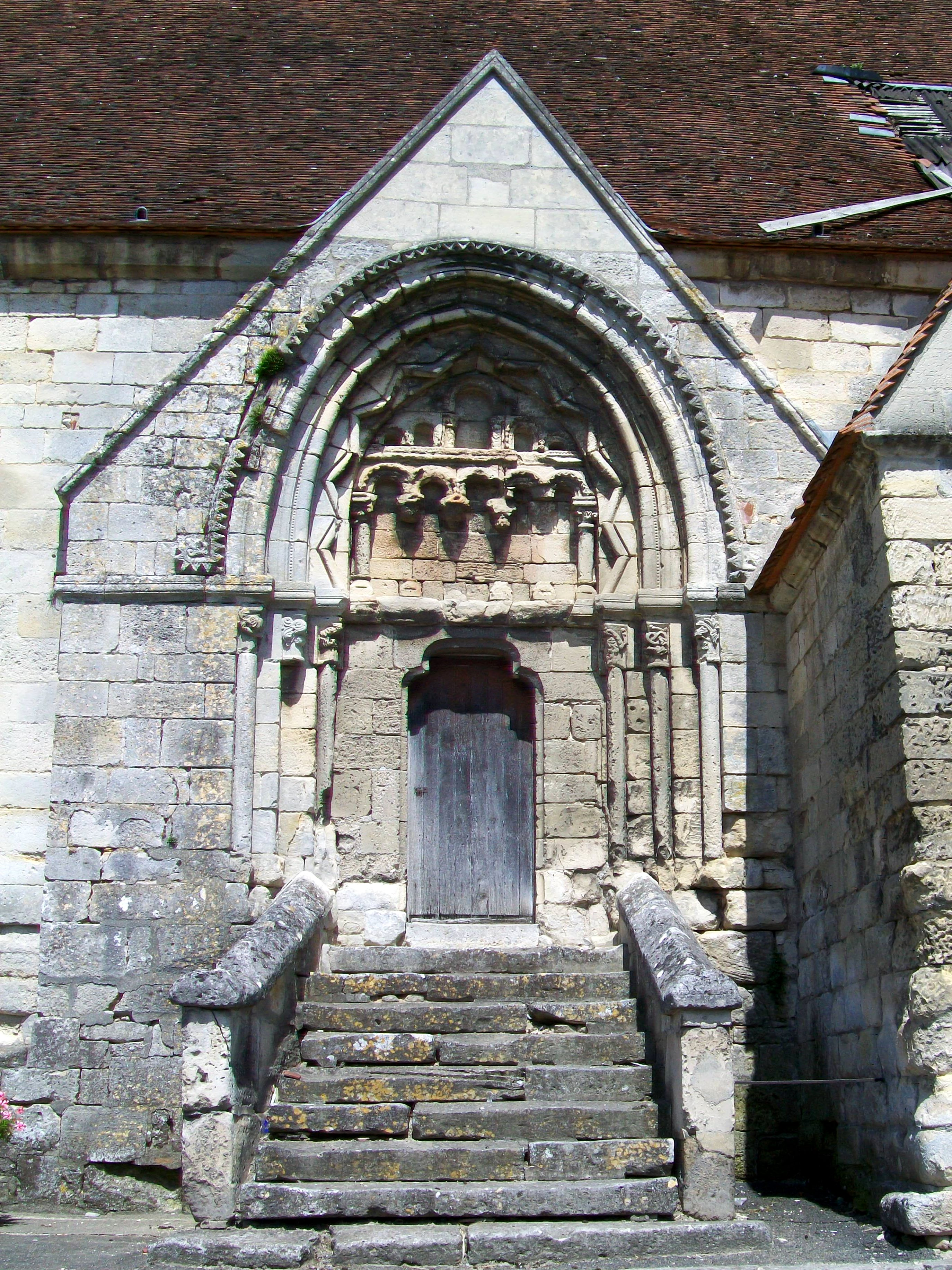
Portail méridional.

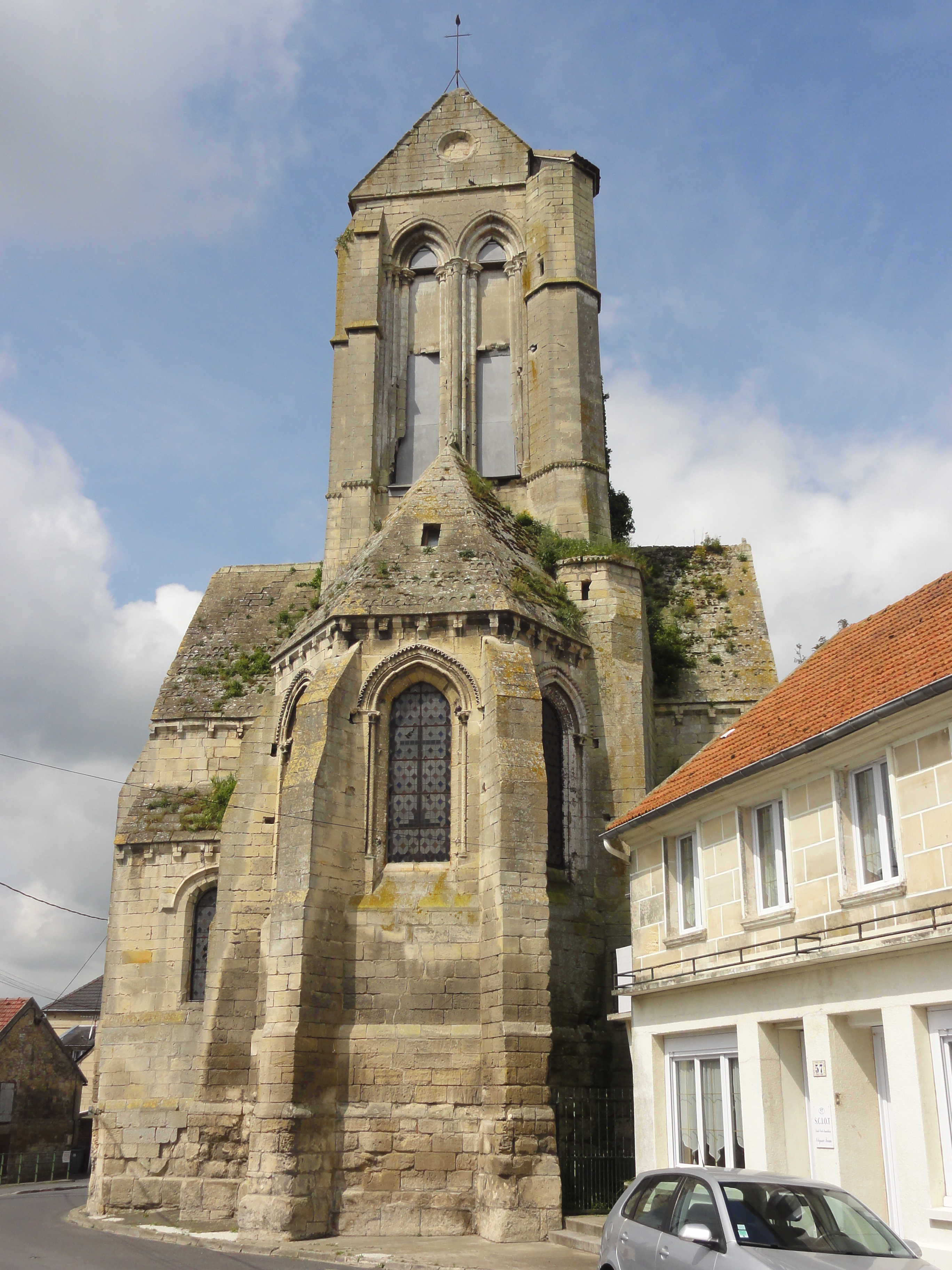
Vue depuis l'est.

L'élévation sud se caractérise par le clocher en bâtière et les trois pignons avoisinants du portail, de la sacristie et du croisillon sud. La sacristie n'a été ajoutée qu'à l'époque moderne, mais harmonise toutefois avec l'ensemble. Le clocher ne comporte qu'un seul étage, ajouré de deux hautes baies abat-son gémelées par face. Les triples archivoltes toriques en tiers-point reposent sur onze colonnettes à chapiteaux, sachant que les archivoltes supérieures se partagent la colonnette médiane. À l'ouest et à l'est, sous les pignons, les murs sont couronnés par des corniches de corbeaux. Les contreforts peu saillants se terminent par un glacis et sont scandés par deux niveaux de larmiers. Le larmier inférieur est en pointe-de-diamant et se continue sur les murs à hauteur du seuil des fenêtres. Ce motif est déjà dépassé au moment de la construction du clocher. À l'angle nord-est, une tourelle d'escalier flanque le clocher et remplace le contrefort,.
Le portail méridional est également à gâble et s'ouvre sous une triple archivolte où le motif des bâtons brisés revient, mais il est beaucoup moins caractéristique de l'architecture de son époque que le portail occidental. La forme en cintre surhaussé et légèrement brisé est très inhabituelle. Le cordon de fleurs de violette excavées qui surmonte l'archivolte supérieur se termine curieusement par des retours, à la façon de volutes. Cette caractéristique serait d'origine orientale. L'on ne le retrouve que sur trois ou quatre autres églises en France, dans le Pas-de-Calais et dans la Somme, dont sur l'église Saint-Martin de Namps-au-Val. Le décor du tympan est également extraordinaire. Sur le premier niveau, l'on voit cinq arcatures plaquées en plein cintre, qui reposent au début et à la fin sur une colonnette à chapiteaux, et ailleurs sur des têtes grimaçantes. Les archivoltes, malheureusement très érodées, sont décorées des mêmes fleurs de violette que l'archivolte supérieur du portail. Ce premier niveau est séparé du second par un bandeau dont la moulure est presque effacée, et qui supporte cinq autres arcatures de trois tailles différentes, dont seulement celle au centre repose sur des colonnettes à chapiteaux. Parmi le décor des archivoltes, l'on distingue encore de petits losanges, motif inusité dans la région. Les petites arcatures aux extrémités contiennent des oculi. Ce portail semble inspiré de Namps-au-Val, où n'existent toutefois que quatre arcatures sur un seul niveau. La porte elle-même est très étroite et n'occupe que la moitié de la largeur disponible entre les deux faisceaux de trois colonnettes à chapiteaux, au décor encore résolument roman. L'on suppose que ce portail est plus jeune que le portail occidental, ce qui devrait correspondre à une date autour de 1150,,.
En plus de son portail méridional hors du commun, l'église Saint-Vaast présente à l'extérieur une autre particularité, partagée avec les églises voisines de Foulangues, Montataire et Rousseloy : la couverture des croisillons, des chapelles et du chœur est réalisée par de petites dalles de pierre. Dans un pays de carrières où la pierre de grande qualité est abondante, ceci ne paraît guère étonnant, mais la couverture de pierre reste toutefois limitée aux quatre églises citées. Certaines dalles sont décorées d'arcatures excavées, surtout sur le chœur. La fenêtre du croisillon nord a été refaite au XVe siècle. Elle est subdivisée par un unique meneau vertical, entourée d'une moulure concave et surmontée d'un bandeau en forme de sourcil. Les contreforts restent peu saillants pour le XIIIe siècle et ne présentent qu'un seul glacis intermédiaire. Seul le chœur fait apparaître les contreforts à ressauts caractéristiques du style gothique primitif. La décoration des fenêtres est également caractéristique de ce style mais tout aussi bien de la période romane tardive. En effet, l'on y retrouve le cordon de fleurs de violette excavées du portail méridional roman. Les fenêtres sont encadrées par des colonnettes aux chapiteaux garnis de crochets, qui supportent une archivolte torique. Ce décor a aussi pu exister à l'intérieur, mais n'y est plus visible en l'état actuel,.

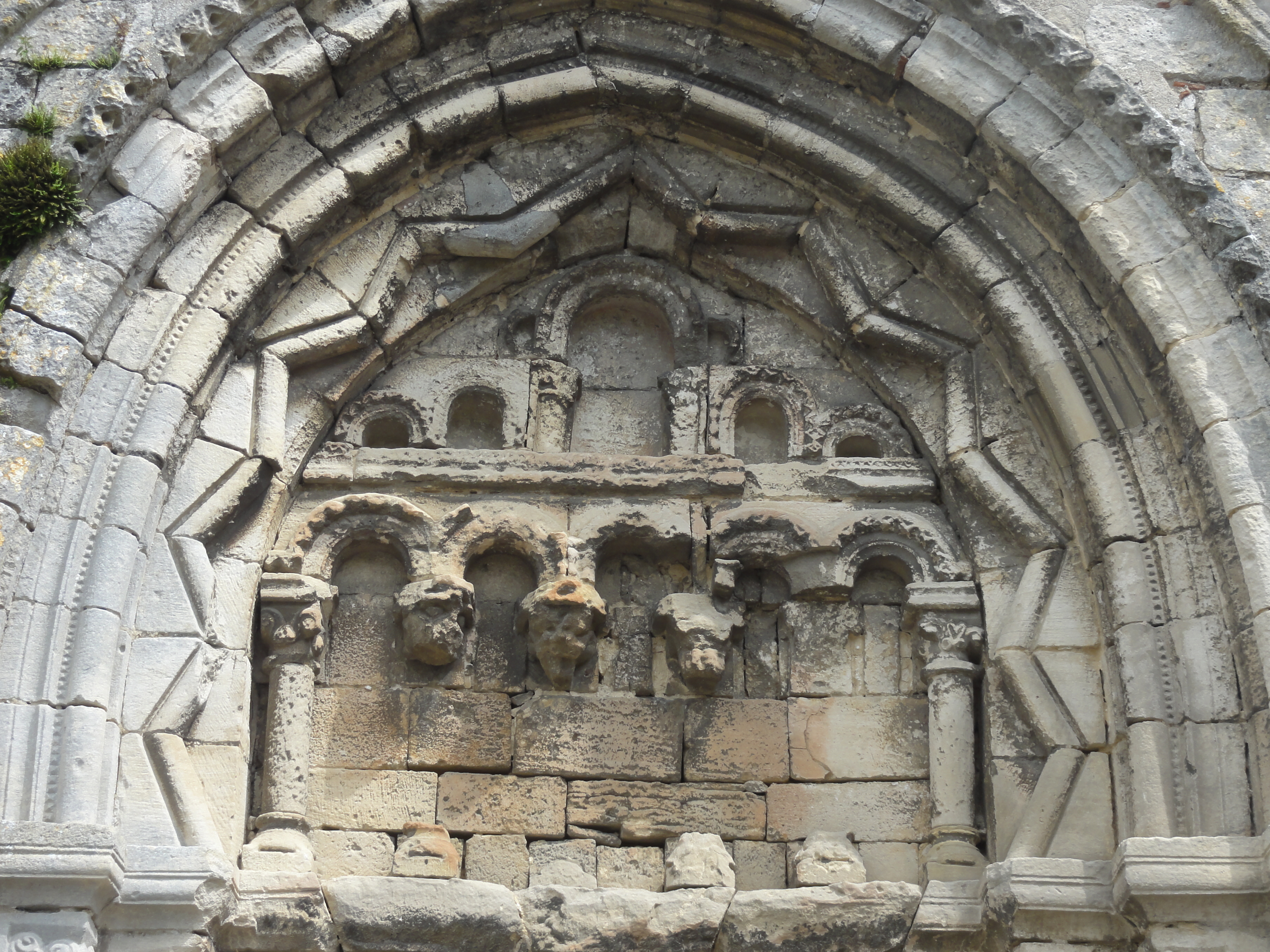
Tympan et archivolte du portail latéral sud.
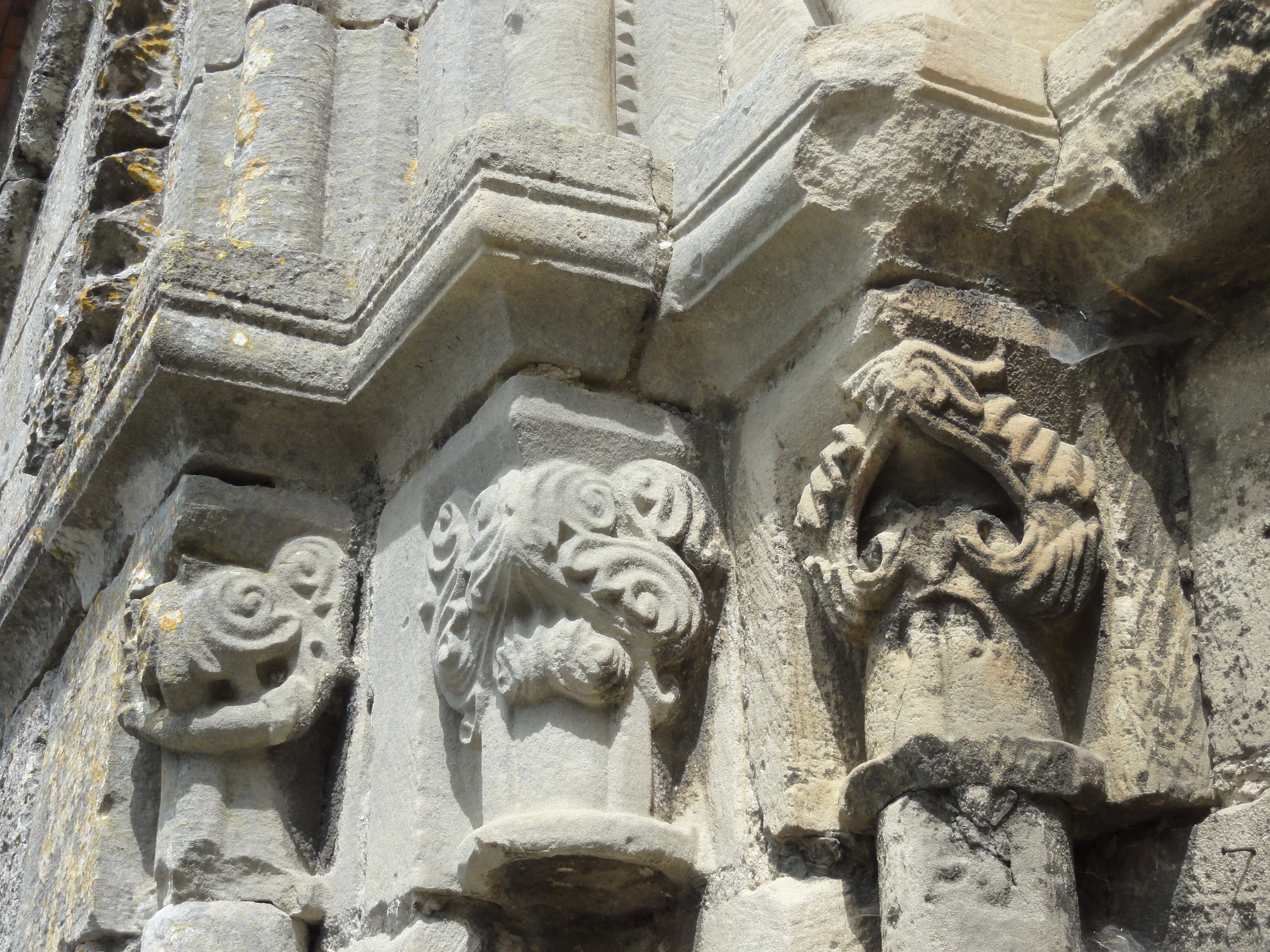
Chapiteaux à gauche du portail.
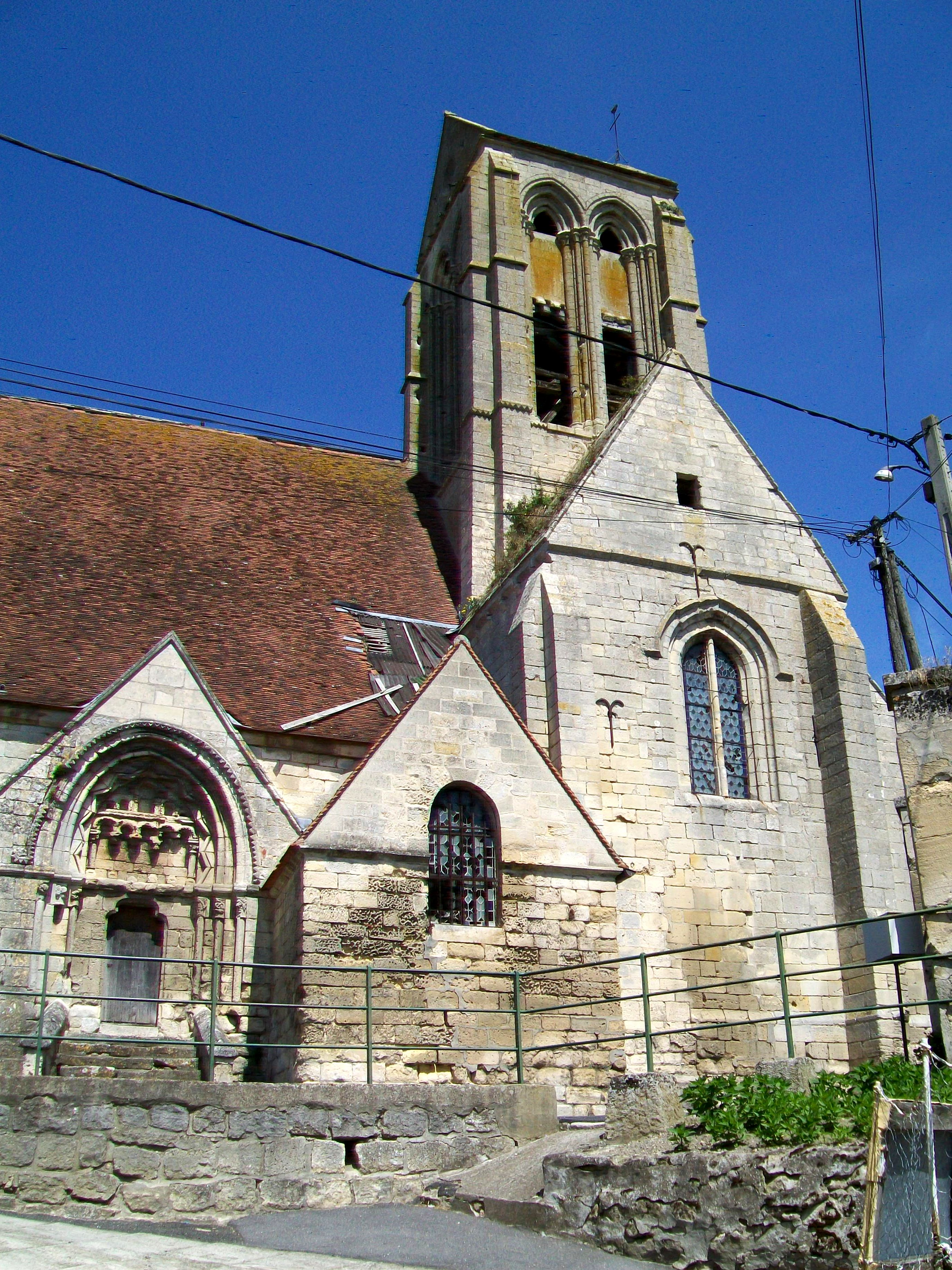
Vue partielle depuis le sud.
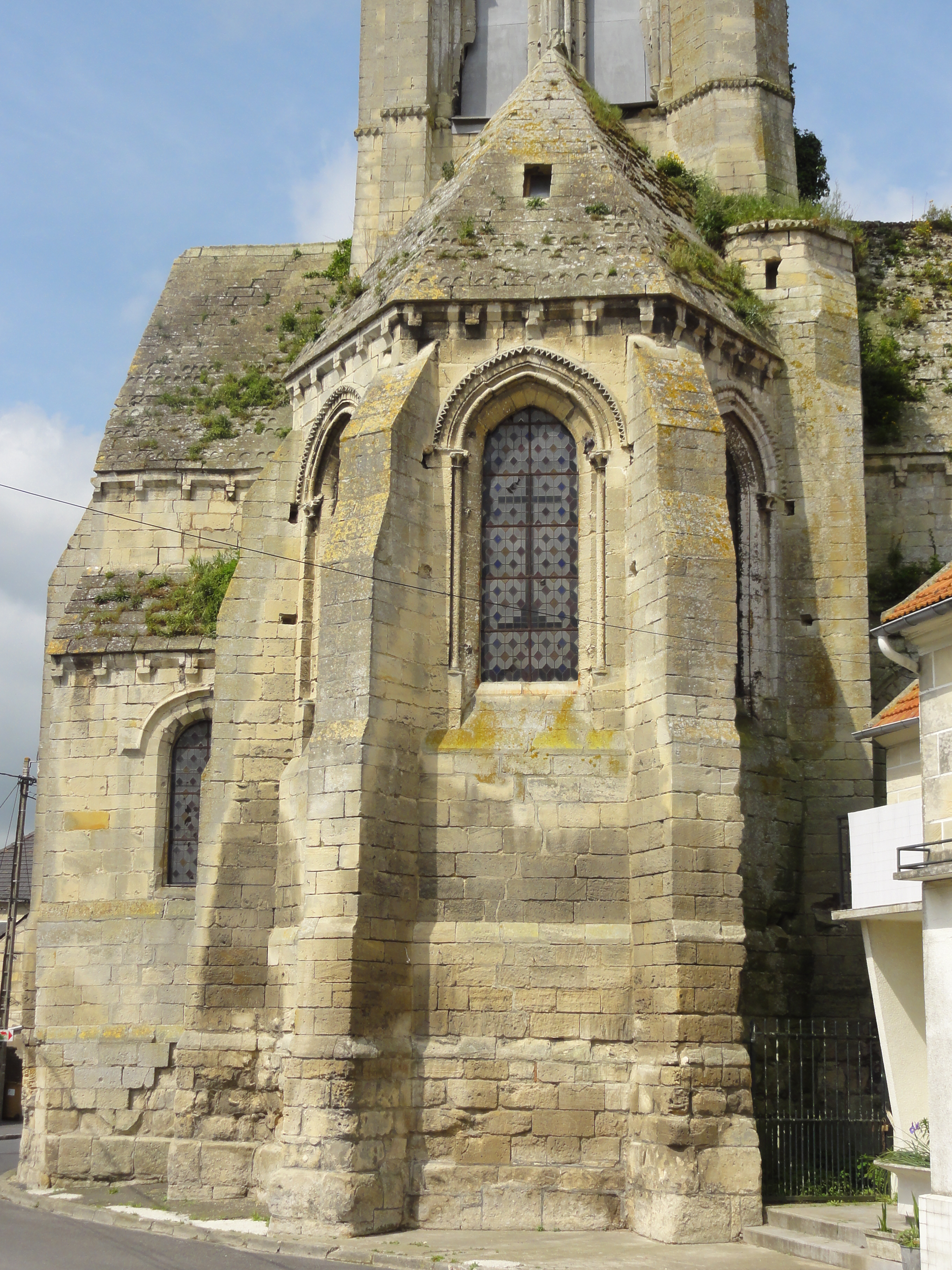
Vue rapprochée du chœur.
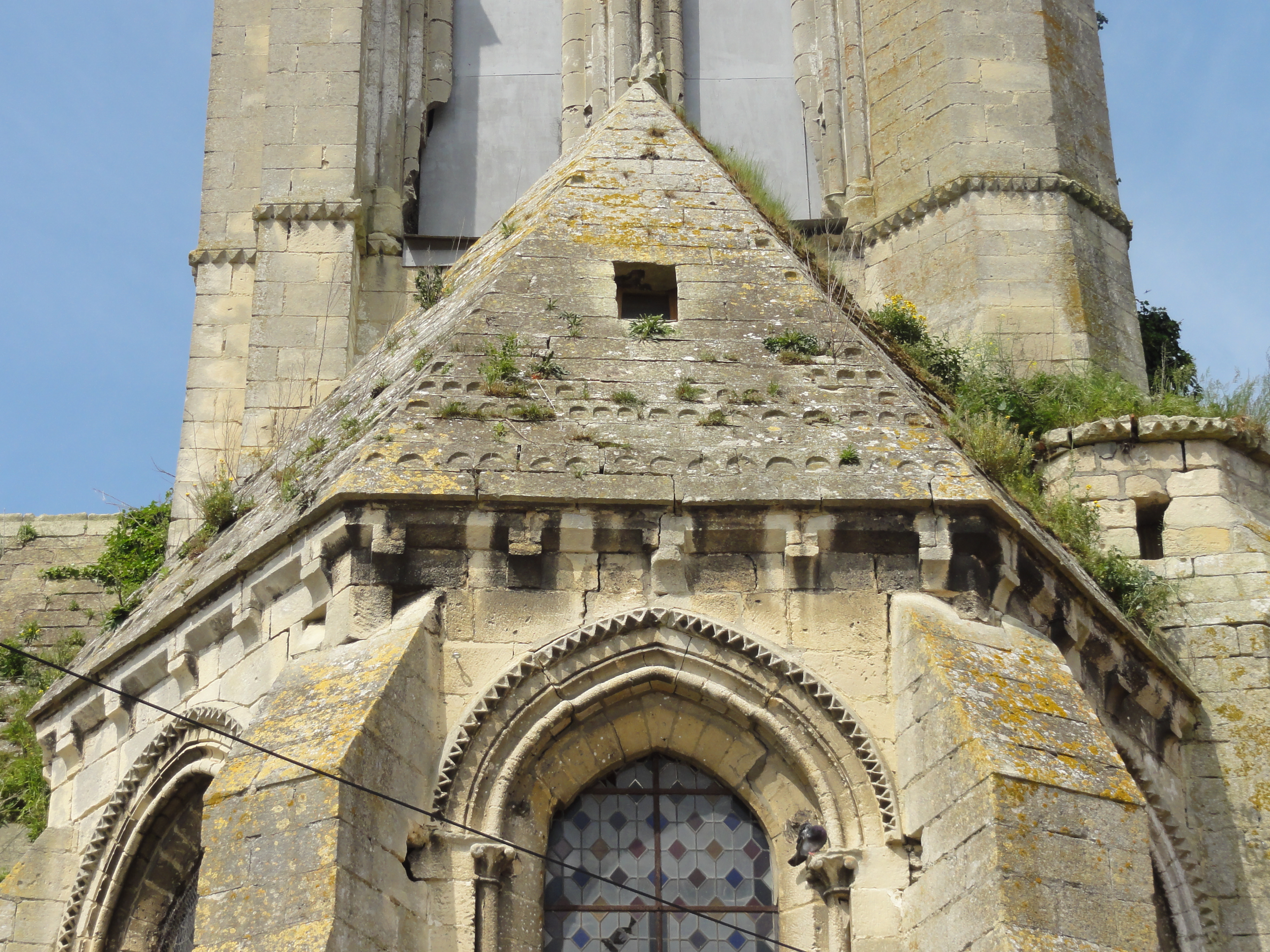
Toiture et corniche du chœur.
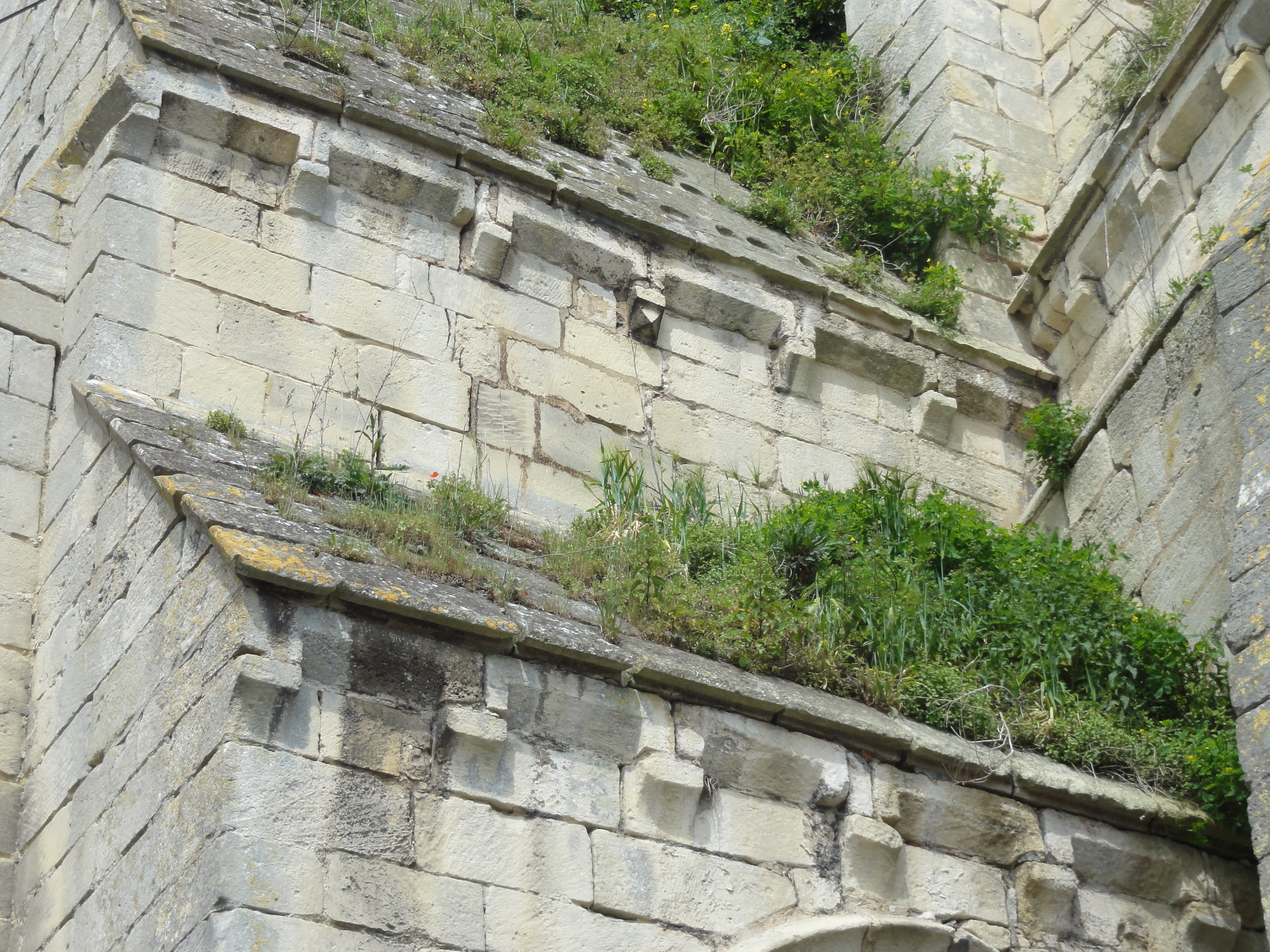
Toiture de la niche d'autel du croisillon nord.

## Mobilier

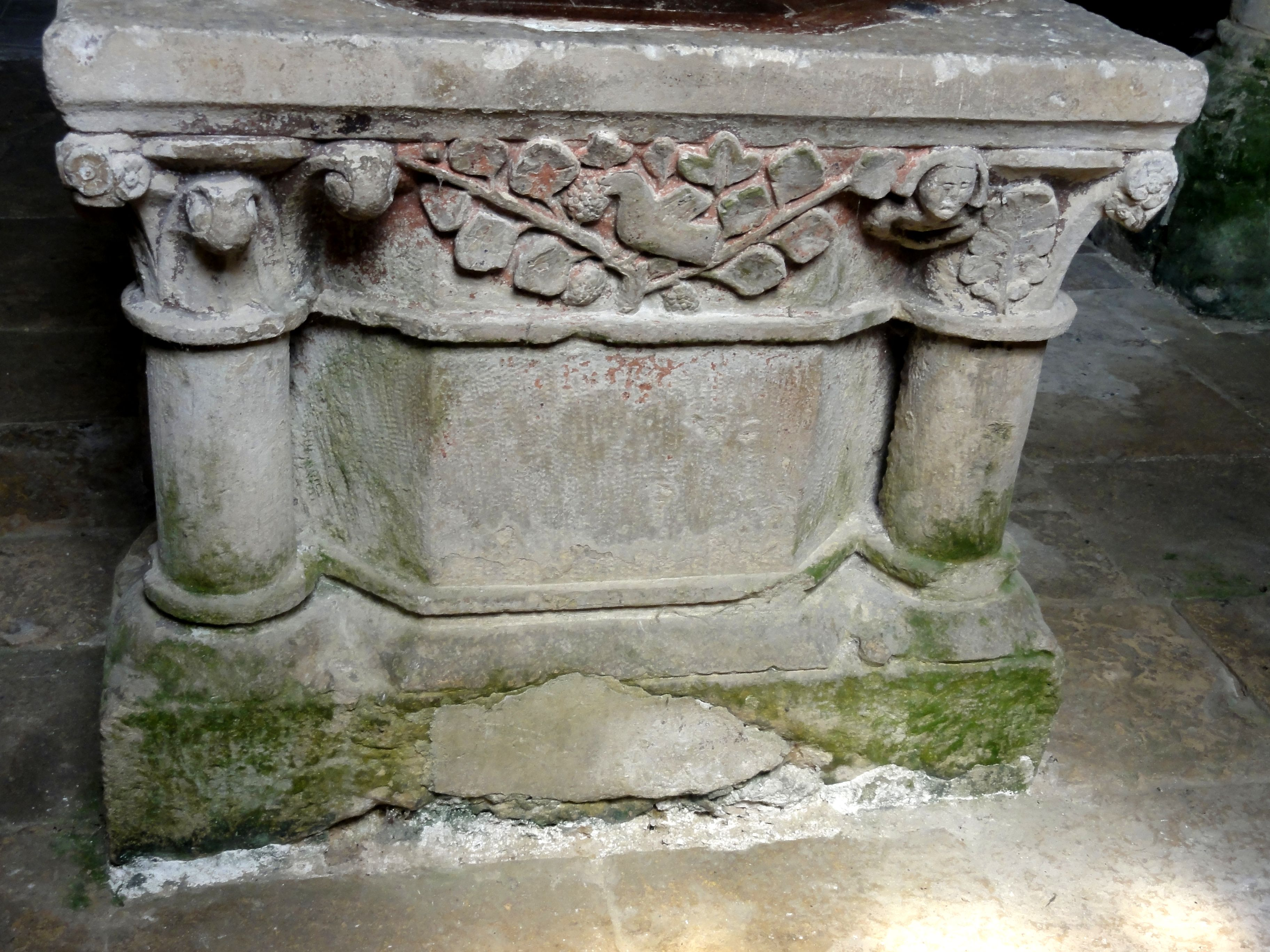
Fonts baptismaux.

L'église renferme deux éléments de mobilier classés monument historique au titre objet. Il s'agit des fonts baptismaux de la seconde moitié du XIIe siècle et d'une « poutre à logettes » du XVIe siècle, parfois improprement qualifié de poutre de gloire. Coincé entre le coffrage de la croisée du transept et les étais de l'arc triomphal, il est aujourd'hui très mal visible. Les douze niches abritent des représentations des Douze Apôtres, avec le Christ en leur milieu.
Les fonts baptismaux en pierre calcaire sont parmi les plus beaux des environs, et la forme octogonale de la cuve permet de les faire remonter jusqu'en 1180 environ. On peut les comparer à ceux, contemporains, de Bury et de Tracy-le-Val. Le socle carré a les angles chanfreinés. Il supporte la cuve octogonale et quatre courtes colonnettes aux chapiteaux de crochets, qui occupent les angles. Au niveau des astragales des chapiteaux, la cuve est subdivisée horizontalement en deux parties. Proche du sol, la partie inférieure reste nue, alors que la partie supérieure présente des feuilles polylobées, des volutes et de petites roses, et dans un cas, une branche sur laquelle est assis un oiseau au milieu des feuillages. À droite près du chapiteau, se dégage un petit buste féminin les mains rejointes pour la prière, pouvant rappeler la donatrice. Une face est malheureusement bûchée. Les chapiteaux sont tous légèrement différents, et parfois une feuille de chêne prend place entre les crochets. Une épaisse plaque carrée recouvre l'ensemble. Fait assez rare, le couvercle en fer et les ferrures sont toujours d'origine. Des traces de polychromie anciennes sont visibles sur la pierre, mais aussi des algues vertes,.